# Imperatriz Leopoldinense
Grêmio Recreativo Escola de Samba Imperatriz Leopoldinense (ou simplesmente Imperatriz Leopoldinense) é uma escola de samba da cidade do Rio de Janeiro, sediada no bairro de Ramos. A escola foi fundada em 6 de março de 1959, pelo farmacêutico Amaury Jório juntamente a alguns sambistas da Zona da Leopoldina e remanescentes da extinta agremiação Recreio de Ramos. Seu nome faz referência à Estrada de Ferro Leopoldina - que cortava o bairro de Ramos - e que, por sua vez, recebeu esse nome em referência à Imperatriz Maria Leopoldina do Brasil. Suas cores foram escolhidas em referência à sua escola-madrinha, Império Serrano. Em seu pavilhão, onze estrelas simbolizam os bairros das estações da linha férrea que passam pela Zona da Leopoldina: Triagem, Manguinhos, Bonsucesso, Ramos, Olaria, Penha, Penha Circular, Brás de Pina, Cordovil, Parada de Lucas e Vigário Geral. A estrela que representa Ramos fica destacada, na parte de cima da bandeira, por representar a sede da escola. Sua quadra se localiza na Rua Professor Lacê, n.º 235, em Ramos, próximo à estação de trem do bairro.
A Imperatriz Leopoldinense é detentora de nove títulos de campeã do grupo principal do carnaval carioca, conquistados em 1980, 1981, 1989, 1994, 1995, 1999, 2000, 2001 e 2023, e ocupa assim, junto com o Salgueiro e o Império Serrano, o posto de quarta maior vencedora do carnaval do Rio de Janeiro. Nos anos de 1980, 1989 e 2001 foi campeã obtendo nota máxima em todos os quesitos. Desfilou pela primeira vez em 1960, com um enredo em homenagem à Academia Brasileira de Letras. Porém, apenas em 1972 ganhou notoriedade, após fazer parte da novela "Bandeira 2", da Rede Globo. Naquele ano, apresentou o enredo "Martim Cererê", conquistando o quarto lugar. O samba-enredo daquele ano foi o primeiro a ser incluído em uma trilha sonora de telenovela. Em 2012, outro samba da escola - "Liberdade, liberdade, abre as asas sobre nós!" - do carnaval de 1989, seria o primeiro samba-enredo utilizado como tema de abertura de uma telenovela. Nesse caso, na novela "Lado a lado".
A escola foi pioneira ao implantar, no ano de 1967, um departamento especial para elaborar os seus desfiles. O Departamento Cultural e de Carnaval da Imperatriz Leopoldinense visava organizar os carnavais da escola e desenvolver atividades culturais para os integrantes da mesma. Durante o seu período de atividade, o Departamento elaborou enredos de cunho nacionalista; sobre movimentos culturais ou sobre a história do Brasil. A maioria baseados em obras da literatura brasileira. O Departamento Cultural foi dissipado no final da década de 1970, com a chegada de Luiz Pacheco Drummond à presidência da escola. Ainda assim, enredos sobre a História do Brasil ou elementos da cultura brasileira continuaram como tema principal da maioria dos desfiles da Imperatriz.
Em 1980, com melhores condições financeiras, a escola contratou o carnavalesco campeão do ano anterior, Arlindo Rodrigues. No mesmo ano, com um enredo em homenagem à Bahia, a escola conquistou o seu primeiro título de campeã, dividido com Portela e Beija-Flor. No ano seguinte, dessa vez sozinha, conquistou o bicampeonato com o popular samba-enredo "O teu cabelo não nega" ("Nesse palco iluminado, só dá Lalá"). Em 1989, com "Liberdade, liberdade, abre as asas sobre nós!", o carnavalesco Max Lopes conquistou mais um título para a escola de Ramos, vencendo o famoso desfile "Ratos e urubus, larguem minha fantasia" da Beija-Flor. A partir desse período, a Imperatriz se caracterizara por seus desfiles técnicos, elaborados exclusivamente para atender às obrigatoriedades dos quesitos julgados, o que lhe rendeu o apelido de "certinha de Ramos". Utilizando-se dessa técnica, sob o comando da carnavalesca Rosa Magalhães, venceu os campeonatos de 1994, 1995, e nos anos de 1999, 2000 e 2001 conquistou o primeiro tricampeonato da "era Sambódromo". Em 2023, a Imperatriz foi declarada como patrimônio cultural de natureza imaterial do Estado do Rio de Janeiro.

## Símbolos
Nome

Como o objetivo da nova escola era reunir blocos e agremiações da região, Amaury Jório propôs que o nome representasse toda a Zona da Leopoldina. O nome "Imperatriz Leopoldinense" foi escolhido por sugestão de Manoel Vieira, sendo aceito pelos demais fundadores. No livro de ata da fundação da escola, consta que o nome da agremiação foi inspirado na Estrada de Ferro Leopoldina - que corta a região - e que, por sua vez, recebeu esse nome em homenagem a Imperatriz Maria Leopoldina de Áustria, a primeira Imperatriz consorte do Brasil.
Cores

A Imperatriz Leopoldinense tem como cores o verde, o branco e o ouro. A escolha das cores provocou intensos debates na reunião de fundação. Vicente Venâncio conseguiu aprovar o verde e branco, em homenagem às cores de sua escola madrinha, o Império Serrano. Em 1966, o presidente Antonio Carbonelli instituiu a adição da cor ouro, tornando a Imperatriz, uma escola tricolor.
Símbolo

O símbolo da Imperatriz é a coroa do Primeiro Reinado, período no qual a Imperatriz Maria Leopoldina de Áustria reinou no Brasil. A coroa é presença constante nos desfiles da Imperatriz, seja na forma convencional ou de forma estilizada. Geralmente é apresentada em posição de destaque no carro abre-alas do desfile.
Alcunhas

A Imperatriz Leopoldinense é conhecida como "GRESIL", "Rainha de Ramos" e "Certinha de Ramos", sendo este último apelido, dado por causa de seus desfiles técnicos. Os torcedores da escola são chamados de "gresilenses". O designativo foi criado por Amaury Jório, baseado na sigla GRESIL, formada pelas iniciais do nome oficial da escola de samba.

## Bandeira
Primeiro modelo (1959–1968)

O desenho da primeira bandeira da Imperatriz é de autoria de Agenor Gomes Pereira. O pavilhão tinha forma retangular, com a largura tendo o dobro do tamanho da altura. Consistia em um retângulo dividido em duas partes; a metade superior na cor verde-bandeira e a metade inferior em branco. O pavilhão era dividido por duas faixas. Na faixa de cima, de cor branca, a inscrição "IMPERATRIZ", com bordado na cor verde-bandeira. Na faixa de baixo, de cor verde-bandeira, a inscrição "LEOPOLDINENSE", com bordado branco. No centro da bandeira, em cima das duas faixas, o desenho de uma coroa - símbolo da escola. 11 estrelas douradas circundam coroa, representando os bairros da Zona da Leopoldina, sendo que uma estrela, em tamanho maior, representa o bairro de Ramos, berço da escola.
Segundo modelo (1969–1972)

Em 1969, no seu retorno à primeira divisão do carnaval, a escola promoveu algumas mudanças em seu pavilhão. A bandeira passou a dividir-se em duas partes transversais; sendo a parte superior-direita na cor verde-bandeira, e a parte inferior-esquerda em branco. Duas faixas transversais cortam o pavilhão do canto superior esquerdo ao canto inferior direito. Na faixa de cima, de cor branca, as inscrições "G.R." (Grêmio Recreativo) e "E.S." (Escola de Samba). Na faixa de baixo, de cor verde-bandeira, as inscrições "IMPERATRIZ" e "LEOPOLDINENSE". No centro do pavilhão, em cima das duas faixas, o desenho de uma coroa dourada, dividindo as inscrições. 10 estrelas douradas circundam a parte de baixo da coroa, representando os bairros da Zona da Leopoldina. No canto superior direito da bandeira, uma estrela dourada, de tamanho maior que as demais, simboliza o bairro de Ramos, o berço da Imperatriz Leopoldinense. Nesta versão, foi adotada uma pequena estrela dourada, ao lado esquerdo da inscrição "E.S.", simbolizando o primeiro campeonato da Imperatriz, no ano de 1961, na terceira divisão do carnaval carioca.
Terceiro modelo (1973–presente)

Para o desfile de 1973, foi realizada uma simplificação na disposição dos elementos, com o intuito de "limpar" o visual. A bandeira tem forma retangular, com a largura tendo o dobro do tamanho da altura. Consiste em um retângulo branco, com uma faixa transversal verde, que corta o pavilhão do canto superior esquerdo ao canto inferior direito. Ao centro da bandeira, em cima da faixa, o desenho de uma coroa - o símbolo da escola. Na parte superior da faixa, à esquerda da coroa, as inscrições "G.R." (Grêmio Recreativo) "IMPERATRIZ". Na parte inferior da faixa, à direita da coroa, as inscrições "E.S." (Escola de Samba) "LEOPOLDINENSE". Ao lado esquerdo da inscrição "E.S.", há uma pequena estrela dourada, simbolizando o primeiro campeonato da escola, no ano de 1961. Abaixo da coroa, dez estrelas douradas, em tamanho pequeno, simbolizam os bairros das estações da linha férrea que passam pela Zona da Leopoldina: Triagem, Manguinhos, Bonsucesso, Olaria, Penha, Penha Circular, Brás de Pina, Cordovil, Parada de Lucas e Vigário Geral. No canto superior direito da bandeira, uma estrela dourada, de tamanho maior que as demais, simboliza o bairro de Ramos, o berço da Imperatriz Leopoldinense.

## História

### Fundação
"Retirei das agremiações e blocos da Zona da Leopoldina a nata do samba, o que eles tinham de melhor. Foi um árduo trabalho de garimpagem, escolhendo e convencendo os sambistas a se juntarem a nós. Como por exemplo, o Bidi".

—Amaury Jório sobre o processo de criação da Imperatriz Leopoldinense.
O farmacêutico Amaury Jório foi o mentor da Imperatriz Leopoldinense. Após a extinção do Recreio de Ramos, do qual fazia parte, Jório teve a ideia de fundar uma escola de samba. Mas para que a nova agremiação tivesse força e não sucumbisse como o extinto Recreio, seria preciso agregar a nata dos sambistas da Zona da Leopoldina.
Conhecido por sua habilidade política, Amaury convocou sambistas e foliões de outros blocos e agremiações da região, além de amigos seus, para uma reunião em sua casa, na rua Dr. Euclides Faria, número 22, em Ramos. A Imperatriz Leopoldinense foi fundada numa sexta-feira, dia 6 de março de 1959, por Amaury Jório, Oswaldo Gomes Pereira, Arlindo de Oliveira Lima, Elísio Pereira de Mello, Agenor Gomes Pereira, Vicente Venâncio da Conceição, José da Silva (Zé Gato), Jorge Costa (Tinduca), Francisco José Fernandes (Canivete), Manoel Vieira (Sagui), Aloísio Soares Braga (Índio), Jorge Salaman, Manoel Hermógenes dos Santos, Arlindo de Oliveira Lima, Nair dos Santos Vaz, Nair da Silva, Claudionor Belizário, Zé Katimba, entre outros sambistas e foliões da região, e remanescentes do Recreio de Ramos. Diferente da maioria das outras escolas, que têm suas origens em comunidades carentes, a Imperatriz surgiu em um local bem estruturado do subúrbio carioca. Fato que gerou um contingente de componentes de níveis sociais mesclados. Participaram de sua fundação tanto pessoas simples, quanto grupos de acadêmicos de alta escolaridade.
Durante a reunião de fundação foi criada uma junta governativa que ficaria incumbida de legalizar a escola, criar seu regimento interno e convocar outros sambistas da região para participar dos segmentos da recém-criada agremiação (bateria, ala de passistas, ala de baianas, ala de compositores, etc). Na mesma reunião, foram escolhidos o nome e os símbolos da nova escola. Osvaldo Gomes Pereira foi eleito o primeiro presidente da Imperatriz, até que fosse convocada uma nova eleição. Amaury Jorio foi escolhido o secretário e Arlindo de Oliveira Lima, o tesoureiro. No mesmo ano de fundação, a agremiação conseguiu o alvará de localização, fixando sua sede na casa de Amaury Jório, sendo a pioneira em tal feito.

### Década de 1960
- 1960: "Homenagem à Academia Brasileira de Letras"

O Grêmio Recreativo Escola de Samba Imperatriz Leopoldinense fez a sua estreia no carnaval carioca em 1960. A escola começou no Grupo 3, naquela época denominado "Campeonato Dep. de Turismo e Certames". Os desfiles deste grupo eram realizados na Praça XI. Em seu primeiro desfile, a Imperatriz já demonstrava preocupação com a cultura. O enredo em homenagem à Academia Brasileira de Letras foi desenvolvido pelos dirigentes da escola. A Imperatriz fez uma boa estreia no carnaval carioca, conquistando o 6.º lugar e se mantendo no mesmo grupo para o ano posterior.
- 1961: "Riquezas e maravilhas do Brasil"

Em seu segundo carnaval, a Imperatriz Leopoldinense conquista o seu primeiro título de campeã. O enredo, de autoria do presidente da escola, Amaury Jório, exaltava as riquezas do Brasil. Com esse desfile, a Imperatriz somou 103,5 conquistando a 1.ª colocação do grupo e uma vaga no Grupo 2 do carnaval carioca.
- 1962: "Rio no século XVIII, homenagem a Carlos Gomes de Andrade, o Conde de Bobadela"

No ano de 1962, a Imperatriz fez a sua estreia no Grupo 2 do carnaval carioca. Apresentou um enredo em homenagem ao português António Gomes Freire de Andrade, ex governador e capitão-general do Rio de Janeiro (entre 1733 e 1763) e Primeiro Conde de Bobadela. Com esse desfile, a escola somou 96 pontos, conquistando a 5.ª colocação e se mantendo no Grupo 2 para o ano seguinte.
- 1963: "As Três Capitais"

Em seu segundo ano no Grupo 2, a Imperatriz Leopoldinense apresentou um enredo sobre as três capitais que foram sede federativa do Brasil: A primeira, a cidade de São Salvador; a segunda, Rio de Janeiro; e a terceira e atual, Brasília. Com esse desfile, somou 50 pontos, terminando no 3.º lugar.
- 1964: "A Favorita do Imperador, Marquesa de Santos"

Em 1964, curiosamente, a Imperatriz Leopoldinense homenagearia a Marquesa de Santos, amante de D. Pedro I enquanto este era casado com a Imperatriz Leopoldina, que dá nome a escola. Peculiaridades a parte, a escola fez um bom desfile, sagrando-se vice-campeã do Grupo 2, o que lhe dava a tão sonhada oportunidade de desfilar no grupo principal do carnaval carioca.
- 1965: "Homenagem ao Brasil no IV Centenário do Rio de Janeiro"

1965 foi um ano muito importante para a escola de Ramos. No sexto desfile de sua história, a Imperatriz Leopoldinense faria a sua estreia no grupo principal do carnaval carioca. Com a responsabilidade de abrir o desfile que comemorava os 400 anos da fundação da cidade do Rio de Janeiro, no primeiro carnaval temático da história. A escola desfilou na Avenida Presidente Vargas o enredo "Homenagem ao Brasil no IV Centenário do Rio de Janeiro". Com pouca verba, a escola não realizou um bom desfile, sendo rebaixada ao Grupo 2. Somou apenas 53 pontos, terminando na 10.ª e última colocação. Um fato inusitado ocorreu com a agremiação neste carnaval. As fantasias do Mestre-sala e da Porta-bandeira não ficaram prontas e o casal não se apresentou. A jurada Enid Sauer, encarregada de julgar o casal, deu nota seis ao Mestre-sala e oito a Porta-bandeira, sem que os dois desfilassem. As outras escolas reclamaram e o quesito foi anulado.
- 1966: "Monarquia e esplendor da História"

De volta ao Grupo 2, a Imperatriz Leopoldinense apresentou um enredo exaltando o Império do Brasil ou Brasil Monárquico. Foi lembrada a vinda da Família Real ao Brasil, os membros da Família Imperial Brasileira, D. João VI, D. Pedro I, D. Pedro II e Princesa Isabel. A escola somou 110 pontos, conquistando o vice-campeonato do Grupo 2 e garantindo o seu retorno ao Grupo 1, no ano seguinte.
A Imperatriz foi pioneira ao criar, no ano de 1967, um departamento cultural para organizar os seus próprios carnavais. O Departamento Cultural e de Carnaval da Imperatriz Leopoldinense seria responsável pela elaboração dos desfiles, e por desenvolver atividades culturais para os integrantes da escola. Inicialmente, formavam o Departamento o médico e pesquisador Hiram Araújo, Fernando Gabeira, Ilmar de Carvalho, Amaury Jório e o presidente Oswaldo Macedo. O Departamento de Carnaval já estava previsto na ata de fundação da Escola, porém, apenas em 1967 seria posto em prática. Enquanto perpetuou, o Departamento se preocupou com a difusão da cultura. Os enredos elaborados eram de cunho nacionalista; sobre movimentos culturais ou sobre a história do Brasil. A maioria baseado em obras da literatura brasileira, como: "Brasil, flor amorosa de três raças" (enredo sobre a miscigenação brasileira, baseado no último verso do poema "Música Brasileira", de Olavo Bilac); "Oropa, França e Bahia" (sobre a Semana de Arte Moderna e o Movimento Antropofágico, seu título foi retirado de um diálogo da obra Macunaíma); "Barra de Ouro, Barra de Rio, Barra de Saia" (outro título retirado de Macunaíma); "Martim Cererê" (sobre a obra de Cassiano Ricardo), "A Morte da Porta-estandarte" (sobre o conto homônimo do escritor Aníbal Machado).
- 1967: "A vida poética de Olavo Bilac"

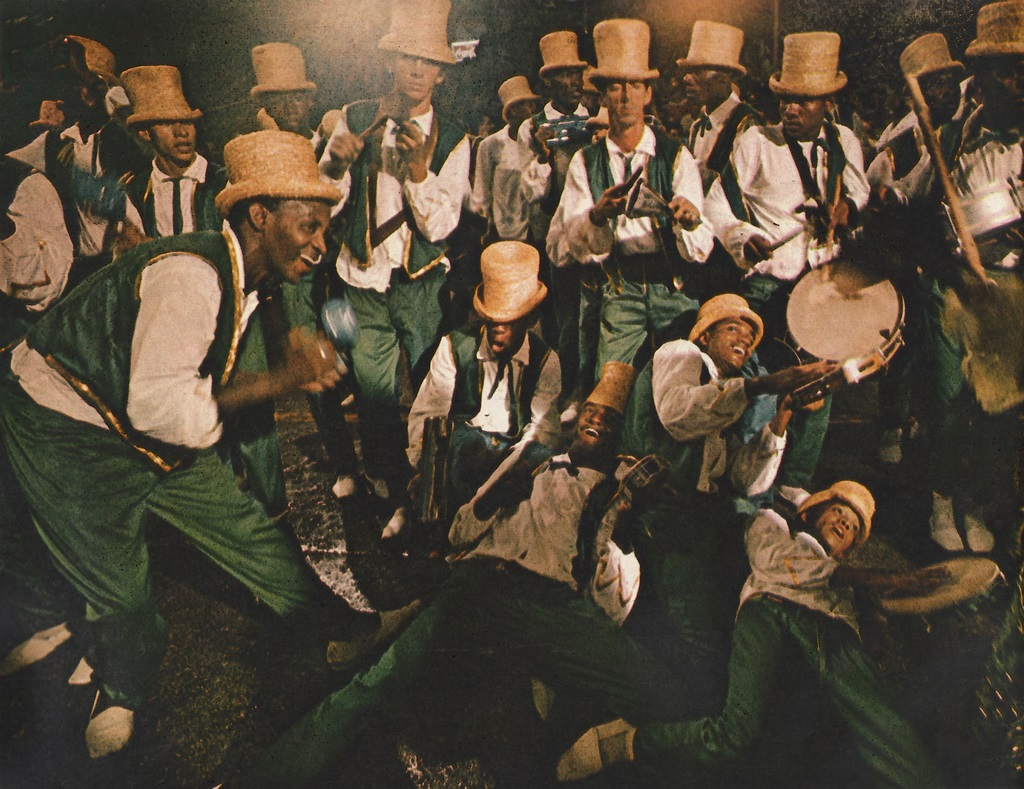
Imperatriz Leopoldinense em 1967

Retornando ao grupo principal do carnaval carioca, na época denominado Grupo 1, a Imperatriz Leopoldinense abriu os desfiles de 1967 com uma homenagem ao poeta Olavo Bilac. Um forte temporal caiu sobre a cidade e atrasou o início dos desfiles. A forte chuva prejudicou de várias formas a apresentação da escola de Ramos: atrasando a chegada dos componentes, atrapalhando a chegada das alegorias, estragando as fantasias, retardando a evolução dos desfilantes, além do casal de Mestre-sala e Porta-bandeira não ter conseguido se apresentar. Somando 49 pontos, a Imperatriz terminou na 9.ª e penúltima colocação, sendo rebaixada ao Grupo 2.
- 1968: "Bahia em festa"

Rebaixada no ano anterior, a Imperatriz Leopoldinense voltou a desfilar na Avenida Rio Branco, no Grupo 2 do carnaval carioca. Numa iniciativa inédita no carnaval, a escola fundaria o Departamento Cultural e de Carnaval da Imperatriz Leopoldinense. O Departamento ficaria responsável, dentre outras medidas, pela elaboração dos enredos e confecção dos desfiles da escola. Com esse desfile, a Imperatriz somou 100 pontos, conquistando o vice-campeonato do Grupo 2 e garantindo o seu retorno ao Grupo 1, no ano seguinte.
- 1969: "Brasil, flor amorosa de três raças"

De volta ao grupo principal do carnaval carioca, na época denominado Grupo 1, a Imperatriz Leopoldinense foi a primeira escola a se apresentar no domingo de carnaval. O enredo, sobre a miscigenação brasileira, foi baseado no último verso do poema "Música Brasileira", de Olavo Bilac. O desfile foi desenvolvido pelo Departamento Cultural e de Carnaval da agremiação. Nesse ano, a escola inovou ao trazer 12 mulatas representando "as africanas" na comissão de frente, fato repetido durante os anos posteriores. As escolas tinham o costume de trazer representantes da velha-guarda. Na apuração das notas, a Imperatriz somou 95 pontos. Terminou no 8.º lugar, escapando, por pouco, de mais um rebaixamento.

### Década de 1970
- 1970: "Oropa, França e Bahia"

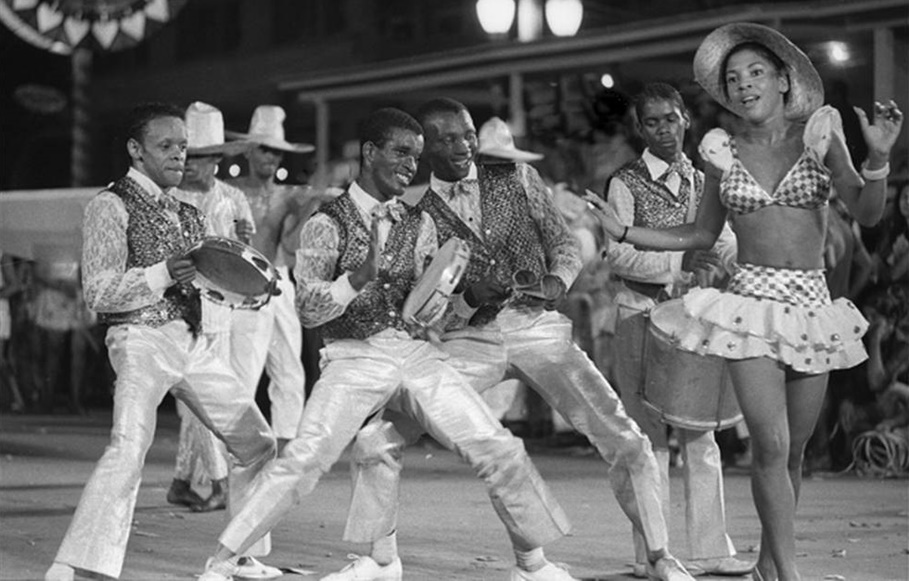
Imperatriz Leopoldinense em 1970

Sexta escola a se apresentar, a Imperatriz Leopoldinense apresentou um enredo sobre o legado deixado pela Semana de Arte Moderna e o Movimento Antropofágico. Desenvolvido pelo Departamento Cultural e de Carnaval da escola, o desfile é dividido em quadros. No primeiro quadro, a comissão de frente representou os "dragões do centenário", nome dado por Mário de Andrade aos integrantes do Movimento Modernista. O segundo quadro representava o "ambiente de 1922", com as modas, tipos e costumes da época. O terceiro quadro representava a obra "Macunaíma", de Mário de Andrade. Foi dessa obra que saiu o título do enredo. O quarto quadro fazia referência às obras do poeta Cassiano Ricardo, autor de Martim Cererê, que seria enredo da escola em 1972. No quinto quadro, o poema "Essa negra fulô", de Jorge de Lima. O sexto quadro trouxe a obra "Funeral d'um rei Nagô", de Murilo Araújo. O sétimo quadro representava "A morte da porta-estandarte", obra de Aníbal Machado, que seria enredo da escola em 1975. No oitavo quadro, o drama mitológico "Cobra Norato" do poeta Raul Bopp. O nono quadro homenageava a obra "Máscaras: O amor de Dulcinéia", do poeta Paulo Menotti Del Picchia. O samba-enredo de Carlinhos Sideral e Mathias de Freitas trazia o verso: "O rei mandou me chamar / Pra casar com sua 'fia' / O dote que ele me dava / Oropa, França e Bahia". Com esse desfile, a escola somou 74 pontos, terminando na 6.ª colocação.
- 1971: "Barra de Ouro, Barra de Rio, Barra de Saia"

Desfile da Imperatriz Leopoldinense de 1971. Arquivo Nacional.

Quinta escola a desfilar no grupo principal do carnaval carioca, a Imperatriz Leopoldinense apresentou o enredo "Barra de ouro, barra de rio, barra de saia", desenvolvido pelo departamento Cultural e de Carnaval da escola. O samba de Zé Katimba e Niltinho Tristeza inaugurou um novo estilo de samba-enredo, mais curto, com letra fácil e menos descritivo. Na época, chamado de samba moderno. Depois vieram outros no mesmo estilo, como "Martim Cererê" (1972) e "O teu cabelo não nega" (1981). Foi o primeiro samba-enredo de Zé Katimba na sua escola. Com a apuração das notas, a Imperatriz somou 97 pontos, terminando no 7.º lugar.
- 1972: "Martim Cererê"

Porta-bandeira Jacira Silva no Desfile da Imperatriz Leopoldinense de 1972. Arquivo Nacional.

No final de 1971, a Rede Globo procurava uma escola de samba para servir de cenário para a sua nova "novela das dez", Bandeira 2. Todas as escolas de samba do Rio de Janeiro se candidataram. A decisão surpreendeu por escolher uma escola, naquela época, pequena: a Imperatriz Leopoldinense. Misturando ficção e realidade, a novela estreou em 1 de outubro de 1971 trazendo Paulo Gracindo como o bicheiro Tucão, que seria o patrono da escola, Marília Pêra como Noely, a porta-bandeira, e Grande Otelo como Zé Catimba, um compositor. Anos mais tarde, o autor Dias Gomes adaptaria a história da novela para o teatro com o título "O Rei de Ramos". O samba-enredo de 1972, composto por Zé Katimba e Gibi, fez grande sucesso ao integrar a trilha sonora da novela. Zé, inclusive, viraria personagem da novela, interpretado por Grande Otelo e também foi o intérprete oficial da escola no desfile. Foi a primeira vez que um samba-enredo fez parte de uma trilha sonora de novela. Para o ano de 1972, o Departamento Cultural e de Carnaval da escola desenvolveu um enredo sobre o poema ufanista Martim Cererê, do autor brasileiro modernista Cassiano Ricardo. Na obra, Martim Cererê representa a união de três raças que compõem a formação étnica brasileira: o índio, o negro e o branco. Cassiano acompanhou, animado, todo o desenvolvimento do enredo. O autor morreria cerca de dois anos depois, em janeiro de 1974. A exposição na televisão fez com que a Imperatriz, até então pouco conhecida, se popularizasse. Um grupo de mulatas formava a comissão de frente. Como resultado, a escola conquistou a sua melhor colocação até então, o 4.º lugar. O resultado foi bastante comemorado, já que a escola, considerada pequena naquele tempo, terminou entre as quatro grandes daquela época.
- 1973: "ABC do carnaval à maneira da literatura de cordel"

Para o ano de 1973, o Departamento Cultural e de Carnaval da Imperatriz Leopoldinense desenvolveu um enredo sobre a Literatura de Cordel. Naquele mesmo ano, este também seria o tema do enredo da escola Em cima da hora. Na apuração das notas, conquistou 51 pontos, terminando na 5.ª colocação.
- 1974: "Réquiem por um sambista - Silas de Oliveira"

No ano de 1974, o departamento cultural e de carnaval da Imperatriz Leopoldinense desenvolveu um enredo em homenagem ao compositor carioca Silas de Oliveira, morto dois anos antes. O sambista acompanhou a fundação da Imperatriz, que teve como madrinha a sua escola de samba do coração, Império Serrano. Na apuração das notas, a escola somou 73 pontos, terminando na 6.ª colocação.
- 1975: "A Morte da Porta-estandarte"

O departamento cultural e de carnaval da escola desenvolveu um enredo baseado no conto "A Morte da Porta-estandarte", do escritor Aníbal Machado. O desfile foi confeccionado pelo carnavalesco Fernando Leão. A Imperatriz foi a penúltima escola a se apresentar. Na apuração das notas, somou 87 pontos, terminando na 8.ª colocação.
- 1976: "Por mares nunca dantes navegados"

Encerrando os desfiles do grupo principal, denominado Grupo 1, a Imperatriz Leopoldinense apresentou um enredo sobre o projeto português de domínio marítimo do mundo. O desfile, confeccionado por Edson Machado, foi dividido em quatro setores: Oriente, Índia, África e Brasil. Destacando as colonizações de terras nessas áreas. Na apuração das notas, a escola somou 93 pontos, terminando no 8.º lugar.
- 1977: "Viagens fantásticas às terras de Ibirapitanga"

Max Lopes fez sua estreia na Imperatriz. O carnavalesco, junto ao departamento cultural da escola, desenvolveu uma continuação ao enredo do ano anterior. Se em 1976, a Imperatriz abordou a descoberta do Brasil, em 1977 daria seguimento à história com os bandeirantes desbravando a nova terra. O descritivo samba-enredo não apresentava um refrão. Somando 71 pontos, a escola terminou na 9.ª colocação sendo rebaixada ao Grupo 2.
- 1978: "Vamos brincar de ser criança"

Rebaixada no anterior, a Imperatriz foi a quinta escola do Grupo 2 a se apresentar. Baseada no poema "Epígrafe" do poeta Manuel Bandeira, a escola cantaria o desejo de voltar a ser criança. O departamento cultural da escola e o carnavalesco Max Lopes fizeram uma viagem às mais conhecidas histórias infantis. Com 93 pontos, a escola foi vice-campeã do Grupo 2, conquistando o retorno ao grupo principal.
- 1979: "Oxumarê, a lenda do arco-íris"

De volta ao grupo principal do carnaval carioca, na época denominado Grupo 1-A, a Imperatriz Leopoldinense iniciou os desfiles daquele ano. O presidente Luiz Pacheco Drummond dispensou o carnavalesco Max Lopes. O enredo, desenvolvido pelo jornalista e carnavalesco Mário Barcelos, abordava a lenda do aparecimento do arco-íris após a chuva, através da tradição afro-brasileira, homenageando Oxumarê. E sobre a crendice de que quem passasse por baixo do arco-íris, mudava de sexo. Abrindo o desfile, sete mulatas vestindo as cores do arco-íris. A comissão de frente representava o fascínio dos príncipes africanos. A ala das baianas representava as iaôs. Alas representavam o sol e a chuva. Destaque para as alegorias do arco-íris, de Oxumarê e da fortuna. A bateria, com fantasias representando a serpente Dan, inovou desfilando com uma ala de cuíca, além de voltar com a ala de tamborins. Dominguinhos do Estácio foi o intérprete e um dos compositores do samba-enredo daquele ano. Somando 140 pontos, a escola terminou na 7.ª colocação.

### Década de 1980
- 1980: "O que que a Bahia tem?"

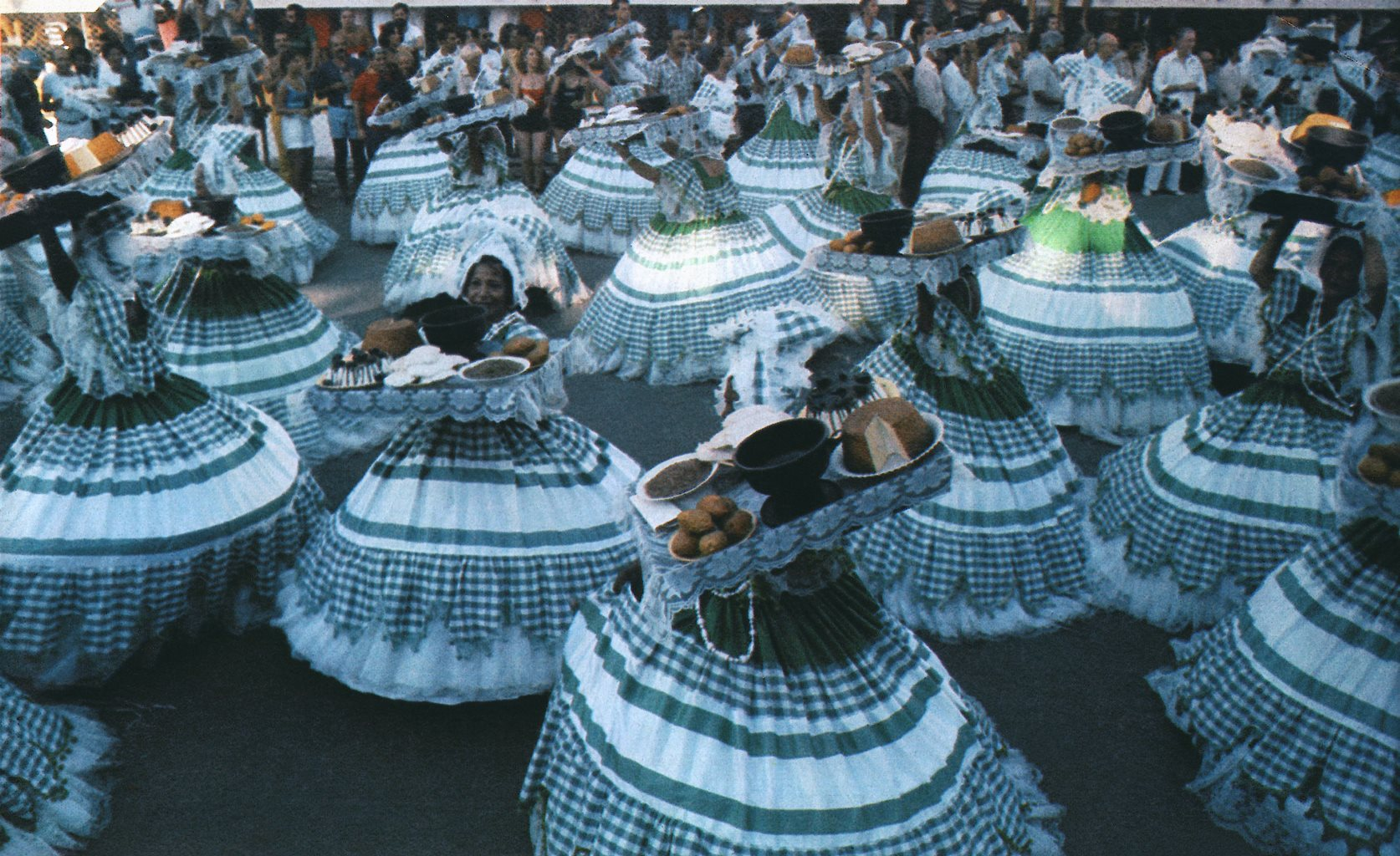
O ano de 1980 marcou a primeira conquista da Imperatriz Leopoldinense

Dias antes da primeira conquista da Imperatriz Leopoldinense, morria o fundador da escola, Amaury Jório. O desfile de 1980 foi dedicado ao sambista. Com a chegada do consagrado carnavalesco Arlindo Rodrigues, que já havia sido campeão algumas vezes pelo Salgueiro e, no ano anterior, campeão na Mocidade, a Imperatriz traz um enredo tradicional, a Bahia e sua rica cultura. A cantora Gal Costa desfilou como destaque no abre-alas. Primando pela beleza, originalidade e requinte, característicos de Arlindo, além de um samba melodioso, composto e cantado por Dominguinhos do Estácio, a escola de Ramos conquista o seu primeiro título, dividido com a Portela e a Beija-flor.
- 1981: "O teu cabelo não nega"

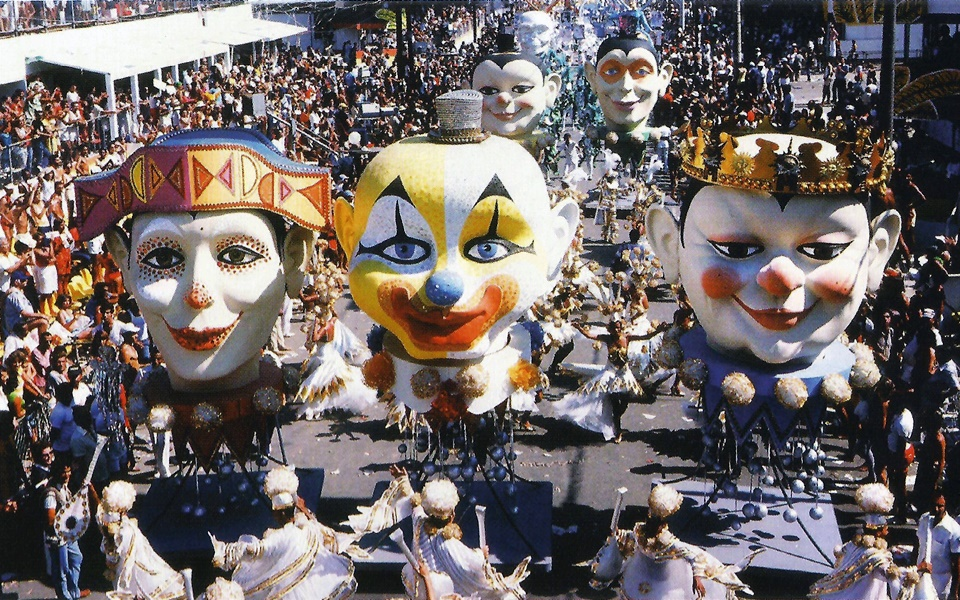
"O Teu Cabelo Não Nega", desfile da Imperatriz Leopoldinense em 1981

A escola mantém a equipe campeã do ano anterior e conquista o seu segundo título, dessa vez sozinha. Nona escola a se apresentar, a Imperatriz fez uma homenagem ao compositor Lamartine Babo. O samba-enredo composto por Gibi, Serjão e Zé Katimba apresentava o famoso refrão "Neste palco iluminado. Só dá Lalá. És presente, imortal. Só dá Lalá. Nossa escola se encanta. O povão se agiganta. É dono do carnaval". Com um desfile aliando originalidade e luxo, e um samba popular, a escola sagra-se bi-campeã, superando as duas escolas com que havia empatado no ano anterior. A escola recebeu o principal prêmio do Estandarte de Ouro, de "Comunicação com o público".
- 1982: "Onde canta o sabiá"

Embalada com o bicampeonato conquistado no ano anterior, a Imperatriz, por pouco, deixou escapar o tricampeonato. Décima agremiação a se apresentar, a escola exaltaria as riquezas da cultura brasileira. Arlindo Rodrigues confeccionou mais um carnaval de luxo e beleza. O samba-enredo também foi elogiado pela crítica. Devido a uma morte no ano anterior, a Riotur tinha proibido que as escolas desfilassem com destaques vivos (integrantes) nas alegorias. Porém, tanto Imperatriz quanto Beija-Flor descumpriram a ordem e foram punidas. A Imperatriz perdeu seis pontos e terminou na 3.ª colocação. Se não fosse a punição, a escola seria tricampeã.
- 1983: "O Rei da Costa do Marfim visita Xica da Silva em Diamantina"

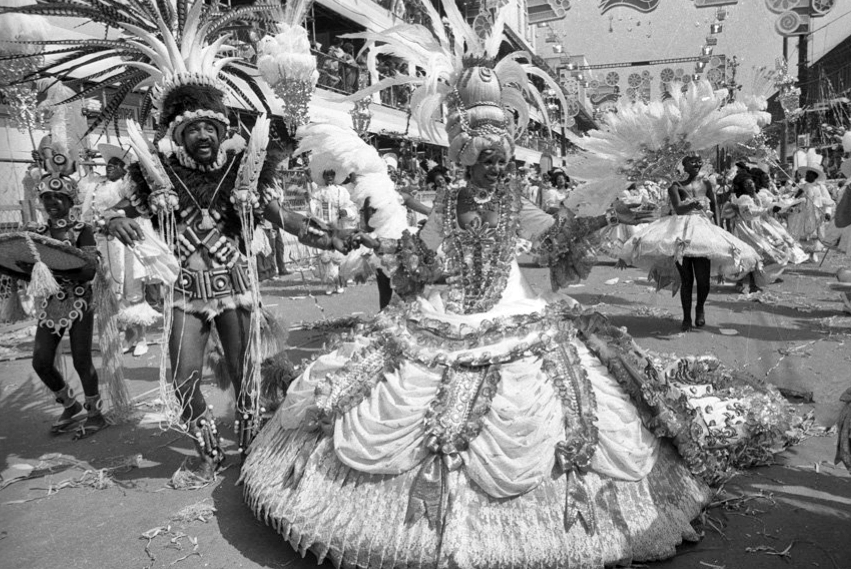
Imperatriz Leopoldinense em 1983

Xica da Silva daria uma festa para receber um rei negro em sua corte. Essa foi a forma que Arlindo Rodrigues encontrou para reeditar e unir dois de seus desfiles campeões no Salgueiro, "Xica da Silva" de 1963 e "Festa para um rei negro" de 1971. O carnavalesco criaria uma história fictícia em que, como diz o título do enredo, um rei africano visitaria Xica da Silva no Brasil. Décima escola a se apresentar, a Imperatriz desfilou com o dia claro. Após a comissão de frente, que seria premiada com o Estandarte de Ouro, uma grande coroa toda espelhada girava abrindo alas para a escola. O desfile foi dividido em dois setores. Um setor africano, com visual rústico e muita palha. E outro setor representando a nobreza da Corte de Xica da Silva, com muito prata e dourado. Com esse desfile, a Imperatriz somou 198 pontos, terminando no 4.º lugar.
- 1984: "Alô Mamãe"

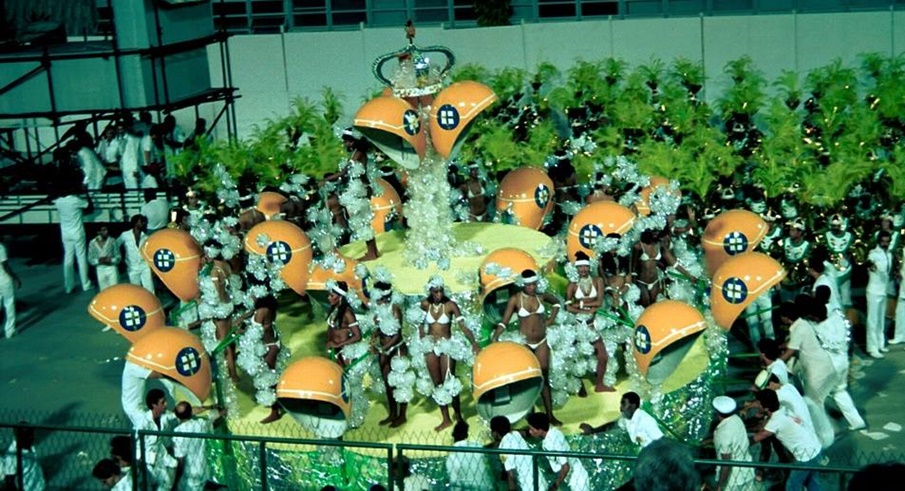
O ano de 1984 marcou a estreia da Imperatriz Leopoldinense no recém-inaugurado Sambódromo da Marquês de Sapucaí

No primeiro ano do Sambódromo, a Imperatriz sofreu com a falta de recursos. Luizinho Drummond se afastou da escola e o carnavalesco Arlindo Rodrigues foi para o Salgueiro. Lícia Lacerda e a carnavalesca Rosa Magalhães, em sua primeira passagem pela escola, seriam as responsáveis pelo carnaval da agremiação. As duas foram campeãs, dois anos antes, no Império Serrano, com "Bumbum Praticumbum Prugurundum", na mesma condição de poucos recursos que enfrentavam agora na Imperatriz. As duas carnavalescas desenvolveriam um enredo social e bem humorado sobre a política e a situação econômica da época. O título do enredo refere-se a frase dita pelo cantor Agnaldo Timóteo em seu primeiro discurso como deputado federal em Brasília. Agnaldo desfilou como destaque no carro abre-alas, que representava um grande telefone. Os destaques ficaram por conta do casal de Mestre-sala e Porta-bandeira, Chiquinho e Maria Helena, e da Comissão de frente. Ambos ganhariam nota máxima dos jurados. Rosa Magalhães e Lícia Lacerda foram premiadas com o Estandarte de Ouro de Personalidade Feminina. A Imperatriz somou 189 pontos, ficando na 4.ª colocação do grupo de segunda-feira, não se classificando para disputar o Supercampeonato do sábado seguinte.
- 1985: "Adolã, a cidade mistério"

Para aquele ano, o enredo foi inicialmente desenvolvido pelo historiador João Felício dos Santos em conjunto com o carnavalesco José Félix. Porém, pouco tempo antes do carnaval, Luizinho Drummond convocaria Arlindo Rodrigues para finalizar a confecção do desfile. O enredo contava sobre lendas marajoaras e uma fictícia cidade com população mediúnica. O carro abre-alas quebrou na armação da escola. Inverteu-se a posição de desfile com o Império Serrano, enquanto diretores da Imperatriz tentavam consertar o carro. A escola estava prevista para desfilar a noite, porém, após uma sucessão de atrasos, quando a escola iniciou o seu desfile já era manhã de terça-feira. Mesmo com o tempo ganho, a escola não conseguiu consertar o abre-alas e o carro desfilou puxado por um guindaste. Foi a estreia de Preto Jóia como intérprete. A bateria da escola e o casal de Mestre-sala e Porta-bandeira, Chiquinho e Maria Helena, levariam nota máxima dos jurados. Chiquinho ainda seria premiado com o Estandarte de Ouro. A Imperatriz somou 210 pontos, terminando no 8.º lugar.
- 1986: "Um jeito pra ninguém botar defeito"

Era manhã de terça-feira quando a Imperatriz Leopoldinense encerrou o carnaval de 1986. O enredo do carnavalesco Fernando Alvarez exaltaria a Nova República e as perspectivas para o futuro. A comissão de frente trouxe integrantes do grupo Cacique de Ramos e foi premiada com o Estandarte de Ouro. A passista Neide Sueli também seria premiada com o Estandarte. O casal de Mestre-sala e Porta-bandeira, Chiquinho e Maria Helena, mais uma vez garantiram nota máxima dos jurados. O intérprete Toninho Professor era também um dos autores do animado samba-enredo. A Imperatriz continuaria sem muitos recursos, o que proporcionou um desfile alegre, porém muito simples. A escola repetiu a 8.ª colocação do ano anterior, dessa vez com 197 pontos.
- 1987: "Estrela Dalva"

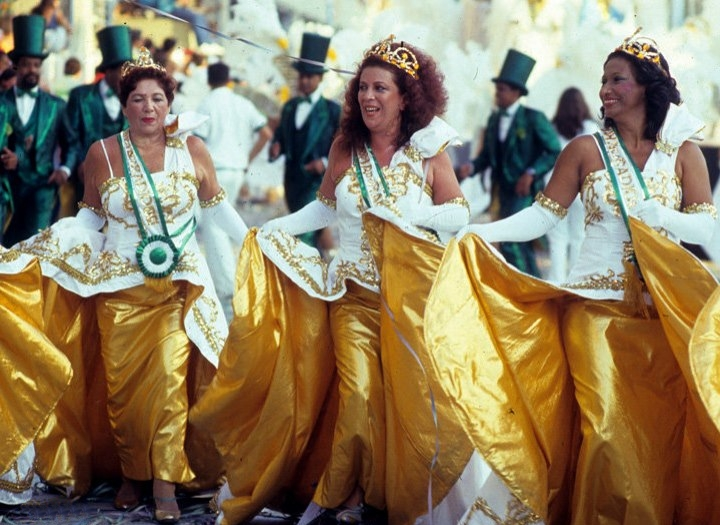
Imperatriz Leopoldinense em 1987

Com o dia claro, a Imperatriz Leopoldinense pisou na Sapucaí para homenagear a cantora Dalva de Oliveira. Esse seria o último desfile do carnavalesco Arlindo Rodrigues, que viria a falecer no final daquele ano. O carro abre-alas trazia o nome verdadeiro de Dalva: Vicentina de Paula Oliveira. A comissão de frente trouxe famosas cantoras da MPB saudando o público e apresentando a escola, levando nota máxima dos jurados. O casal de Mestre-sala e Porta-bandeira, Chiquinho e Maria Helena, também levaram nota máxima do júri. Chiquinho ainda seria premiado com o Estandarte de Ouro. A irmã de Dalva, Lila, desfilou muito emocionada no carro que representava a clássica canção "Bandeira Branca". Rogéria foi destaque na alegoria que representava os cassinos. Os atores Alexandre Frota e Paulo César Grande também desfilaram pela escola. A Imperatriz somou 203 pontos, terminando no 6.º lugar.
- 1988: "Conta outra que essa foi boa"

Quarta escola a se apresentar na primeira noite de desfiles, a Imperatriz desfilou sob uma chuva fraca, porém suficiente para danificar as fantasias, a maioria com plumas. No enredo sobre piadas, o carnavalesco Luiz Fernando Reis brincou com tudo o que pôde. Alas e alegorias faziam referência a anedotas e piadas populares. Piadas sobre português, sobre papagaio, sobre aluno e professora, entre outras. A escola também fez suas próprias piadas. Uma alegoria trazia um cidadão decorando a nova constituição. Outro carro, representando a caravela de Pedro Álvares Cabral, questionava se o português realmente descobriu o Brasil por acaso. Uma ala representava a abolição da escravatura, "muito mais econômica do que humanitária" nas palavras da sinopse. Independência do Brasil e Proclamação da República também foram questionadas. A alegoria "o gran circo lisarb" (lisarb = Brasil escrito ao contrário) trouxe esculturas do presidente José Sarney se equilibrando sobre um tonel, do Ministro Bresser Pereira tirando dinheiro da cartola e um leão domando um trabalhador. Foram homenageados humoristas e comediantes como Oscarito, Grande Otelo, Chico Anísio e suas criações, Jô Soares, Agildo Ribeiro, Golias, Os Trapalhões, Costinha, Dercy Gonçalves, Juca Chaves, Mazzaropi, entre outros. Os palhaços também foram lembrados. Encerrando o desfile, uma alegoria representando um bolo para comemorar o aniversário do Grupo Confraria do Garoto. A Porta-bandeira Maria Helena foi premiada com o Estandarte de Ouro. A escola evoluiu de forma muito lenta, ultrapassando em 12 minutos o tempo limite para desfilar, sendo penalizada em nove pontos. Com isso, a escola terminou na 14.ª e última colocação do carnaval de 1988. Porém, em uma reunião após a apuração, diretores da Liesa decidiram que nenhuma escola seria rebaixada.
- 1989: "Liberdade! Liberdade! Abre as asas sobre nós"

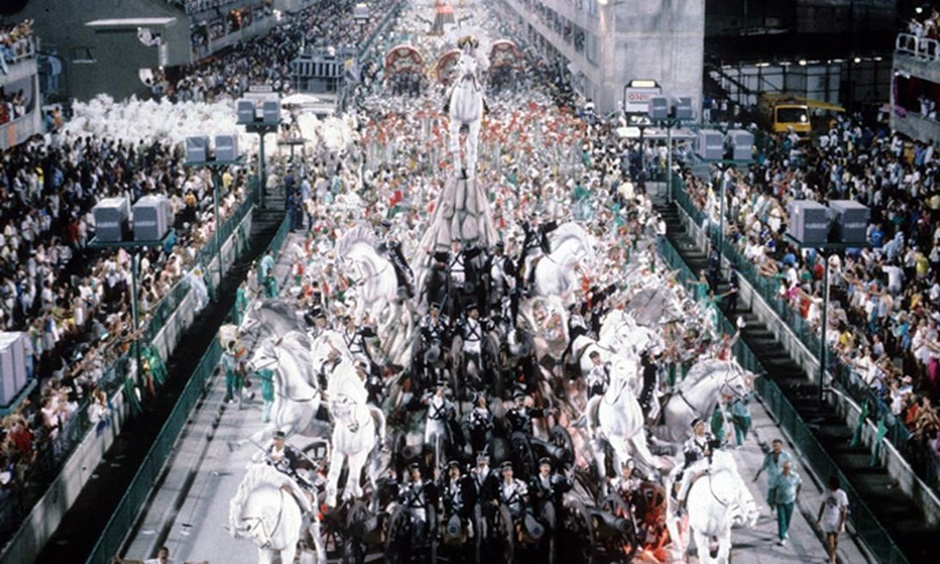
A Imperatriz Leopoldinense foi campeã no carnaval de 1989

Do último ao primeiro lugar. Após a desastrosa última colocação do ano anterior, a Imperatriz Leopoldinense se remonta para conquistar o campeonato de 1989 com um dos desfiles mais aclamados de sua história e um dos sambas mais antológicos do carnaval carioca. Após o resultado do ano anterior, o presidente Luizinho Drummond promoveu uma série de mudanças na agremiação. O número de diretores administrativos foi drasticamente reduzido. A bateria deixaria de ser liderada por apenas um diretor, passando a ser comandada por sete. A comissão de frente foi substituída. Foram criadas regras para os desfilantes como, por exemplo, não desfilar embriagado. Em outra determinação, os componentes que não soubessem cantar o samba nos ensaios, seriam impedidos de desfilar. Além disso, Luizinho trouxe de volta à escola o intérprete Dominguinhos do Estácio e o carnavalesco Max Lopes. O enredo comemorava o centenário da Proclamação da República do Brasil. O título do enredo faz uma alusão ao Hino da República, que traz o verso "Liberdade! Liberdade! Abre as asas sobre nós! Das lutas na tempestade Dá que ouçamos tua voz!". O desfile começava no fim da monarquia brasileira, passando pela Guerra do Paraguai, a chegada de imigrantes ao país, a assinatura da Lei Áurea, e terminava com a instauração da República.

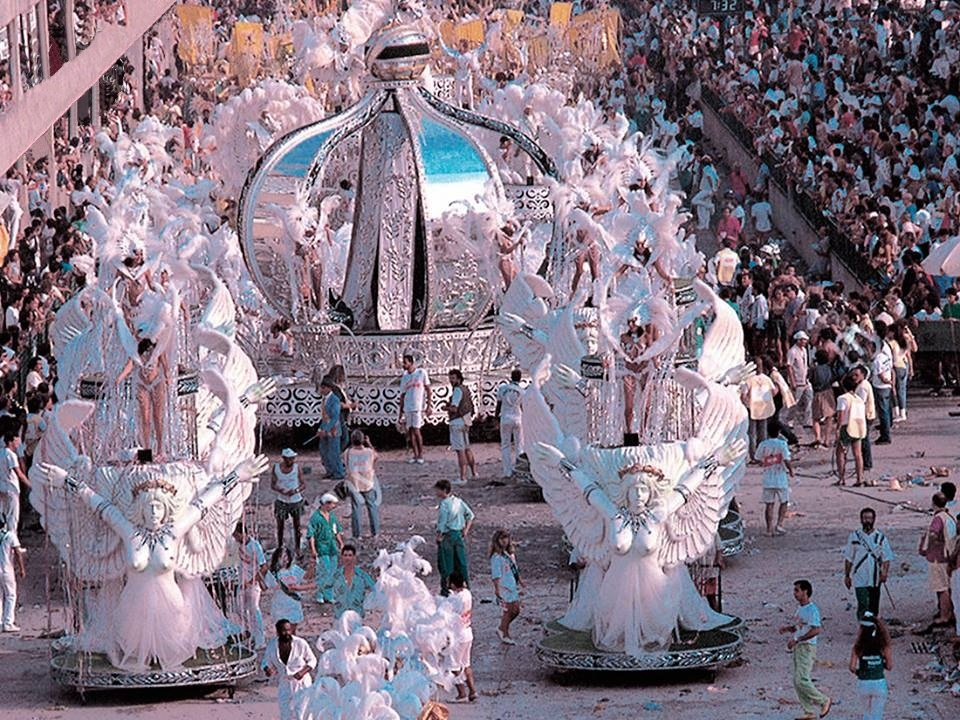
Imperatriz no desfile das campeãs de 1989

Segunda escola a desfilar na segunda-feira de carnaval, a Imperatriz apresentou um início de desfile de grande impacto. O primeiro setor foi predominado pelas cores branca e prata. A comissão de frente representava os nobres, com fantasias em tons branco e dourado. Logo atrás, três pares de tripés, na cor branca, com destaques femininos em cima, representavam as "asas da República". O abre-alas ("Coroa Imperial") era uma grande coroa giratória, toda espelhada, que causava um bonito efeito visual e representava a imponência da Monarquia. A alegoria seguinte representava o início da decadência do Império Brasileiro. O segundo setor apostou nas cores amarelo e dourado. A ala "liteiras" representava o trasporte dos nobres, que eram carregados pelos escravos. A primeira ala das baianas, com roupa branca e dourada, representava as mucamas dos nobres. Encerrando o segundo setor, a alegoria "o último baile da corte", representando o Baile da Ilha Fiscal, última grande festa da Monarquia. O setor seguinte representava a Guerra do Paraguai. O primeiro casal de Mestre-Sala e Porta-Bandeira, Chiquinho e Maria Helena, apresentou-se à frente da bateira. No carro que representava as conquistas brasileiras durante a Guerra do Paraguai, uma águia dourada simbolizava uma embarcação com soldados e canhões. Um dos carros mais marcantes do desfile homenageava Duque de Caxias. Repleto de cavalos, canhões e soldados, a alegoria media dez metros de altura contra nove metros e meio da torre de televisão. No topo da alegoria, montado num cavalo branco, o destaque Zacarias de Oxóssi representava Duque de Caxias. Ao se aproximar da torre, um mecanismo fez com que o cavalo mais alto abaixasse. O destaque tirou o seu chapéu, passando a poucos centímetros da torre, para delírio do público, que aplaudiu. Um novo setor representava a chegada de imigrantes ao país para trabalhar nas fazendas e lavouras. Três tripés, com decorações típicas, representavam as carroças que transportavam os imigrantes. O setor seguinte retratava a abolição da escravatura. Jorge Lafond foi destaque em cima de uma alegoria que simbolizava uma enorme fogueira, representando um ritual dos escravos. A segunda ala das baianas também representava mucamas, desta vez com roupas nas cores da escola. Fechando o setor, o carro que trazia um grande pergaminho representando a carta da Lei Áurea. O último setor apresentou as novas configurações sociais, na ala que representava as damas e os "almofadinhas". As alegorias seguintes eram espelhadas, nas cores da escola, e tinham a forma geométrica do brasão da República. A última ala trazia painéis que formavam a bandeira do Brasil. Encerrando o desfile, uma grande escultura representando a "águia da República". O memorável samba-enredo composto por Niltinho Tristeza, Preto Jóia, Vicentinho e Jurandir, contagiou a Sapucaí, sendo bem cantado por público e componentes, e é reverenciado como um dos melhores sambas de enredo da história do carnaval carioca. Em 2012 foi escolhido para ser tema de abertura da telenovela Lado a Lado. Foi a segunda vez que um samba da Imperatriz seria tema de uma telenovela da Rede Globo, a primeira vez foi em 1972 com "Martim Cererê". O samba levou nota máxima de todos os jurados e foi premiado com o Estandarte de Ouro do Jornal O Globo. Na apuração das notas, Imperatriz travaria uma disputa acirrada com a Beija-Flor e o seu antológico desfile "Ratos e urubus, larguem a minha fantasia". Ao final da contagem, as duas escolas empataram com 210 pontos e os presidentes das duas agremiações chegaram a comemorar o título dividido. Porém, segundo o regulamento, as notas descartadas seriam revalidadas em caso de empate. E para a alegria da escola de Ramos, o quesito desempate seria samba-enredo. A Imperatriz levara apenas notas dez no quesito, enquanto a escola de Nilópolis levou uma nota nove. O histórico samba-enredo daria a Imperatriz Leopoldinense o seu terceiro título de campeã do carnaval carioca.

### Década de 1990
- 1990: "Terra Brasilis, o que se plantou deu"

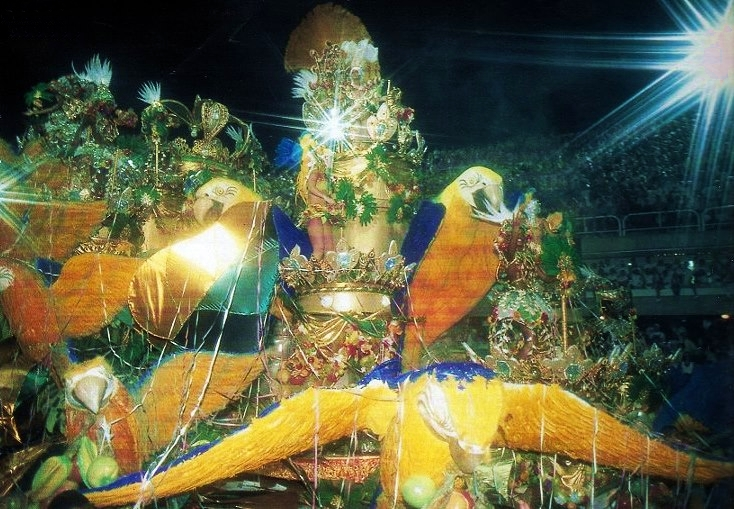
Imperatriz Leopoldinense em 1996

Sexta escola a se apresentar na segunda noite de desfiles, a Imperatriz Leopoldinense tentaria o seu segundo bicampeonato cantando as riquezas do Brasil. O carnavalesco Max Lopes confeccionou um desfile de luxo e beleza. A Comissão de frente representava "anjos barrocos". O carro abre-alas, com decoração tropical, trouxe a coroa da escola formada por bananas, com um abacaxi ao meio. A segunda alegoria trazia três grandes esculturas de índios. Outra alegoria representava caravelas. O último carro, "o baile", era todo decorado com plumas e um jogo de luzes que piscavam provocando um interessante efeito. No desfile do ano anterior, Zacarias de Oxóssi foi destaque em um carro alto que, ao passar pela torre de televisão, abaixaria a altura. Em 1990, Max chamaria o mesmo Zacarias para repetir o efeito. Porém, dessa vez, a ideia não deu certo. A alegoria, que representava um grande castelo medieval, era bem mais alta do que a torre de televisão. A escola investiu em um mecanismo para que o castelo abaixasse e o carro passasse por baixo da torre. Mas o mecanismo falhou e a escola ficou alguns minutos parada. Zacarias teve que se abaixar, e com muita dificuldade o carro passou pela torre. Apesar do bom samba-enredo, a escola não empolgou como no ano anterior. Na classificação oficial, a escola terminou na 4.ª colocação.
- 1991: "O que é que a banana tem?"

Com a ascensão da Viradouro ao grupo Especial, Max Lopes se desligaria da Imperatriz, preferindo continuar na escola de Niterói, onde ganhou o campeonato do grupo de Acesso no ano anterior. Viriato Ferreira assumiria a escola naquele que seria o seu último carnaval. Quarta escola a desfilar na primeira noite de apresentações, a Imperatriz contou a história da banana. A Comissão de frente apresentou-se tradicionalmente de fraque e cartola com um cacho de banana. O carro abre-alas trazia a coroa, símbolo da Imperatriz, na forma de uma penca de bananas. O primeiro setor tratou da origem do fruto no sul da Ásia e das Ilhas Canárias, ilustrado pelo carro da colheita, puxado por touros e contendo um enorme cesto da fruta. Uma grande nau simbolizou a chegada do fruto trazido por colonizadores espanhóis e adaptada de imediato pelas populações indígenas, sendo difundida por toda a América e chegando ao Brasil. A modelo Melissa Benson fez sucesso sambando praticamente nua dentro de uma fonte no carro que simbolizava a banana d’água. O carro da Corte do Maracatu apresentou a banana ouro. A alegoria "banana de São Tomé" trouxe componentes com barrigas postiças junto a ala dos noivos, afinal banana engorda e faz crescer. A alegoria "Quitutes de banana" trazia foliões gordos como destaques. Um enorme candelabro, cercado de refinados objetos na cor prata, representou a banana prata. O carro dos doces, mostrou componentes obesos com quitutes como taças de banana split e um enorme bolo. A ala das baianas abriu o setor do tropicalismo, representado num carro da floresta tropical. Na sequência, o carro da banana no carnaval, com pierrôs e colombinas. Por fim, no carro banana da terra mostrou que a banana adquiriu outros significados entre nós, como a de um gesto de raiva e agressão. Palhaços, em meio a sacos de dinheiro, de onde saíam braços que davam “bananas” ao público, em alusão ao confisco da poupança do Governo Collor. O animado samba-enredo contém o alusivo "o meu sonho de ser feliz, vem de lá sou Imperatriz", que se tornaria característico da escola nos anos seguintes. Preto Jóia foi efetivado como primeiro intérprete da escola. Um desfile leve e divertido que rendeu à Imperatriz o 3.º lugar.
- 1992: "Não existe pecado abaixo do Equador"

O ano de 1992 marcaria o início de uma gloriosa fase para a Imperatriz Leopoldinense. Muito doente, Viriato Ferreira se desligaria da escola, indicando Rosa Magalhães para o seu lugar. Foi o primeiro desfile de Rosa, sozinha, como carnavalesca da escola. Quarta agremiação a passar pela Sapucaí na primeira noite de desfiles, a Imperatriz apresentou um enredo em homenagem aos 500 anos da descoberta oficial do continente americano pelos europeus. A Comissão de frente, coreografada pelo estreante Fábio de Mello, representava os navegadores e trajava fantasias detalhadas e cheias de brilho. O carro abre-alas retratava a exuberância da fauna e da flora do continente americano. A ala do barracão veio fantasiada com uma grande malha verde-água que, à medida em que os foliões se movimentavam, imitava as ondas do mar, agradando ao público e sendo premiada com o Estandarte de Ouro. As fantasias da bateria traziam caravelas na cabeça de cada um dos componentes. Rosa Magalhães mostraria já em sua estreia, a criatividade e o requinte que seriam característicos em seus desfiles posteriores na agremiação. A escola repetiu a classificação do ano anterior, terminando na 3.ª colocação.
- 1993: "Marquês que é marquês do sassarico é freguês!"

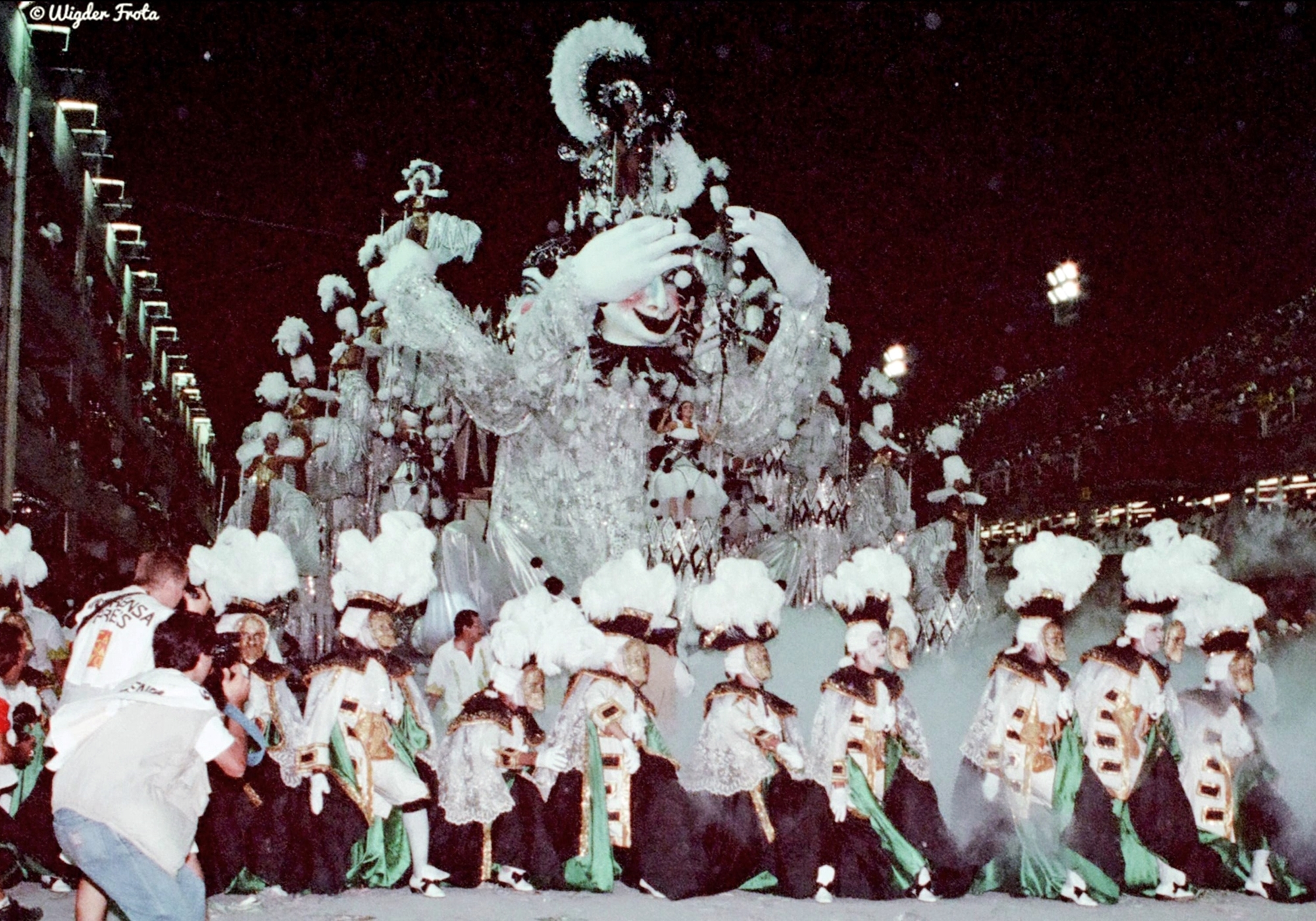
Em 1993, a Imperatriz ficou com o vice-campeonato

Encerrando a primeira noite de desfiles do grupo Especial, a Imperatriz Leopoldinense aproveitou o bicentenário do nascimento de Cândido José de Araújo Viana, o Marquês de Sapucaí, para contar a história do carnaval desde os tempos do Marquês até a consagração dos desfiles das escolas de samba na avenida que carrega o seu nome. Daí o exótico título do enredo. Fábio de Mello realizaria a primeira de uma série de Comissões de frente históricas. Os componentes trajavam roupa de gala, com luva e capa e traziam máscaras inspiradas no carnaval de Veneza. No carro abre-alas, todo em preto e branco, três grandes pierrôs giravam enquanto seus braços subiam e desciam conforme o movimento de destaques caracterizadas como colombinas. A primeira parte do enredo mostrava o carnaval do século XIX (no tempo do Marquês), com destaque para as fantasias alusivas ao carnaval de Veneza e para a ala das damas. A bateria, fantasiada de arlequim e sob comando de Mestre Beto, deu boa cadência ao animado samba-enredo interpretado por Preto Jóia e Rixxa, conduzindo a escola a uma boa exibição em termos de evolução e harmonia. O enredo passou pelos entrudos, pelos bailes de máscaras, pelos carnavais de rua e pelo luxo das sociedades. A segunda parte do desfile, por sua vez, homenageou os carnavalescos que fizeram história nos desfiles das escolas de samba. Na homenagem a Arlindo Rodrigues, a Imperatriz mostrou a bela alegoria  denominada "O que é que a Bahia tem". A ala das baianas desfilou com fantasias muito elegantes, trabalhadas em prata e branco. A homenagem a Fernando Pinto se deu com um carro referente ao enredo "Tupinicópolis", mais precisamente uma nova versão do "Tatu Guerreiro", alegoria marcante do carnaval feito por Fernando. O enredo "Ratos e urubus larguem minha fantasia" foi lembrado na homenagem a Joãosinho Trinta e Viriato Ferreira. Viriato trabalhava com Rosa Magalhães na confecção do carnaval daquele ano quando morreu, no final de 1992. A escola levou cinco prêmios Estandarte de Ouro, para a Comissão de Frente de Fábio de Mello, para a ala das baianas, para o intérprete Preto Jóia, para o Mestre-sala Jerônimo e para a carnavalesca Rosa Magalhães como personalidade do ano. Com esse desfile, a escola conquistou o vice-campeonato do carnaval de 1993, atrás apenas do antológico "Peguei um Ita no Norte" do Salgueiro.
- 1994: "Catarina de Médicis na corte dos Tupinambôs e Tabajères"

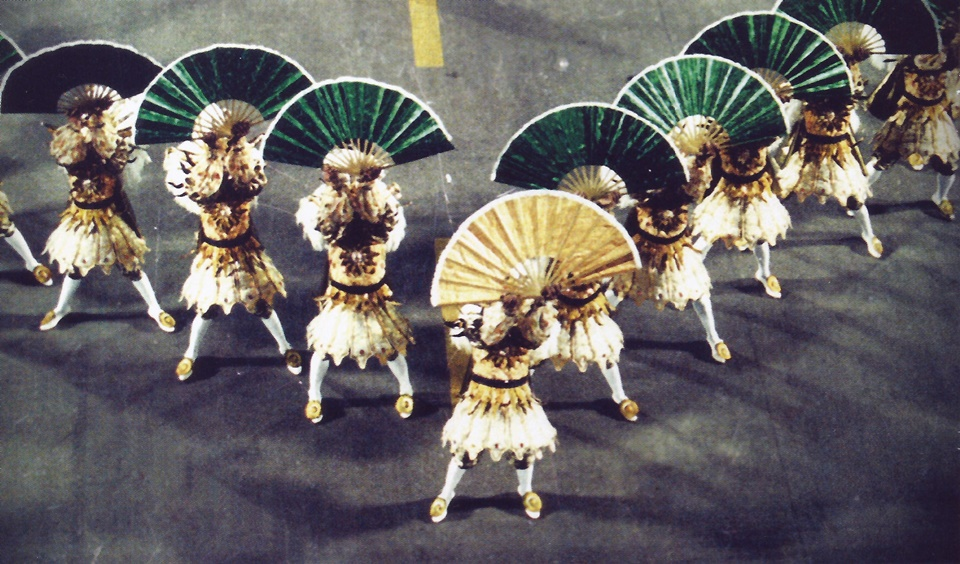
A icônica comissão de frente dos leques no desfile campeão de 1994.

Para conquistar o título de campeã, a Imperatriz Leopoldinense apresentou o enredo sobre uma excêntrica festa realizada na França do século XVI, oferecida ao Rei Henrique II e a Rainha Catarina de Médici. Na ocasião, cerca de 50 indígenas brasileiros foram transportados para a França afim de representarem na festa seus hábitos e costumes. Esse seria o primeiro dos campeonatos conquistados pela carnavalesca Rosa Magalhães na agremiação. Curiosamente, a escola Império Serrano, que desfilou horas antes, apresentou um enredo sobre a mesma festa, porém não teve a sorte da escola de Ramos. Encerrando a primeira noite de desfiles do grupo Especial de 1994, a Imperatriz apresentou mais um desfile de luxo e perfeição técnica. Mais uma Comissão de frente histórica de Fábio de Mello. Representando dançarinos da corte francesa, os integrantes desenvolviam movimentos com grandes leques verdes e dourados. O escritor francês Michel de Montaigne, o primeiro homem de letras a registrar os índios brasileiros na festa em Ruão, foi retratado na última alegoria da escola, que trouxe o cantor Elymar Santos como destaque. O ousado samba-enredo reuniu termos em francês, como no verso: "Mon amour c'est si beau! Esse jogo, essa dança, Tabajer, Tupnambôs". A escola foi premiada com o Estandarte de Ouro de melhor Ala das Baianas, melhor Ala das Crianças, e melhor Porta-bandeira para Maria Helena. Na apuração das notas, a Imperatriz só levou três notas diferentes de 10 e garantiu com tranquilidade o título de campeã do carnaval carioca, 3,5 pontos a frente do vice-campeão Salgueiro, invertendo o resultado do ano anterior.
- 1995: "Mais vale um jegue que me carregue que um camelo que me derrube, lá no Ceará..."

A Imperatriz conquista o seu segundo bicampeonato apresentando um enredo sobre a fracassada expedição científica ao sertão do Ceará, organizada por D. Pedro II, que contou com quatorze camelos vindos da Argélia, e que não resistiram ao clima do sertão sendo substituídos por jegues nordestinos. O título é uma referência à fala de uma personagem da obra "A farsa de Inês Pereira" de Gil Vicente - teatrólogo português do século XV - "Mais vale um asno que me carregue, que um cavalo que me derrube". A sinopse de Rosa Magalhães terminava com a frase "Abaixo o camelo! Viva o jegue!". Na Comissão de Frente, coreografada por Fábio de Mello, integrantes evoluíam usando sombrinhas nas cores da agremiação, causando um bonito efeito. Afastada da Portela, Luiza Brunet assumiu o posto de Rainha de Bateria da Imperatriz. O penúltimo carro, que representava a viagem dos camelos, quebrou antes de entrar na avenida e seus componentes tiveram que desfilar a pé, afim de impedir que se formasse um "buraco" entre as alas. Na época, o regulamento não previa nenhuma punição caso uma escola desfilasse com alegorias faltando. E os jurados julgaram que o enredo não foi prejudicado com a falta da alegoria. Encerrando o desfile, o carro "Viva o Jegue" soltou balões pela avenida e contou com a presença dos cearenses Fagner, Renato Aragão e Tom Cavalcante. A escola foi premiada com o Estandarte de Ouro de melhor Comissão de frente e melhor Ala das Baianas. Na apuração das notas, a Imperatriz desbancou a favorita Portela e faturou o título de bicampeã do carnaval carioca com 300 pontos contra 299,5 da escola de Madureira.
- 1996: "Imperatriz Leopoldinense Honrosamente Apresenta: Leopoldina, a Imperatriz do Brasil"

Sexta escola a se apresentar na segunda noite de desfiles, a bicampeã Imperatriz Leopoldinense tentaria o tricampeonato contando a história da Imperatriz que dá nome a escola, Dona Maria Leopoldina de Áustria, a primeira esposa do Imperador D. Pedro I. O desfile aliou a perfeição técnica da escola ao requinte e bom gosto da carnavalesca Rosa Magalhães. A Comissão de frente nota 10, de Fábio de Mello, veio tocando violino e representando o casamento de D. Pedro I com a Imperatriz Leopoldina. A alegoria "Passeio de Trenó" causou grande efeito ao jorrar flocos de espuma, simulando uma nevasca. A alegoria representando a chegada de Leopoldina ao Brasil lembrou o quadro "O desembarque da arquiduquesa Leopoldina" de Debret. O carro "Festa de Noivado", todo decorado com castiçais, trouxe o cantor Sidney Magal representando D. Pedro I. A última alegoria trouxe uma fiel reprodução do Monumento à Independência, localizado na Praça Tiradentes, no Rio de Janeiro, com um destaque vivo representando Dom Pedro I. O samba-enredo tem como um de seus compositores o intérprete Dominguinhos do Estácio, que auxiliou Preto Jóia na condução do samba durante o desfile. A Imperatriz Leopoldinense foi premiada com o Estandarte de Ouro de melhor escola do ano, e de melhor samba-enredo. Na leitura das notas a Imperatriz perdeu apenas meio ponto, no quesito Evolução. Concluiu-se que a escola desfilou com fantasias luxuosas, porém pesadas, o que dificultou a evolução dos componentes. A escola foi vice-campeã com 299,5 pontos contra 300 pontos da campeã Mocidade.
- 1997: "Eu sou da lira, não posso negar…"

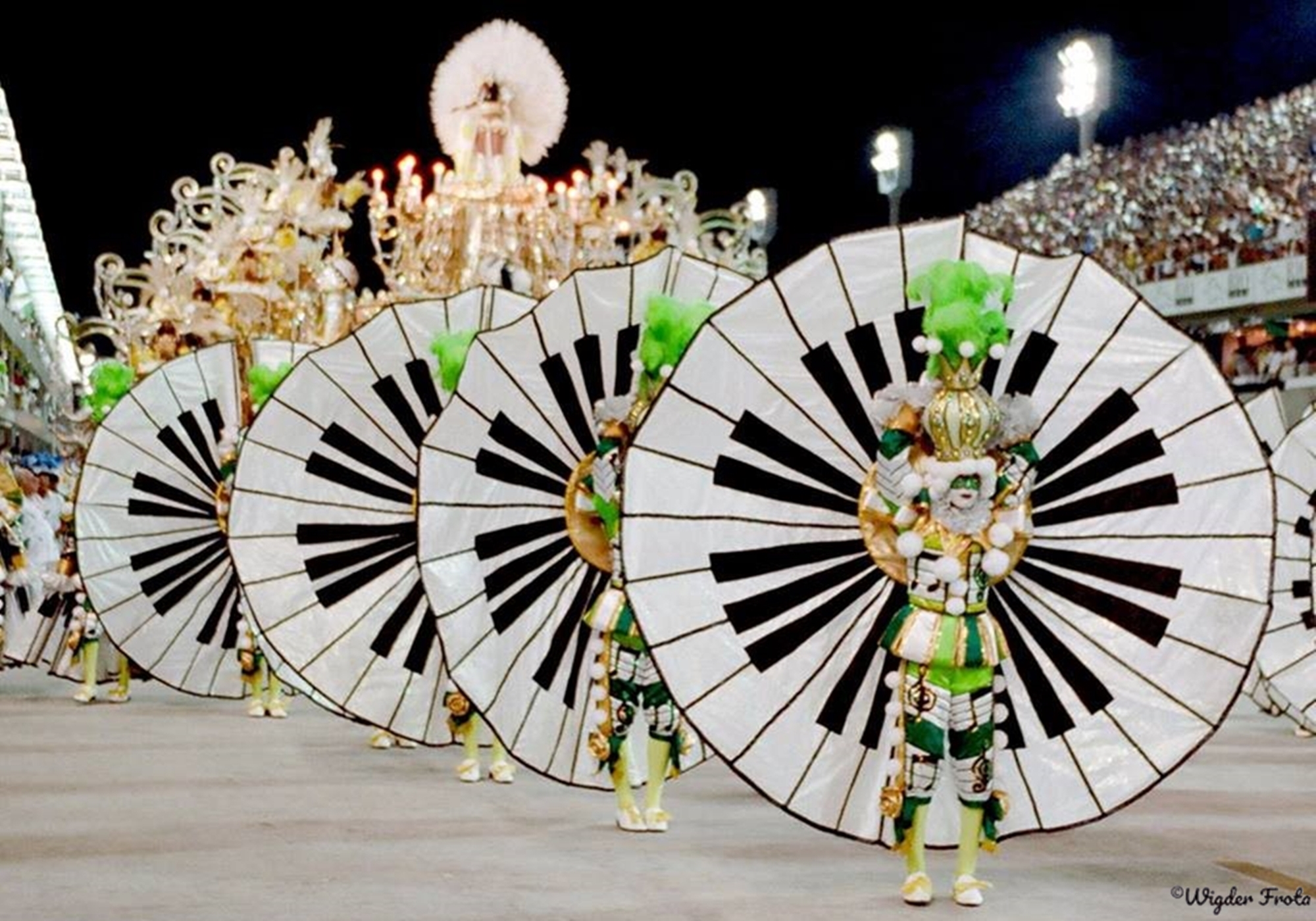
A premiada comissão da Imperatriz em 1997.

Sétima escola a se apresentar na primeira noite de desfiles de 1997, a Imperatriz Leopoldinense fez uma homenagem à compositora Chiquinha Gonzaga. Rosa Magalhães desenvolveu um enredo em cima das composições e da biografia de Chiquinha, fazendo alusões a instrumentos musicais e ao carnaval de rua do século XIX. Mais uma comissão de frente memorável do coreógrafo Fábio de Mello. Os componentes usavam capas, que quando abertas, representavam teclas de piano. Nota 10 de todos os jurados e Estandarte de Ouro de melhor Comissão do ano. A Ala das Baianas também foi premiada com Estandarte. O carro abre-alas, em tom dourado, trazia liras e candelabros misturados a temas carnavalescos. A segunda alegoria ("Presépio") era colorida, porém suave, e fazia referência à primeira composição de Chiquinha, com anjos detalhados e delicados. A terceira alegoria representava uma "loja de instrumentos". Muitas alas representando o carnaval de rua, em especial o cordão Rosa de Ouro. Na alegoria "A corte da roça", componentes interpretavam o momento em que policiais fechavam as cortinas do teatro, censurando o maxixe de Chiquinha. O último carro alegórico representou o Palácio do Catete. No entanto, a escola enfrentou alguns problemas em sua evolução. Clarões foram deixados na pista após a apresentação do Mestre-sala e da Porta-bandeira - Chiquinho e Maria Helena - e o segundo carro quebrou bem em frente a cabine de jurados, atrapalhando a chegada das alas que vinham atrás. Além disso, o samba demorou a contagiar o público, o que aconteceu apenas no final do desfile, quando a bateria já tinha entrado no boxe. Essa sequência de problemas acarretou na perda de pontos preciosos, em especial no quesito Evolução. Na apuração, Imperatriz e Porto da Pedra terminam empatadas com 177,5 pontos, porém a escola novata de São Gonçalo levou a melhor no quesito desempate (samba-enredo), deixando a Imperatriz na 6.ª colocação. 1997 foi a única vez que a escola não retornou ao desfile das campeãs entre 1989 e 2005.
- 1998: "Quase no Ano 2000…"

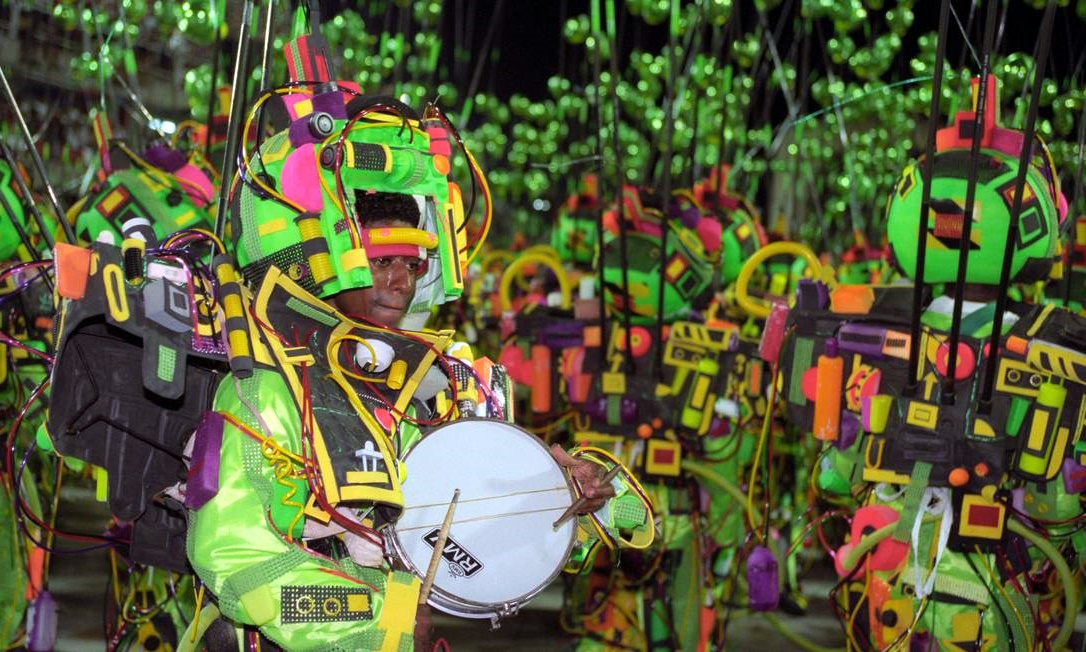
Imperatriz Leopoldinense em 1998

Terceira escola a se apresentar na segunda noite de desfiles, a Imperatriz mudaria radicalmente de estilo. A carnavalesca Rosa Magalhães mostrou toda a sua versatilidade ao aceitar o desafio de realizar um carnaval futurista sobre o novo milênio. O luxo deu lugar à criatividade, enquanto plumas e tecidos caros são trocados por materiais mais baratos e funcionais. A destreza e o bom gosto, porém, continuaram o mesmo. A Comissão de frente representava homens alados que se transformavam em pássaros e foguetes, e recebeu nota 10 de todos os jurados. O carro abre-alas flertava com o high tech popularizado por Renato Lage na Mocidade. Outra alegoria fazia referência ao filme "Metrópolis". Fechando o desfile, a escola apresentou a Ala das Baianas representando o globo terrestre, num alerta para a preservação ecológica e para a biodiversidade. A ala foi premiada com o Estandarte de Ouro. A Bateria representava robôs, com fantasias de três metros de altura, e também receberam o Estandarte como melhor ala do ano. Mesmo com um desfile diferente ao que estava acostumada a apresentar, a Imperatriz se saiu muito bem, conquistando o 3.º lugar com 269,5 pontos, apenas meio ponto atrás das campeãs Beija-Flor e Mangueira.
- 1999: "Brasil mostra a sua cara em… Theatrum Rerum Naturalium Brasiliae"

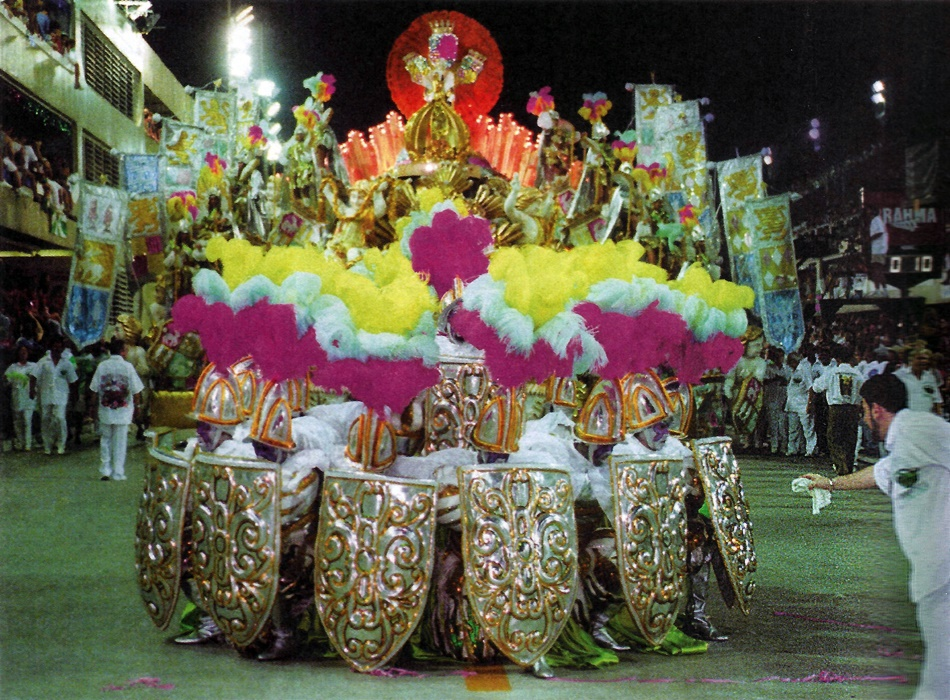
Imperatriz Leopoldinense foi campeã do carnaval de 1999

Patrono da Imperatriz Leopoldinense, Luizinho Drummond foi eleito presidente da LIESA no final de 1998. Nos três anos em que presidiu a Liga, a Imperatriz foi tricampeã do carnaval carioca. Encerrando os desfiles de 1999, a escola voltou a investir em um tema histórico sobre a expedição holandesa comandada por Maurício de Nassau, que trouxe diversos artistas e cientistas que acabaram deixando marcas importantes em Recife e no Brasil, além de terem estudado a fauna e a flora brasileira. Os resultados foram publicados em diversos volumes intitulados "Theatrum Rerum Naturalium Brasiliae" (Teatro com as coisas naturais do Brasil). A carnavalesca Rosa Magalhães desenvolveu um desfile de requinte, com fantasias luxuosas e alegorias ricas em detalhes. A Comissão de frente, liderada por Fábio de Mello, representava a nobreza holandesa. Em uma das coreografias, os componentes formavam o mapa do Brasil. Em outro momento, lançavam ao ar tecidos em tons verde e amarelo, causando um interessante efeito. As Baianas vieram vestidas de borboletas. Na apuração, a Imperatriz Leopoldinense só perdeu meio ponto, no quesito Alegorias e Adereços e foi a campeã do ano com 269,5 pontos. A Beija-Flor perdeu 0,5 em Evolução e 0,5 em Harmonia, sendo vice-campeã com 269 pontos. Uma grande surpresa, já que a escola de Ramos não era apontada entre as favoritas. Durante a transmissão da apuração, ao vivo pela televisão, foi mostrada a quadra da escola com poucos torcedores, indicando que nem os componentes estavam confiantes no título. Logo após a divulgação, porém, a quadra ficou lotada.

### Década de 2000
- 2000: "Quem descobriu o Brasil, foi seu Cabral, no dia 22 de abril, dois meses depois do carnaval"

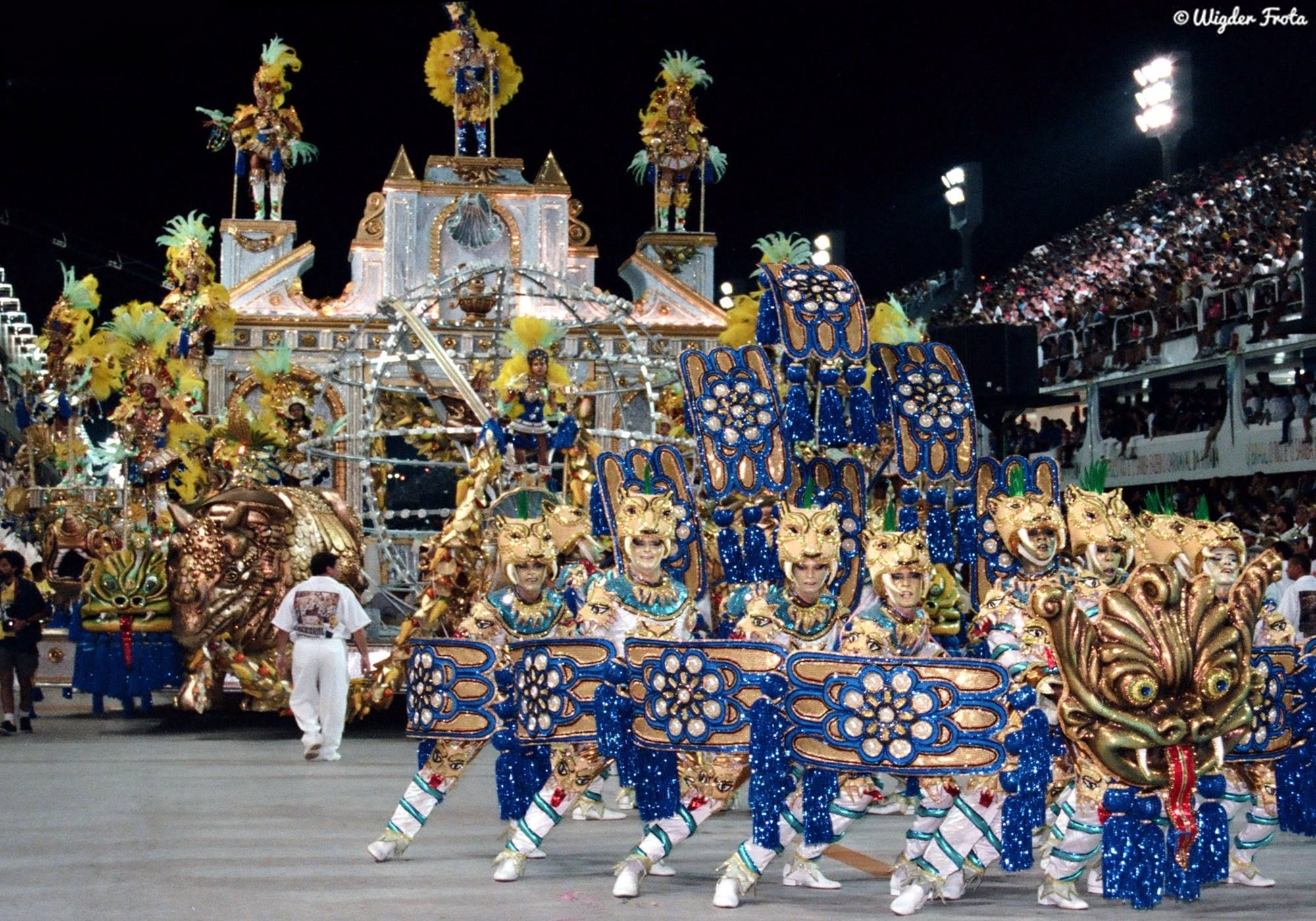
Em 2000, a Imperatriz foi a bicampeã do carnaval

A Imperatriz Leopoldinense é bicampeã do carnaval pela terceira vez, fato inédito no Sambódromo. Em 2000 todas as agremiações fizeram enredos para comemorar os 500 anos do descobrimento do Brasil. Quarta escola a desfilar na segunda noite de desfiles, a Imperatriz contou na avenida a história da viagem que levou Cabral a descobrir o Brasil. A Comissão de frente, liderada por Fábio de Mello, representava “os perigos do mundo desconhecido”. Os componentes carregavam adereços e em determinado momento da coreografia se juntavam formando a caravela de Pedro Álvares Cabral, causando grande impacto visual ao complementar o carro abre-alas, que representava as conquistas de D. Manuel, o venturoso. A carnavalesca Rosa Magalhães usou o dourado ao lado de cores fortes, como lilás, rosa-choque e vermelho, principalmente nas primeiras alegorias, que faziam referência ao comércio de Portugal com a Ásia e a África. O último carro alegórico representava a descoberta do Brasil "dois meses depois do carnaval" e trazia a escultura de um rei momo e outra de Lamartine Babo, autor da marchinha que deu nome ao enredo. O famoso compositor carioca - que "desfilava" pela segunda vez na escola (a primeira foi em 1981, quando foi homenageado no desfile campeão "O teu cabelo não nega") - foi considerado um verdadeiro talismã. O samba-enredo foi bem cantado pelos componentes e bem conduzido por Paulinho Mocidade, que estreava na Imperatriz substituindo Preto Jóia, que deixou a agremiação após 9 anos como o intérprete oficial da escola. Foram premiadas com o Estandarte de Ouro a Comissão de Frente, a Ala das Baianas e a ala "Baianinhas". Imperatriz e Beija-Flor lideraram toda a apuração. As duas perderam 0,5 ponto no quesito Mestre-sala e Porta-bandeira. A escola de Nilópolis perderia mais 0,5 ponto no quesito Conjunto e a história do ano anterior se repetiria com a Imperatriz campeã, meio ponto a frente da Beija-Flor.
- 2001: "Cana-caiana, cana roxa, cana fita, cana preta, amarela, Pernambuco… Quero vê descê o suco, na pancada do ganzá"

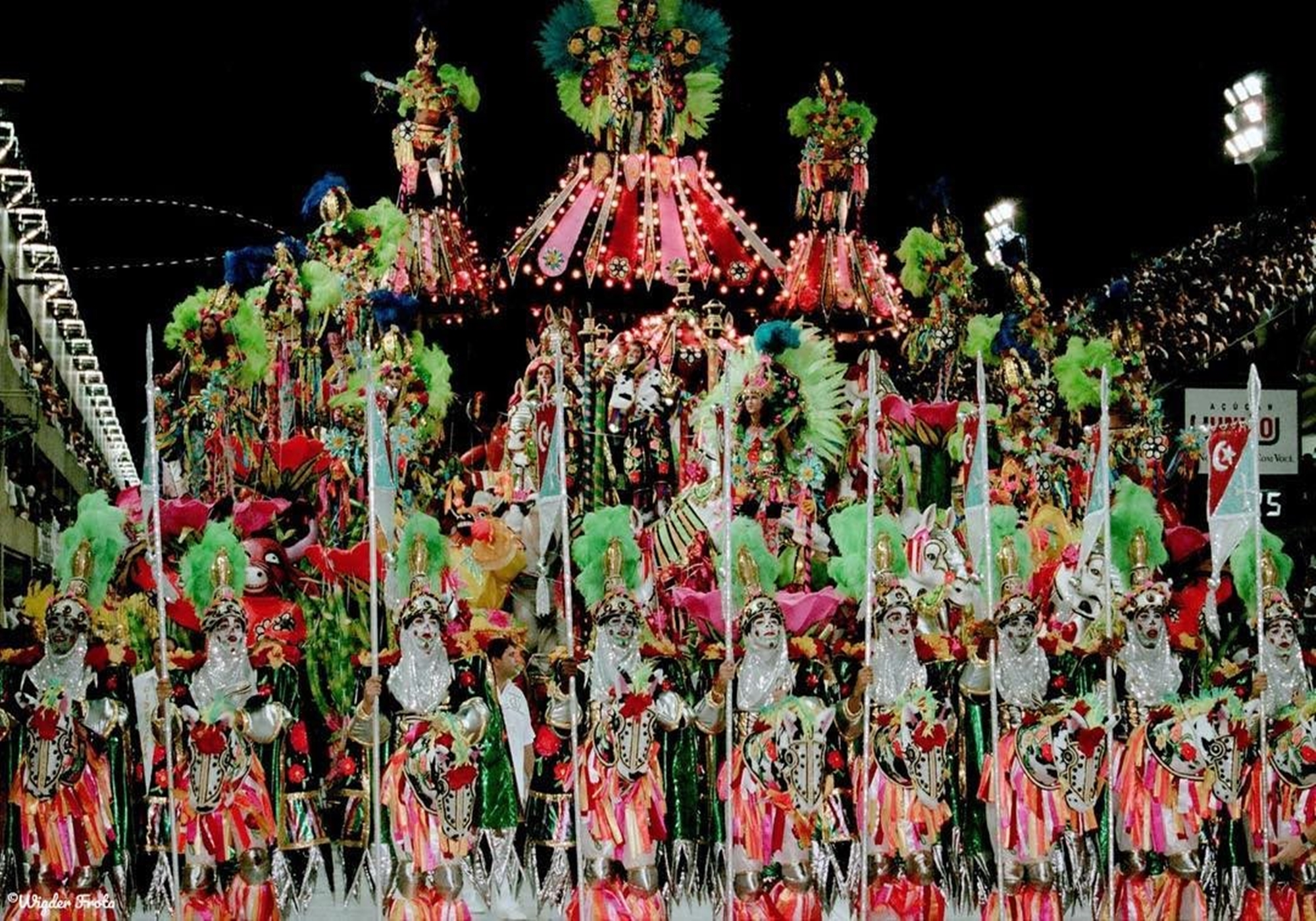
A Imperatriz conquistou o carnaval de 2001

Com um desfile impecável, a Imperatriz Leopoldinense torna-se a primeira tricampeã da era Sambódromo e do novo século. O quinto título de Rosa Magalhães na agremiação. Quarta escola a se apresentar na segunda noite de desfiles, a Imperatriz realizou um alegre desfile sobre a cachaça. A qualidade das alegorias e a originalidade e malícia do enredo sobre a cana-de-açúcar (que terminaria numa homenagem ao compositor mangueirense Carlos Cachaça), associados ao samba de forte apelo popular empolgou a escola. A Bateria da agremiação veio fantasiada de cana, causando um bonito efeito de canavial. O último setor da escola veio homenageando a Estação Primeira de Mangueira, como se começasse um mini desfile, com direito a Comissão de frente e ala das baianas. Uma ala com 12 componentes de capa fazia referência à comissão de frente da verde-e-rosa de 1978. Logo após, a ala das baianas da Imperatriz também vestiu verde e rosa. Elymar Santos representou Carlos Cachaça no carro que encerrava o desfile. Curiosamente, a Mangueira desfilou logo após a Imperatriz. O samba-enredo foi bem cantado pelos componentes e por Paulinho Mocidade, numa enérgica atuação que lhe rendeu o Estandarte de Ouro de melhor intérprete do ano. Na apuração, a Imperatriz levou nota dez de todos os jurados, em todos os quesitos, e sagrando-se a primeira tricampeã da era Sambódromo. No desfile das campeãs, a escola foi vaiada já que a grande favorita era a Beija-Flor com o clássico enredo "A Saga De Agotime, Maria Mineira Naê".
- 2002: "Goitacazes… Tupi or not Tupi in a South American Way"

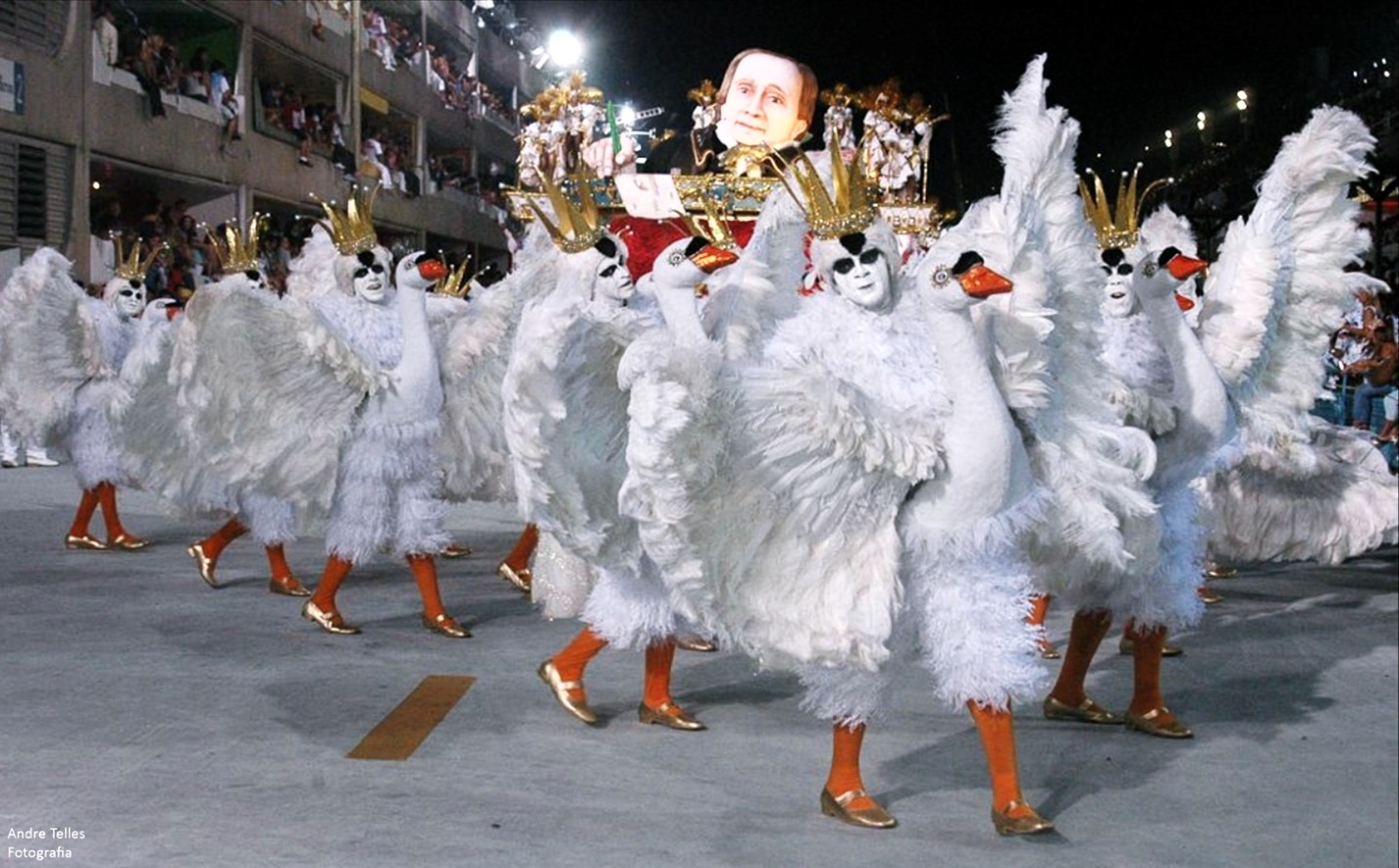
Comissão de frente da Imperatriz em 2005.

Quinta escola a se apresentar na segunda noite de desfiles, a Imperatriz Leopoldinense, atrás do quarto título seguido, fez o que sabe: um desfile compacto e correto. Falando sobre os índios de Campos e brincando com uma versão tupiniquim do american way of life, a escola recebeu, no início do desfile, algumas vaias de torcedores rivais ainda insatisfeitos com os três campeonatos dos anos anteriores. A Prefeitura de Campos, que teria patrocinado o desfile, ameaçou processar a escola por achar que a cidade não foi retratada no desfile. De fato, Rosa Magalhães optou por abordar os costumes dos índios canibais que viviam na cidade. Associou isto ao Movimento Antropofágico; voou para os personagens Peri e Ceci da obra romântica "O Guarani", da autoria de José de Alencar e que virou ópera de Carlos Gomes; passou por Macunaíma e o Modernismo; por Iracema e o Tropicalismo, e fechou com Carmem Miranda e Chacrinha. A Comissão de frente trouxe quinze bailarinos representando bichos-papões, numa divertida coreografia de Fábio de Mello, e pela décima vez seguida conquistou nota dez de todos os jurados do quesito. A bateria de Mestre Beto fez mais uma apresentação irrepreensível e também levou apenas notas dez. Porém o tetracampeonato não foi possível, terminando na 3.ª colocação.
- 2003: "Nem todo pirata tem a perna de pau, o olho de vidro e a cara de mau…"

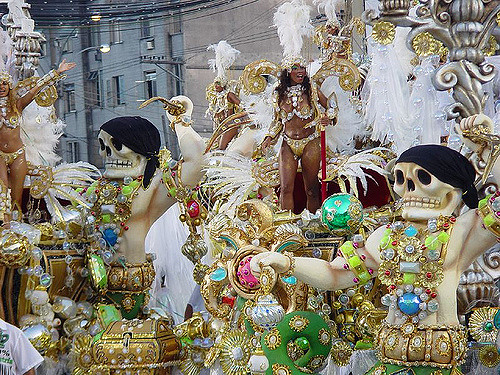
Desfile da Imperatriz em 2003.

Com o dia claro, a Imperatriz Leopoldinense encerrou os desfiles daquele ano. Rosa Magalhães desenvolveu um enredo sobre a pirataria em várias formas e épocas. Tentando se afastar do estigma de só fazer desfiles técnicos e sem empolgação, a escola apostou numa apresentação mais leve, bem-humorada, com fantasias coloridas e um samba-enredo divertido, com apelo popular. A Comissão de frente trouxe um baú com tesouro, e os componentes vestidos de caveiras piratas numa divertida coreografia de Fábio de Mello. O abre-alas trouxe uma caveira coberta de jóias. O consagrado casal de Mestre-sala e Porta-bandeira Chiquinho e Maria Helena, mãe e filho, completavam vinte anos juntos defendendo a escola de Ramos. O terceiro carro fez uma leitura infanto-juvenil do enredo, representando a Terra do Nunca e seus componentes personificados como o Capitão Gancho, a fada Sininho e um Peter Pan voador. A alegoria "Pirataria S.A." criticou a pirataria profissional e apresentou carros, CDs, calçados, brinquedos e outros itens pirateados na sociedade, trazendo ainda dizeres alertando para a situação. A última alegoria, "O pirata do carnaval dos sete mares não tem nada de mal", trouxe à frente a modelo Daniela Sarahyba e, no alto, o cantor Elymar Santos personificando o "pirata do carnaval". As baianas brilharam com uma roupa dourada representando os "Tesouros ambicionados pelos piratas" e foram premiadas com o Estandarte de Ouro. Na classificação oficial, o 4.º lugar.
- 2004: "Breazail"

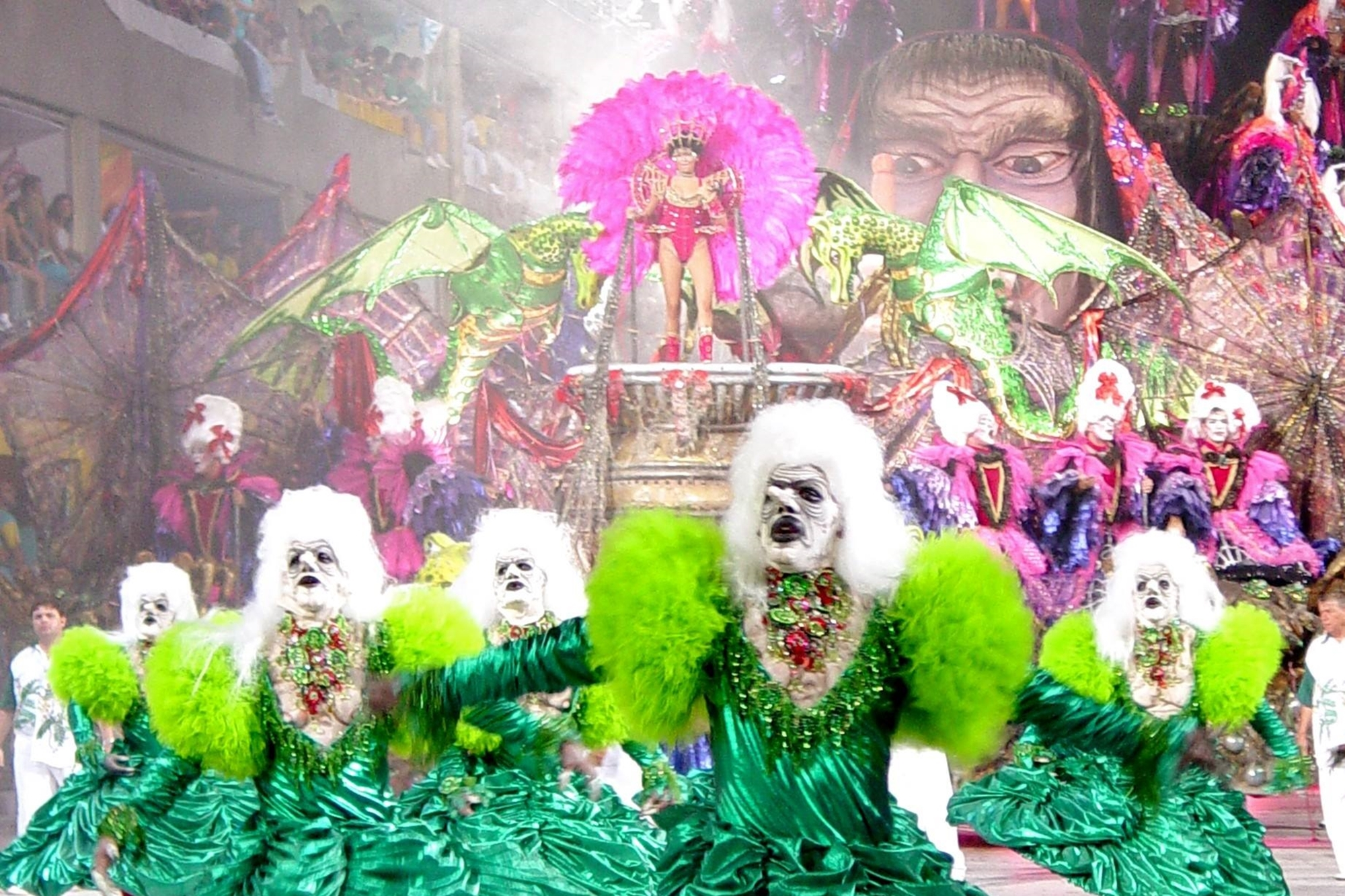
Em 2004, a Imperatriz Leopoldinense homenageou a cidade de Cabo Frio.

Terceira escola a se apresentar na segunda-feira de carnaval, a Imperatriz Leopoldinense cantou a cidade de Cabo Frio tendo como fio condutor a extração de pau-brasil naquela região no período Brasil Colônia, tendo levado nota dez de todos os jurados do quesito Enredo. A palavra "breazail" tem origem celta e significa vermelho, além de lembrar o nome do Brasil. David do Pandeiro foi demitido pelo presidente de honra da escola, Luizinho Drummond, durante o ensaio técnico. Ronaldo Yllê, que era o segundo puxador da Imperatriz, defendeu o samba na avenida. A Comissão de frente trouxe "bruxas alquimistas", que ferviam substâncias no caldeirão, e prenunciava a beleza e a categoria do carnaval de uma Imperatriz muito colorida, especialmente em vermelho, como pedia o enredo. O carro abre-alas trazia a escultura de uma bruxa mexendo um caldeirão. Na viagem proposta pela carnavalesca Rosa Magalhães, a história da cor vermelha nas civilizações celta, chinesa e, claro, brasileira, com a extração do pau-brasil em Cabo Frio. Para isso, trocou o verde e branco pelo vermelho, e mais uma vez competente, se credenciou ao título. A escola foi agraciada com dois prêmios Estandarte de Ouro, com a ala "utopia" sendo escolhida a melhor do ano e Denise Nascimento eleita a melhor passista. Com esse desfile conquistou o 5.º lugar.
- 2005: "Uma delirante confusão fabulística"

Quinta escola a se apresentar na segunda noite, teve seu desfile atrasado em mais de uma hora pelos problemas acontecidos com a Portela, que havia desfilado anteriormente. A Imperatriz Leopoldinense fez uma homenagem aos 200 anos de nascimento do autor dinamarquês de histórias e contos infantis Hans Christian Andersen e ao escritor brasileiro Monteiro Lobato. Mais um enredo desenvolvido de forma impecável por Rosa Magalhães, resultando em notas dez de todos os jurados de enredo. A comissão de frente ("Príncipes em transformação"), coreografada por Fábio de Mello, trouxe quinze bailarinos representando cisnes e também recebeu nota dez de todo o júri. O carro abre-alas ("Era uma vez...") trazia uma escultura do escritor dinamarquês e uma réplica de um pequeno teatro, de onde a corte do Reino de Fadas saía e evoluía. Outro carro que impressionou pelo preciosismo na confecção foi a alegoria "A Carroça" que representava a história "O Rouxinol e o Imperador da China". Cerca de 200 réplicas de porcelana chinesa feitas de isopor e papel decoravam a alegoria. A roupa das baianas representava "A rainha da neve". Destaque também para a alegoria "O soldadinho de chumbo - O quarto dos brinquedos". Dois carros interligados traziam bailarinas e soldadinhos de chumbo em coreografias que simulavam movimentos de brinquedos de corda. Por fim, uma homenagem ao escritor brasileiro Monteiro Lobato com alas e um carro sobre o "Sítio do Picapau Amarelo". A Imperatriz convidou Mestre Jorjão para auxiliar Mestre Beto e o ponto alto da bateria foi a paradinha no estilo afoxé. O alegre samba-enredo foi bem cantado pelos componentes e pelo público. Encerrou sua apresentação aos gritos de "É campeã!". Na classificação oficial, terminou no 4.º lugar.
- 2006: "Um por todos e todos por um"

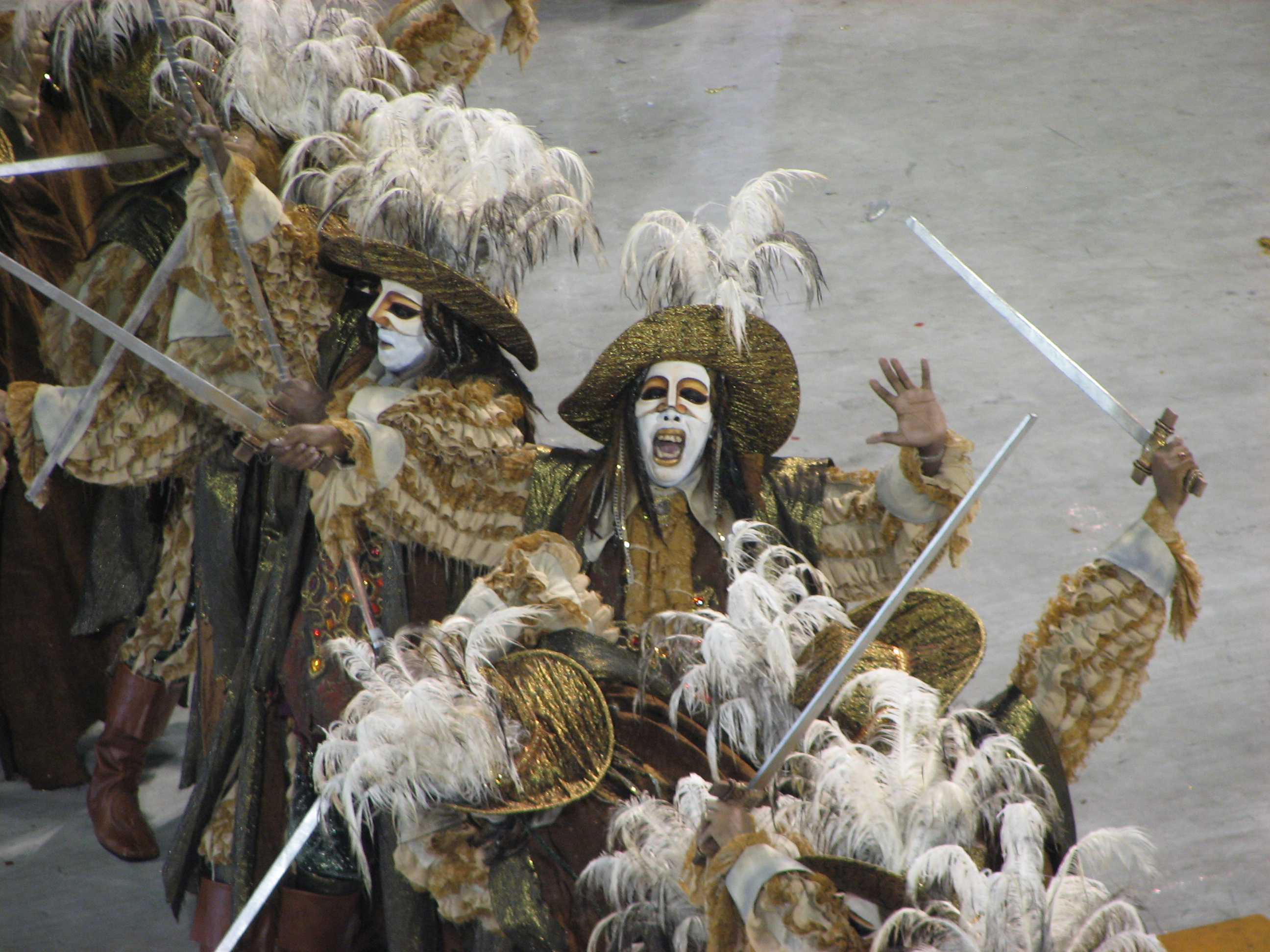
A comissão de frente do desfile de 2006, coreografada por Fábio de Mello, foi premiada com o Estandarte de Ouro.

Renovação na bateria da escola com Mestre Jorjão assumindo o comando dos ritmistas, e Luciana Gimenez substituindo Luiza Brunet, que decidiu se afastar do carnaval. Terceira escola a desfilar no domingo de carnaval, a apresentação começou com uma fraca chuva que, no entanto, não trouxe maiores prejuízos à agremiação. Desenvolvido por Rosa Magalhães, o enredo contou a história do revolucionário italiano Giuseppe Garibaldi sob a visão do escritor francês Alexandre Dumas. A comissão de frente de Fábio de Mello trouxe guerreiros com cavalos, que puderam andar pela avenida graças a armações com rodas na estrutura, e foi premiada com o Estandarte de Ouro. Logo atrás, uma ala representando a Corte Francesa apresentava-se fazendo uma coreografia de baile, à frente do carro abre-alas. A seguir, grandes bonecos lembravam o Carnaval de Nice, cidade natal de Garibaldi. A bateria da Imperatriz deu um show a parte, com os ritmistas se agachando na avenida. Um momento marcante do desfile estava reservado para a parte final. Com a saída de seu tradicional casal de mestre-sala e porta-bandeira, Chiquinho e Maria Helena, esta passou a desfilar como destaque da ala das baianas fazendo grande sucesso em sua nova função. Desfilaram pela escola, o ator Murilo Rosa representando Giuseppe Garibaldi e a atriz Joana Balaguer como Anita. Apesar do luxo e requinte costumeiros da escola, o samba-enredo não empolgou o público e os componentes, o que esfriou a apresentação. A escola terminou na 9.ª colocação, ficando de fora do desfile das campeãs e interrompendo um grande período de boas colocações.
- 2007: "Teresinhaaa, uhuhuuuu!! Vocês querem bacalhau?"

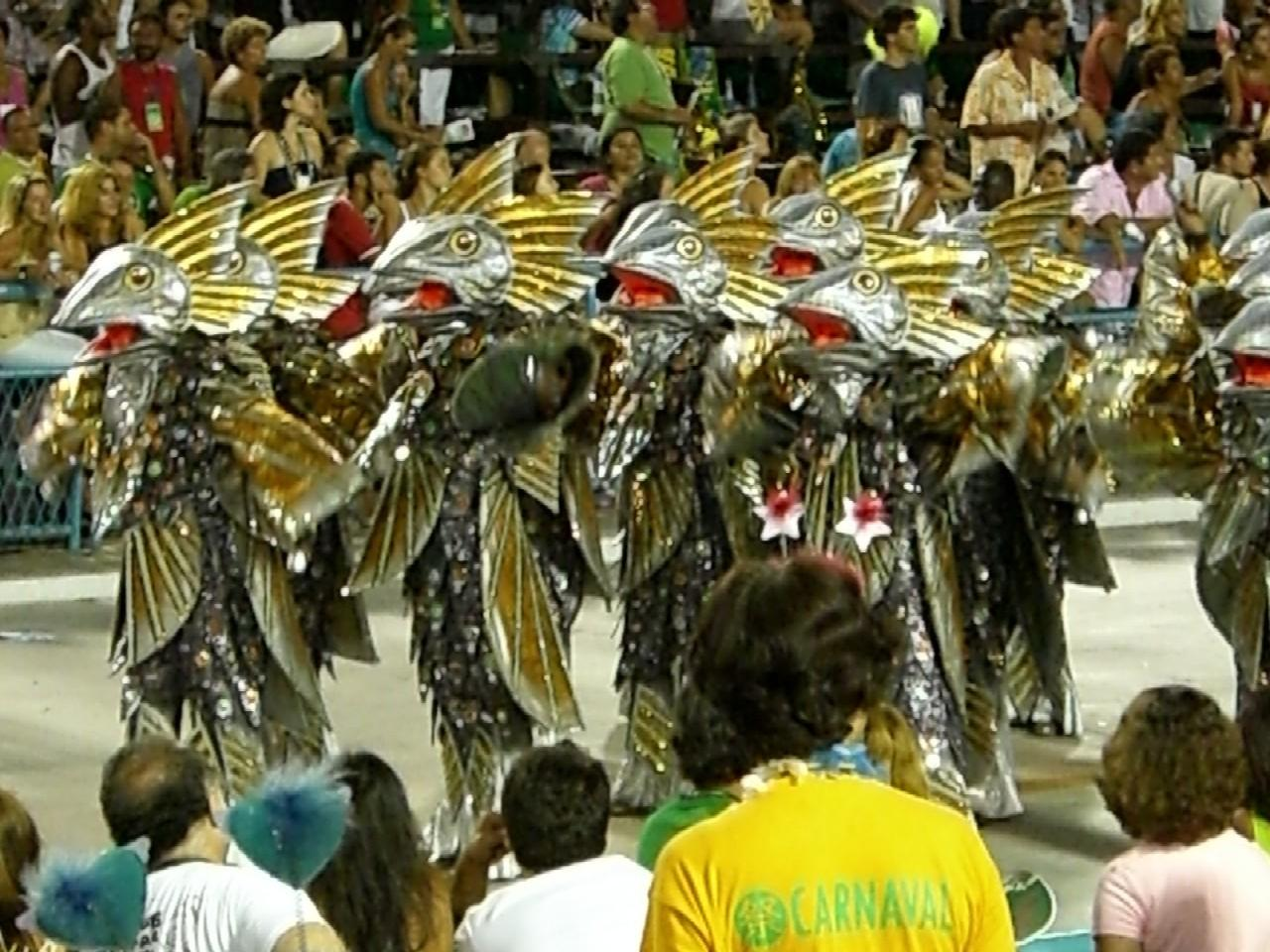
Coreografada por Fábio de Mello, a comissão de frente do desfile de 2007 representava seres mitológicos, metade homem, metade peixe.

Em 2007, Preto Jóia volta a ser o intérprete oficial da agremiação. Luciana Gimenez continuou à frente da bateria de Mestre Jorjão. A carnavalesca Rosa Magalhães desenvolveu um enredo que misturava bacalhau, Noruega, mitologia nórdica, Chacrinha e carnaval pernambucano. A Comissão de frente de Fábio de Mello trouxe bailarinos representando criaturas metade homem, metade peixe e desenvolveram uma coreografia utilizando luzes em suas fantasias. O colorido abre-alas ("O Velho Guerreiro, amigo do bacalhau") trazia uma escultura de Chacrinha dentro de um barco com decoração tropical (abacaxis e bananas). Outra alegoria retratava o encontro entre o gelo e o fogo que originou a criação de terras e oceanos, segundo a cultura nórdica. Depois foi mostrado o bacalhau em suas mais diferentes apresentações, desde o peixe pescado em alto mar até a iguaria salgada pelos bascos e servida nos banquetes medievais. Da Noruega para Pernambuco, o desfile terminou em carnaval, homenageando os 100 anos do frevo, comemorados em 2007. As baianas vieram representando as damas do Maracatu. Fechando o desfile, o bloco Bacalhau do Batata - tradicional de Olinda. A animação e a beleza da ala representando o bloco deram a ela o prêmio Estandarte de Ouro de melhor ala de 2007. O samba-enredo não empolgou nem o público, nem os componentes que desfilaram, em sua maioria, sem cantar, recebendo notas baixas em Harmonia. Pelo segundo ano consecutivo, a escola terminou no 9.º lugar.
- 2008: "João e Marias"

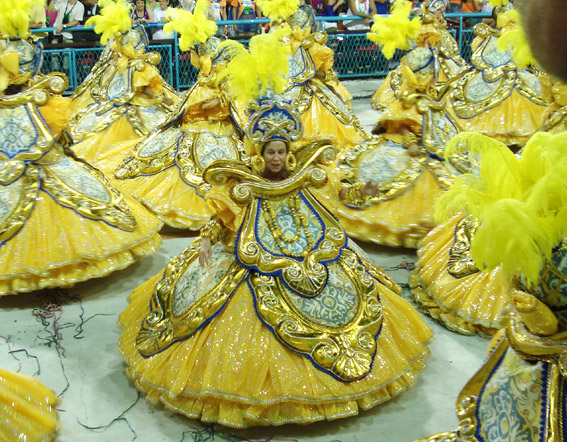
Ala das baianas da Imperatriz Leopoldinense em 2008, representando azulejos portugueses.

2008 marcou a saída de Fábio de Mello da Imperatriz. Durantes os 15 anos em que foi responsável pela Comissão de Frente da escola, ganhou nota máxima do júri por 12 vezes, nos anos de 1992, 1993, 1994, 1995, 1996, 1997, 1998, 1999, 2000, 2001, 2002 e 2005, e levou 5 prêmios Estandarte de Ouro. Retornando aos enredos históricos, a carnavalesca Rosa Magalhães fez o seu melhor: um enredo bem desenvolvido e de extremo bom gosto. Falando sobre as Marias da vida de Dom João VI, a escola foi premiada com o Estandarte de Ouro de melhor enredo do ano. Foi a terceira a se apresentar na segunda-feira de carnaval. A riqueza cromática do desfile, que começava com as cores pastéis da corte de Maria Antonieta, passava pelo bleu, blanc, rouge da Revolução Francesa, pelo verde e amarelo do Brasil e terminava no verde, ouro e branco da Imperatriz, foi uma verdadeira aula de arte da carnavalesca. A comissão de frente “Princesas Marias em baile de gala”, da estreante coreógrafa Alice Arja, trouxe homens travestidos de mulher dançando um balé. O final do desfile apresentava a heráldica leopoldinense, com alas representando as estrelas, a coroa e a própria bandeira da escola. Luiza Brunet voltou ao posto de rainha de bateria. O estreante Mestre Marcone foi premiado com o Estandarte de Ouro de revelação do carnaval após o eficiente trabalho de revitalização da bateria da escola, que culminou em notas 10 de todos os jurados. O samba-enredo também levou apenas notas 10, além de ser premiado com o Estandarte de Ouro. Na apuração, Imperatriz e Unidos da Tijuca empataram com 396,5 e a escola tijucana levou a melhor no quesito desempate (comissão de frente), deixando a Imperatriz no 6.º lugar, de volta ao desfile das campeãs após dois anos fora.
- 2009: "Imperatriz… só quer mostrar que faz samba também!"

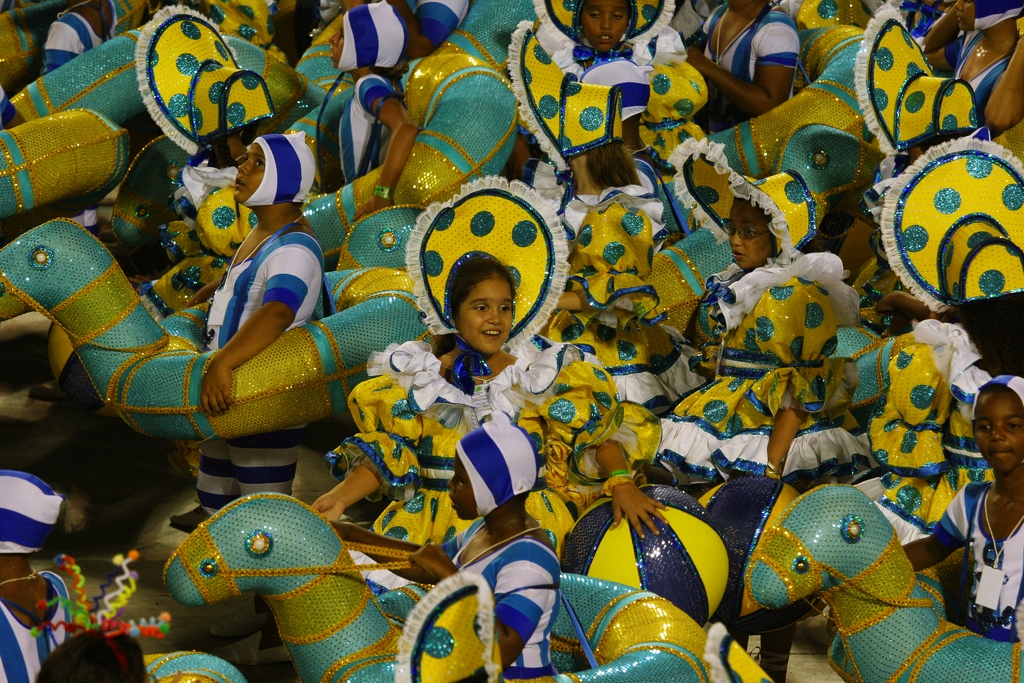
Ala "Os Pimpolhos se Divertem", vencedora do Estandarte de Ouro 2009.

No seu cinquentenário, a escola de Ramos resolveu falar sobre a sua própria história através de uma homenagem ao seu bairro. Foi mostrada a formação do bairro de Ramos, os banhos de mar, a criação da Imperatriz Leopoldinense e os seus principais títulos, e uma homenagem ao Cacique de Ramos, Grupo Fundo de Quintal e outros artistas oriundos do bairro. A carnavalesca Rosa Magalhães desenvolveu um desfile alegre, leve e criativo, com fantasias de fácil leitura, o que rendeu o Estandarte de Ouro de melhor ala em 2009 para a ala "os pimpolhos se divertem". A comissão de frente representou a estação de Ramos, com um tripé representando um trem. A excelente apresentação da bateria consolidou Mestre Marcone como um dos melhores daquela época. Desfilaram pela escola Zeca Pagodinho, Arlindo Cruz, Beth Carvalho e integrantes do Grupo Fundo de Quintal. Porém, afetada pela crise econômica mundial instaurada no final do ano anterior, a escola apresentou um desfile irregular, sem o luxo e a grandeza dos anos anteriores. A escola apresentou problemas de acabamento e estética em algumas alegorias, como por exemplo, o tripé que homenageava o título de 1989. O carro abre-alas, branco com detalhes em verde fluorescente, também não causou impacto. A escola passou seu aniversário de 50 anos fora do desfile das campeãs, terminando no 7.º lugar.

### Década de 2010
- 2010: "Brasil de todos os deuses"

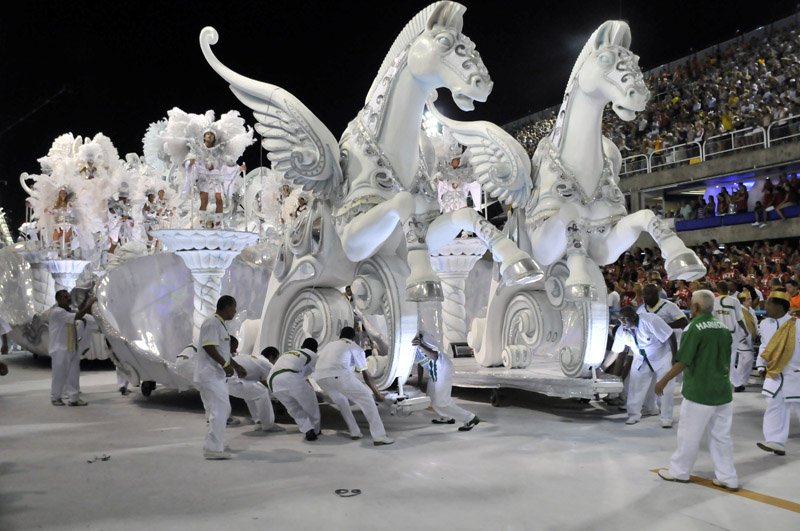
Diretores tentam colocar o carro abre-alas de 2010 no eixo central da pista.

Após 18 anos à frente da escola (5 títulos e 2 vice-campeonatos), em 2010 Rosa Magalhães deixa a Imperatriz. Max Lopes volta a ser carnavalesco, assim como Dominguinhos do Estácio, que volta a cantar na agremiação após 20 anos. Segunda escola a desfilar no domingo de carnaval, a escola teve problemas com um desfile que tratava da religiosidade do brasileiro. O desfile luxuoso, com alegorias grandes e fantasias pesadas, apresentou diversos problemas. O abre-alas ("A Coroa das Divindades"), todo em branco com detalhes prata, trazia à frente do carro um par de cavalos-alado que tendiam a sair do eixo central da pista, deslizando para as laterais. Ajudantes da escola tentavam com muito esforço manter o carro em linha reta. Outra alegoria, denominada "Terra de Tupã" também teve dificuldades para entrar na avenida. Problemas que acabaram atrapalhando a evolução da escola, que teve que correr no final do desfile e terminou sua apresentação a um minuto do limite previsto. O grande destaque do desfile foi a bateria de Mestre Marcone, numa apresentação impecável com diversas paradinhas e algumas "paradonas" durante as quais o samba era sustentado apenas pelo coro da escola, tendo levado nota dez de todos os jurados. O bonito samba-enredo também levou apenas notas dez dos jurados, além de ser premiado com o Estandarte de Ouro. Na classificação oficial, uma modesta 8.ª colocação.
- 2011: "A Imperatriz adverte: sambar faz bem a saúde!"

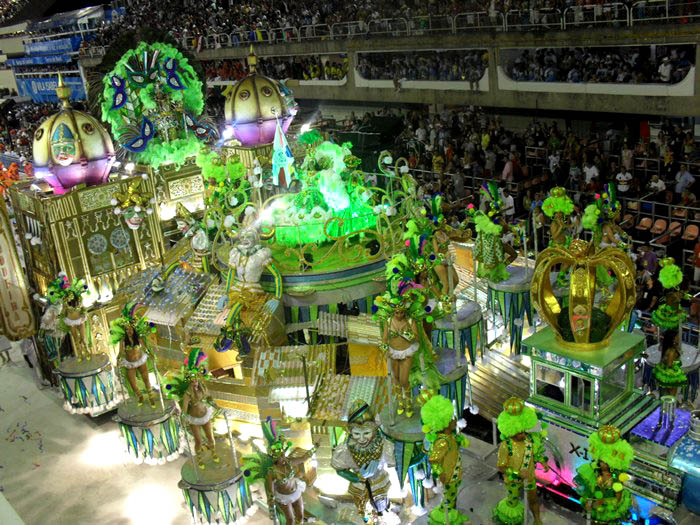
Em 2011, a Imperatriz Leopoldinense apresentou um enredo sobre a medicina.

Com Max Lopes como carnavalesco e Dominguinhos do Estácio como intérprete oficial, a Imperatriz Leopoldinense foi a terceira escola a desfilar no domingo de carnaval. Levou a medicina para a Sapucaí, com alegorias grandiosas e fantasias luxuosas, abordando as curas africanas e hindús, os Deuses da Mesopotâmia, a medicina moderna, a alquimia, a ciência médica, medicina medieval, medicina na Grécia e mitologia (Centauro, Deuses Gregos), medicina taoísta (dos países asiáticos), os rituais de magia e curandeirismo, remédios e genéricos, as doenças, a relação entre o banho e o relaxamento, a filosofia da medicina, além de homenagear Oswaldo Cruz, Carlos Chagas e Vital Brasil. A comissão de frente coreografada por Alex Neoral representou os doutores da alegria (palhaços que se vestem de médicos e visitam crianças em hospitais) e agradou o público com uma divertida apresentação cheia de acrobacias em cima de camas elásticas que representavam macas hospitalares. O carro abre-alas representava o curandeirismo africano e a coroa, símbolo da escola, era formada por grandes chifres de antílopes. Destaque também para a bateria de Mestre Marcone, em mais uma excelente apresentação. Pelo segundo ano consecutivo, o samba-enredo da escola foi premiado pelo Estandarte de Ouro como o melhor do ano. A ala das baianas veio com fantasias nas cores azul, salmão e dourado, representando "os banhos e as poções para relaxar", e também foi premiada com o Estandarte. Na classificação oficial terminou na 6.ª colocação, retornando ao desfile das campeãs após dois anos fora.
- 2012: "Jorge, amado Jorge"

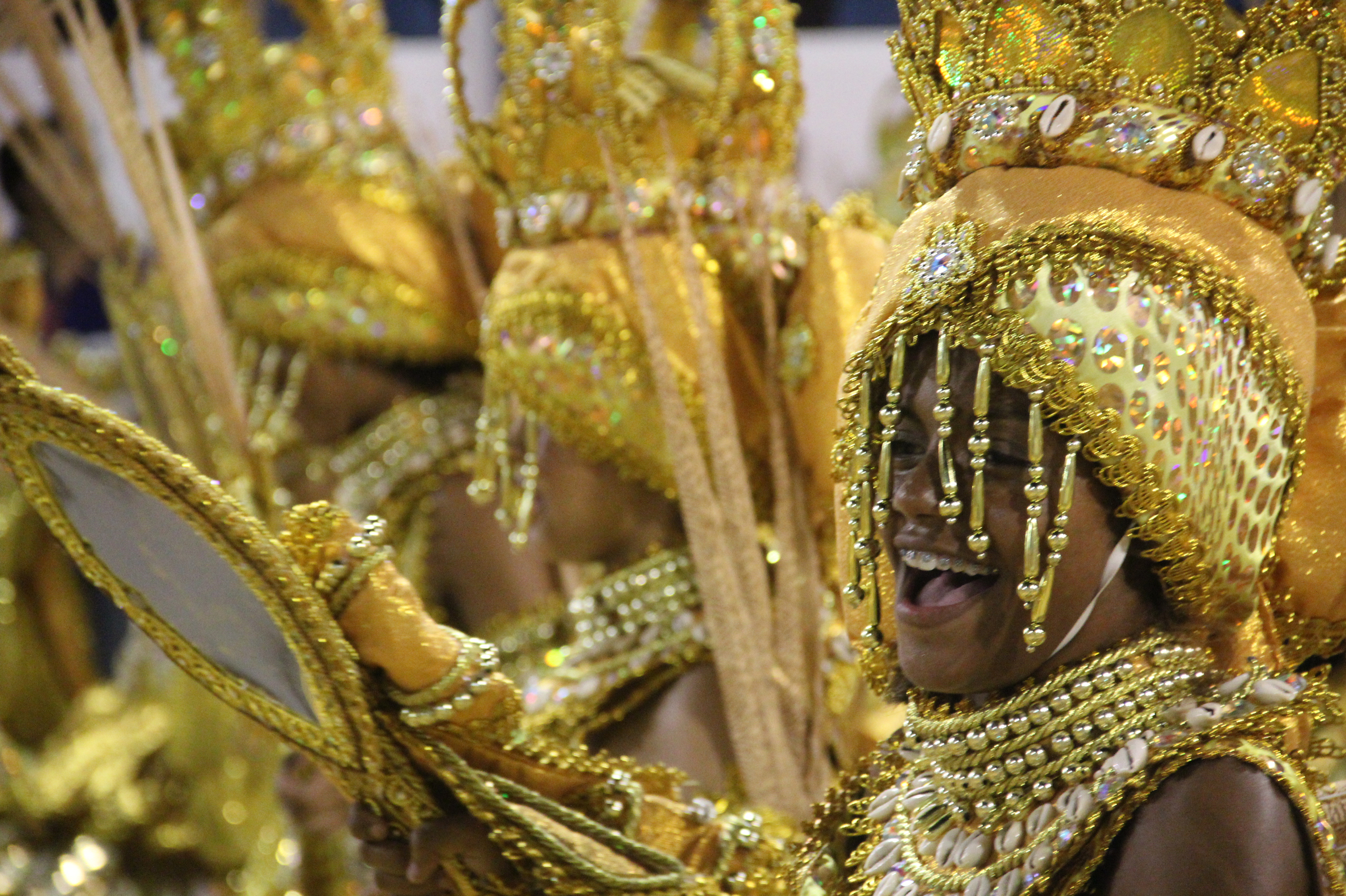
A Imperatriz Leopoldinense homenageou o escritor Jorge Amado no desfile de 2012.

Com a continuidade de Max Lopes como carnavalesco e Dominguinhos do Estácio como intérprete oficial, a Imperatriz Leopoldinense escolheu como tema o escritor Jorge Amado. Mestre Marcone se desligaria da escola após uma briga com o presidente Luizinho Drummond. Ele seria assassinado em maio de 2012. Em seu lugar a escola aposta novamente na prata da casa, efetivando como novo diretor de bateria Mestre Noca, que no mesmo ano foi premiado com o Estandarte de Ouro de revelação do carnaval. Terceira escola a desfilar no domingo de carnaval, a Imperatriz sofreu com alguns problemas em seu desfile. A comissão de frente, coreografada por Alex Neoral, trouxe um carrossel para a avenida representando "Capitães de Areia", uma das obras do escritor homenageado. O abre-alas, todo prateado, representava "o mar de Iemanjá e a coroa de Oxalá". O segundo carro, que representava a Igreja do Bonfim, teve problemas para entrar na avenida e algumas alas tiveram que passar à frente, o que comprometeria a evolução e o conjunto da escola. O último carro, que representava o Pelourinho, passou pela avenida com uma das casas que representava o local parcialmente tombada. Problemas que resultaram num péssimo 10.º lugar, o pior resultado da escola desde 1988.
- 2013: "Pará - O Muiraquitã do Brasil. Sob a nudez forte da verdade, o manto diáfano da fantasia"

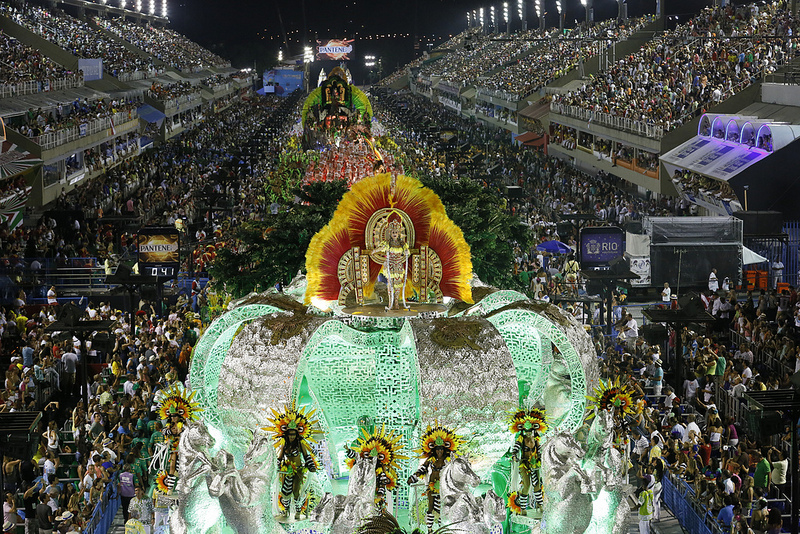
Desfile da Imperatriz em 2013.

Um ano de renovação para a escola, após o péssimo resultado do ano anterior. Uma eleição, em abril de 2012, determinou mais um mandato do presidente Luizinho Drummond. O carnavalesco Max Lopes saiu da agremiação, e para seu lugar, uma Comissão de Carnaval foi formada por Cahê Rodrigues, Mário e Kaká Monteiro. Wander Pires foi contratado para auxiliar Dominguinhos do Estácio no carro de som. Luiza Brunet foi destituída do cargo de rainha da bateria após 17 anos a frente dos ritmistas. A atriz Cris Vianna assumiu o posto. Quinta e penúltima escola a desfilar na segunda noite de desfiles, a Imperatriz fez uma correta e bonita apresentação sobre o Estado do Pará. A comissão de frente, coreografada por Alex Neoral, representava ancestrais de indígenas paraenses. A cantora Fafá de Belém participou da comissão representando a mãe natureza e carregando a bandeira do Pará. O abre-alas trouxe a coroa, símbolo da escola, confeccionada com 2 mil metros cúbicos de alumínio, girando em meio a uma floresta. Outros carros representaram o Theatro da Paz e o Mercado Ver-O-Peso. Fafá de Belém desfilou duas vezes, na comissão de frente e no último setor, que representava o Círio de Nazaré. O desfile contou também com a participação dos paraenses Beto Barbosa, Dira Paes, Pinduca e as protagonistas do filme Tainá - a origem. A cantora Gaby Amarantos foi destaque no carro "Pará Tecnoshow", que trazia um grande telão de LED. Phelipe Lemos foi premiado como o melhor Mestre-sala do ano pelo Estandarte de Ouro, que também premiou Zé Katimba como personalidade do ano. Com esse desfile, a escola se redimiu do ano anterior, conquistando o 4.º lugar e garantindo o retorno ao desfile das campeãs.
- 2014: "Arthur X – O Reino do Galinho de Ouro na Corte da Imperatriz"

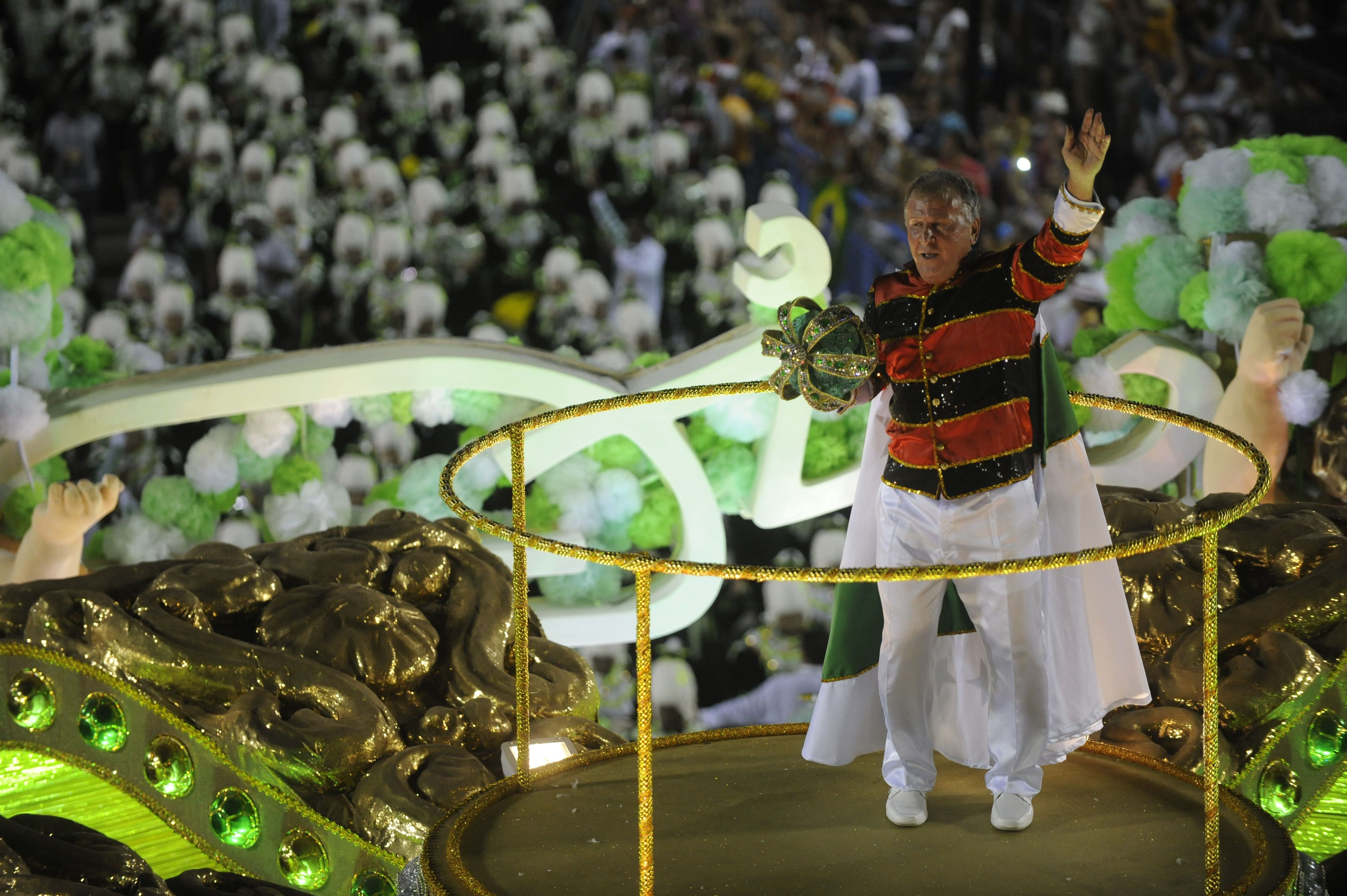
O jogador Zico foi homenageado pela Imperatriz Leopoldinense no desfile de 2014.

Em 2014, a escola dispensou o intérprete Dominguinhos do Estácio, ficando apenas com Wander Pires, que completa seu segundo ano na escola. Cahê Rodrigues se manteve como carnavalesco. O cantor Elymar Santos pela primeira vez ganhou uma disputa de samba-enredo na sua escola do coração. Penúltima escola a desfilar na segunda noite de desfiles, a agremiação homenageou o ex-Jogador Zico, que completou 61 anos exatamente no dia do desfile, em 3 de março de 2014. A comissão de frente, coreografada por Deborah Colker, trouxe o sonho dos meninos pelo futebol. O abre-alas representava um jogo de totó gigante. Cerca de 500 bolas estilizadas com a assinatura de Zico foram distribuídas ao público. Desfilaram pela escola o ator Thiago Lacerda, o esportista Nalbert, os jogadores Roberto Dinamite, Roberto Rivellino, Paulo Cesar Caju, Júnior, Deco, Edmundo, entre outros. O homenageado e aniversariante do dia, Zico, veio no último carro com uma roupa rubro-negra, capa com a bandeira da Imperatriz, e a coroa, símbolo da escola. O mestre-sala Phelipe Lemos levou seu segundo Estandarte de Ouro consecutivo, enquanto a ex-porta-bandeira Maria Helena foi eleita a personalidade do ano pelo júri do Jornal O Globo. Com esse desfile a escola conquistou a 5.ª colocação.
- 2015: "Axé-Nkenda - Um ritual de liberdade - E que a voz da liberdade seja sempre a nossa voz"

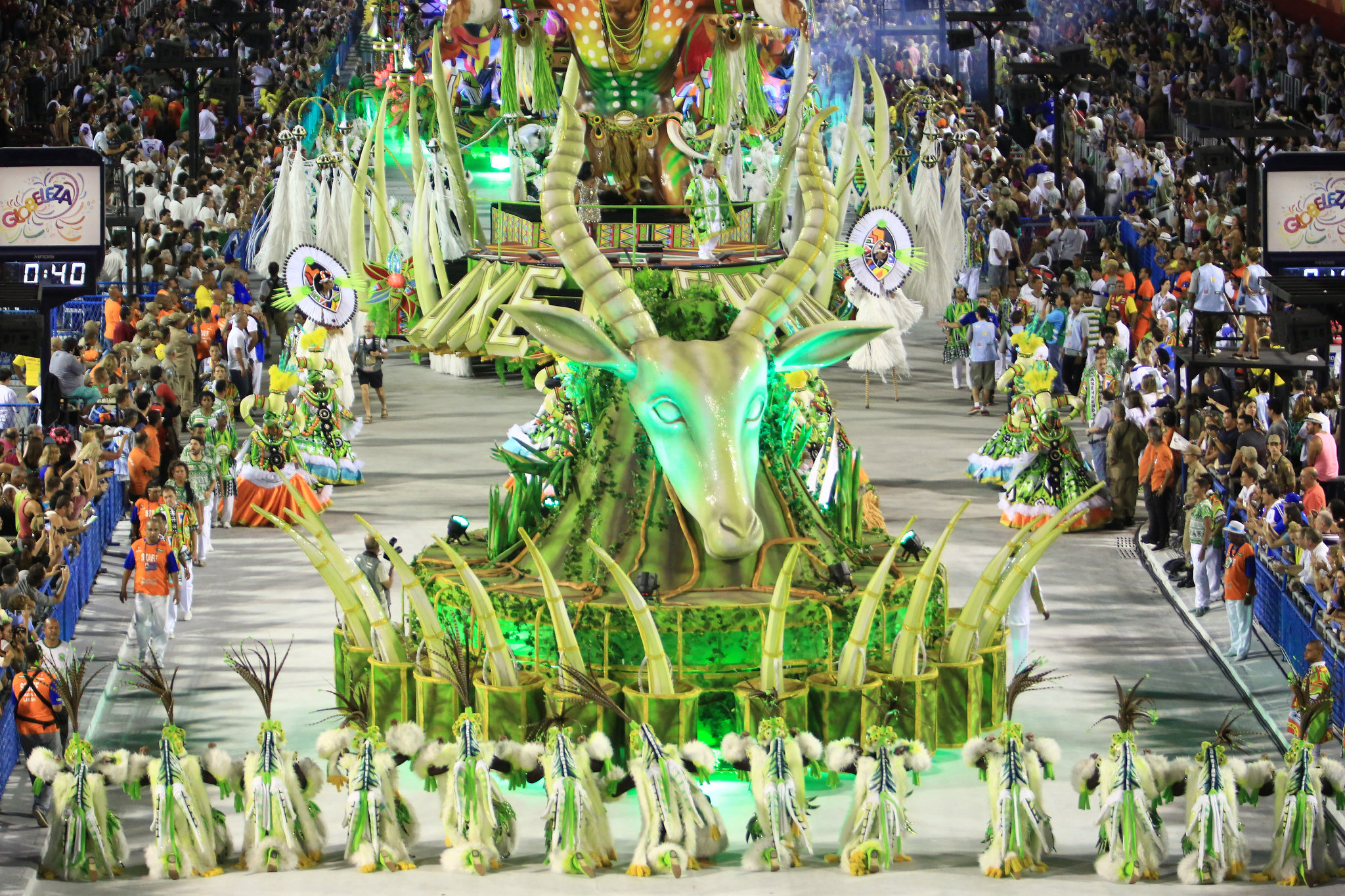
Um caso de racismo envolvendo o jogador Daniel Alves inspirou o enredo de 2015 da Imperatriz Leopoldinense. A escola foi premiada com o Estandarte de Ouro.

Em 2015, a escola demitiu o intérprete Wander Pires devido a uma discussão com o cantor Elymar Santos no desfile das Campeãs de 2014, e também por ter cantado rouco no desfile principal. Para ocupar seu lugar, a escola contratou o intérprete Nêgo. Quinta escola a desfilar na segunda noite de desfiles, a Imperatriz levou para a avenida um enredo sócio-político sobre a cultura negra e a luta contra o preconceito racial, tendo como fio condutor a África; e um tributo a Nelson Mandela. O enredo foi escolhido após o caso de racismo sofrido pelo jogador brasileiro Daniel Alves, durante uma partida entre Barcelona e Villareal pelo Campeonato Espanhol. O samba-enredo escolhido tinha a frase "uma banana para o preconceito", em referência ao ato do jogador de comer a banana lançada a ele em campo. Tentando fugir da estética comumente utilizada em enredos-afro, o carnavalesco Cahê Rodrigues optou por um desfile colorido inspirado em um projeto social africano. A Comissão de frente ("Os Madiba em ritual de liberdade"), liderada pelo coreógrafo Fábio de Mello, representava um ritual do Clã Mandiba, ao qual Mandela pertenceu, e foi premiada com o Estandarte de Ouro. Foi o sétimo Estandarte de Fábio (6 só com a Imperatriz), e o oitavo da escola nesse quesito. O abre-alas trouxe a coroa, símbolo da escola, estilizada com estampas tribais africanas, em meio a uma savana multicolorida em tons cítricos. Desfilaram pela escola, a jornalista Glória Maria, as atrizes Elisa Lucinda, Adriana Lessa e Isabel Fillardis, o ator Antônio Pitanga, e o jogador Zico (homenageado no ano anterior). O desfile rendeu à Imperatriz os prêmios Estandarte de Ouro de melhor escola, de melhor samba-enredo e de melhor comissão de frente. No resultado oficial, a escola terminou em 6.º lugar.
- 2016: "É o amor... que mexe com a minha cabeça e me deixa assim... – Do sonho de um caipira nascem os filhos do Brasil"

Para o ano de 2016, a escola promoveu algumas mudanças em seus segmentos. O intérprete Nêgo foi substituído por Marquinhos Art'Samba, egresso da Unidos de Padre Miguel. Na direção de bateria, Mestre Noca deu lugar a Mestre Lolo, egresso da União do Parque Curicica. Na comissão de frente, Deborah Colker retornou à escola, substituindo Fábio de Mello. O mestre-sala Rogerinho substituiu Phelipe Lemos, que foi contratado pela Vila Isabel. O enredo, em homenagem à dupla Zezé Di Camargo & Luciano, sofreu preconceito entre os componentes da escola e sambistas em geral por tratar do gênero sertanejo. Segundo o carnavalesco Cahê Rodrigues, o enredo passou a ser mais aceito após a escolha do samba-enredo. O samba, de Zé Katimba, Adriano Ganso, Aldir Senna, Jorge do Finge e Moisés Santiago, foi amplamente elogiado pela crítica carnavalesca e garantiu nota máxima dos jurados oficiais para a escola. A Imperatriz foi a quinta escola a se apresentar na segunda noite de desfiles. A comissão de frente apresentava componentes com roupas country coloridas, numa divertida coreografia utilizando um gigantesco chapéu de palha. O casal de Mestre-sala e Porta-bandeira, Rogerinho e Rafaela Theodoro, representava o casamento na roça. Após o casal, a dupla Chitãozinho & Xororó desfilou como destaque no tripé "Porteira da fazenda". Após o tripé, a ala das baianas representava "girassóis da roça". No meio da ala, um tripé representava uma abelha, onde a cantora Paula Fernandes desfilou como destaque. O carro abre-alas simbolizou o universo caipira, com a coroa - símbolo da escola - ornamentada com representações de grãos de milho. A bateria da escola desfilou fantasiada de "caipira pirapora", e conquistou nota máxima do júri oficial, na estreia de Mestre Lolo. A rainha de bateria, Cris Vianna, representou a "Rainha Sertaneja". A cantora Lucy Alves integrou o carro de som da escola, tocando sanfona. Zico, Isabel Fillardis, Alexandre Pires, entre outros artistas, desfilaram em uma alegoria em formato de viola, toda decorada com 120 violões de verdade, e touros mecânicos. Em outra alegoria, que representava a casinha em que a dupla morava em Goiás, os atores Dira Paes e Ângelo Antônio interpretaram os pais da dupla, o mesmo papel que os dois desempenharam no filme "2 Filhos de Francisco". O penúltimo carro lembrou as conquistas da dupla. Desfilaram na alegoria, Zilu, Wanessa, Camila e Igor Camargo. Zezé Di Camargo, Luciano e o pai dos dois, Francisco, desfilaram como destaque no último carro, que representava o maior sucesso da dupla, a música "É o amor". Com esse desfile, a escola conquistou a 6.ª colocação.
- 2017: "Xingu - O Clamor que Vem da Floresta"

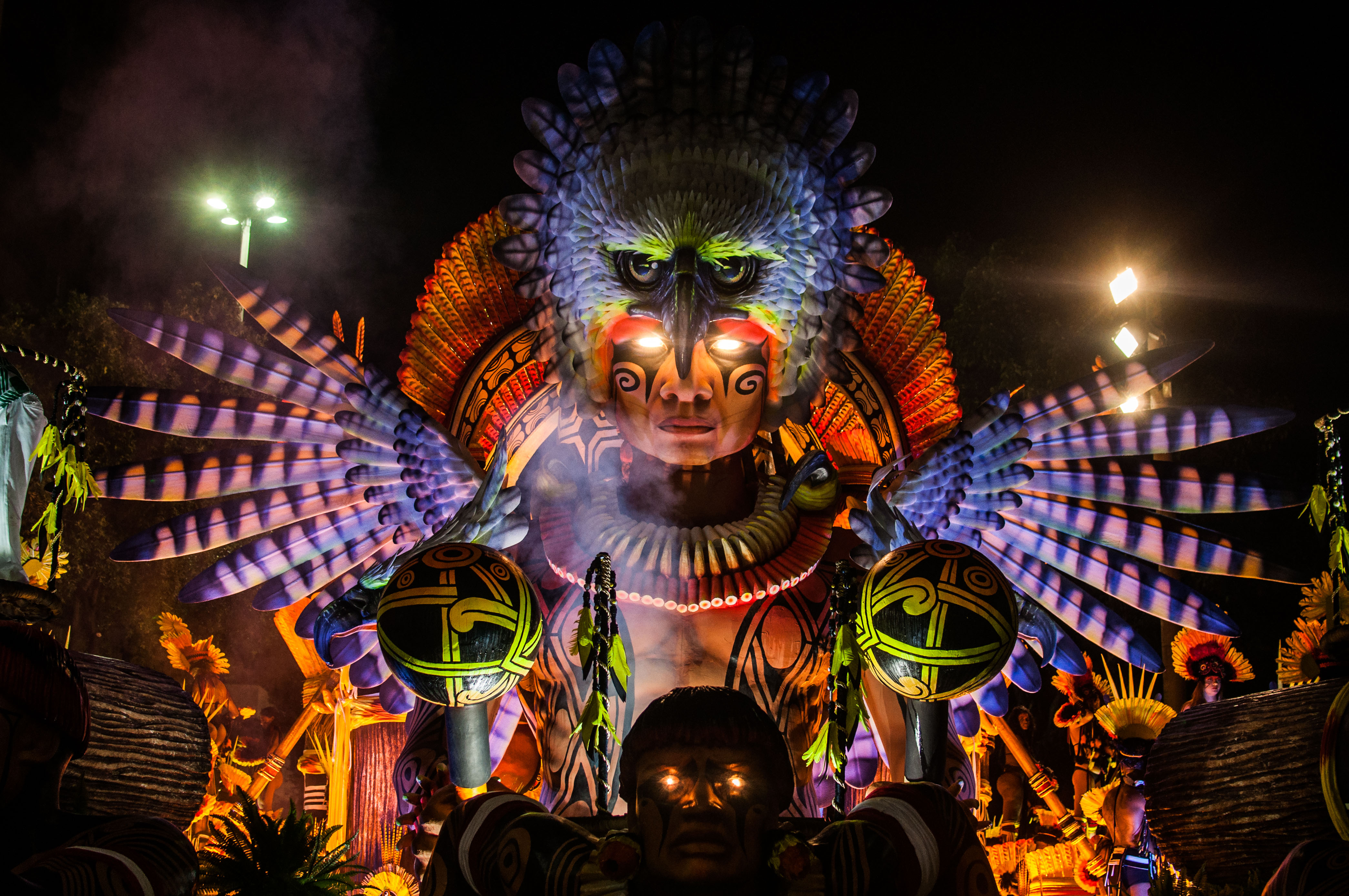
Carro abre-alas da Imperatriz em 2017.

Para o carnaval de 2017, a escola promoveu diversas mudanças em seus segmentos. O intérprete Marquinho Art'samba foi dispensado, sendo substituído por Arthur Franco, que há três anos integrava o carro de som da escola como apoio de canto. O mestre-sala Rogerinho também foi dispensado, dando lugar a Thiaguinho Mendonça, que vinha se destacando na Renascer de Jacarepaguá. A bailarina Claudia Mota, que estava no Império Serrano, substituiu Deborah Colker na direção da comissão de frente. O carnavalesco Cahê Rodrigues foi mantido e desenvolveu um enredo sobre os povos indígenas da região do Xingu e os 55 anos de fundação do Parque Indígena do Xingu. Diversas associações, federações e entidades de classe ligadas ao agronegócio divulgaram notas criticando o enredo da escola. Uma das críticas foi sobre a ala intitulada "Fazendeiros e seus agrotóxicos". O samba-enredo também foi criticado, especialmente o trecho "o belo monstro rouba as terras dos seus filhos, devora as matas e seca os rios", que foi interpretado pelas organizações como um ataque direto ao agronegócio. A Imperatriz e seu carnavalesco se defenderam alegando que "belo monstro" é uma referência a Usina Hidrelétrica de Belo Monte, e que a intenção não era fazer qualquer crítica ao agronegócio, lembrando que, no ano anterior, a agremiação exaltou o agronegócio em seu desfile. Apesar das críticas, a escola decidiu manter todos os detalhes de seu enredo. A Imperatriz foi a terceira escola a se apresentar na primeira noite do Grupo Especial de 2017. O desfile teve a participação de Cacique Raoni, Pajé Sapain, e de outras lideranças indígenas. A escola se classificou em sétimo lugar, ficando de fora do desfile das campeãs após quatro anos retornando entre as seis primeiras. A bateria da Imperatriz, comandada por Mestre Lolo, recebeu diversas premiações. Arthur Franco recebeu o Estandarte de Ouro de revelação do ano.
- 2018: "Uma Noite Real no Museu Nacional"

Após cinco anos como rainha de bateria da escola, Cris Vianna se desligou do posto, sendo substituída pela tenente do Corpo dos Bombeiros e fisiculturista Flávia Lyra. O carnaval de 2018 teve um período de preparação conturbado. Em junho de 2017, a Prefeitura do Rio anunciou o corte de 50% do repasse de verbas públicas para as escolas de samba. A decisão gerou grande polêmica visto que em sua campanha à Prefeitura, Marcelo Crivella prometeu manter o patrocínio às escolas. Bispo licenciado da Igreja Universal do Reino de Deus, Crivella também foi acusado de ser influenciado pela sua religião ao cortar parte da verba do carnaval. A LIESA ameaçou cancelar os desfiles e sambistas organizaram protestos, mas o Prefeito manteve o corte. Sem dinheiro, a LIESA decidiu cancelar os ensaios técnicos, após quinze anos bancando o evento. Em outubro de 2017, faltando cerca de quatro meses para os desfiles, o Ministério do Trabalho interditou os barracões de todas as escolas na Cidade do Samba. Os barracões foram liberados ao final de novembro, após as escolas cumprirem uma série de exigências visando melhores condições de trabalho. A subvenção foi paga às escolas em janeiro de 2018, faltando menos de um mês para os desfiles. Quinta escola a se apresentar na segunda noite do Grupo Especial, a Imperatriz realizou um desfile sobre os duzentos anos do Museu Nacional, localizado no interior do parque da Quinta da Boa Vista, onde a agremiação realizou ensaios com seus componentes para o carnaval de 2018. Um dos destaques da apresentação da escola foi a comissão de frente, coreografada por Claudia Mota, que teve a participação do ex-casal de mestre-sala e porta-bandeira Chiquinho e Maria Helena. A Imperatriz se classificou em oitavo lugar, ficando por mais um ano de fora do Desfile das Campeãs. Meses após o carnaval, em maio de 2018, o Museu Nacional inaugurou a exposição "O Museu Dá Samba - A Imperatriz É o Relicário no Bicentenário do Museu Nacional" com a apresentação de trinta fantasias do desfile da escola nas principais salas das exposições do museu. Na noite de 2 de setembro de 2018 um incêndio de grandes proporções atingiu a sede do Museu Nacional, destruindo quase a totalidade do acervo histórico e científico construído ao longo de duzentos anos.
- 2019: "Me Dá Um Dinheiro Aí"

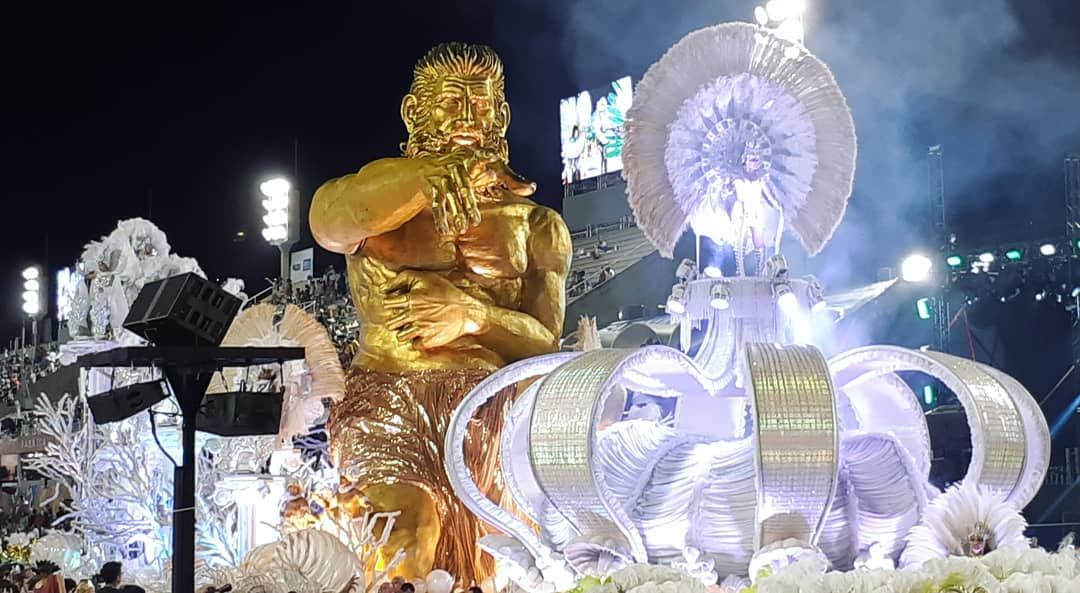
Carro abre-alas da escola no desfile de 2019.

Para o carnaval de 2019, a Imperatriz trocou o carnavalesco Cahê Rodrigues, responsável pelos últimos seis carnavais da escola, pelos irmãos Kaká e Mário Monteiro. O último carnaval dos irmãos foi justamente na Imperatriz, em 2013, junto com a estreia de Cahê na escola. Além dos carnavalescos, houve a troca de coreógrafo da Comissão de Frente (saindo Cláudia Mota e chegando Fábio Batista) e a permanência dos demais segmentos. Pelo segundo ano consecutivo, o prefeito Marcelo Crivella cortou 50% da verba destinada às escolas que desfilam no Sambódromo. Sexta e penúltima escola a se apresentar na primeira noite do Grupo Especial, a Imperatriz realizou um desfile sobre a relação do homem com o dinheiro. Antes do desfile, a atriz Grazi Massafera gravou cenas da novela Bom Sucesso junto com a bateria da escola. Na apuração, realizada no dia de seu sexagésimo aniversário, a Imperatriz foi rebaixada para a segunda divisão após 41 desfiles consecutivos na elite do carnaval. A escola foi a penúltima colocada, a frente apenas do Império Serrano, que também foi rebaixado. Três meses após o carnaval, em uma plenária realizada pela LIESA, ficou decidida a manutenção da Imperatriz no Grupo Especial e o rebaixamento do Império. Cinco escolas foram contra a decisão (Beija-Flor, Mangueira, Portela, Vila Isabel e Viradouro). Oito foram a favor (Estácio de Sá, Grande Rio, Mocidade, Paraíso do Tuiuti, Salgueiro, São Clemente, União da Ilha e Unidos da Tijuca). O Ministério Público intimou a LIESA a pagar uma multa de 750 mil reais por descumprir o Termo de Ajustamento de Conduta (TAC) assinado no ano anterior a fim de evitar novas "viradas de mesa". A Liga não pagou a multa e convocou uma Assembleia Geral, com todos os sócios da entidade. A reunião ocorreu no dia 10 de julho de 2019 e definiu a manutenção do rebaixamento da Imperatriz e do Império. O resultado foi de 28 votos a favor do rebaixamento e treze contra.

### Década de 2020
- 2020: "Só Dá Lalá"

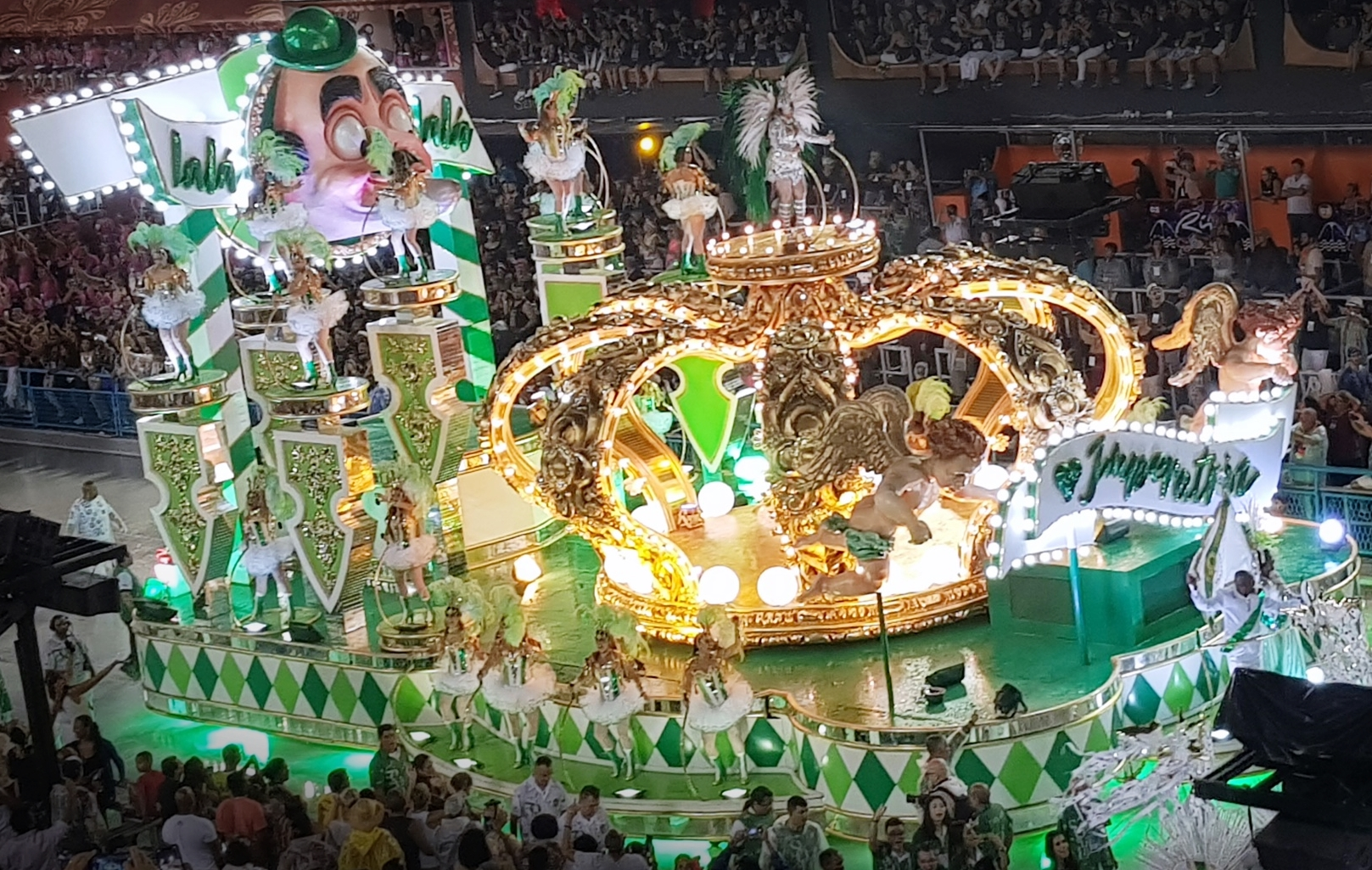
Última alegoria da Imperatriz no desfile de 2020. Escola foi a campeã da Série A.

Após o rebaixamento da escola, Luizinho Drummond renunciou a presidência da escola alegando problemas de saúde. Pouco tempo depois, devido às manifestações de torcedores pedindo seu retorno, Luizinho decidiu continuar na presidência. Para o carnaval de 2020, a escola contratou o carnavalesco Leandro Vieira, que retornou à agremiação, onde trabalhou como assistente do carnavalesco Cahê Rodrigues em anos anteriores. Leandro reeditou o enredo de 1981, em homenagem ao compositor Lamartine Babo, morto em 1963. Apesar de manter o samba-enredo composto por Gibi, Serjão e Zé Katimba, o título do enredo foi modificado, do original "O Teu Cabelo não Nega" para "Só Dá Lalá". A escola promoveu o retorno de Preto Jóia ao posto de intérprete oficial, formando dupla com Arthur Franco. Também contratou os coreógrafos Hélio Bejani e Beth Bejani para coreografar a comissão de frente. A rainha da bateria Flávia Lyra se desligou da escola, sendo substituída pela cantora Iza. Após dois anos cortando a verba pela metade, o prefeito Marcelo Crivella decidiu cortar integralmente a subvenção das escolas que desfilam no Sambódromo. A Imperatriz foi a quinta escola a desfilar na segunda noite da Série A de 2020. O desfile foi elogiado pela imprensa e a escola recebeu todos os prêmios do ano, incluindo o Estandarte de Ouro de melhor escola. Confirmando o favoritismo, a Imperatriz foi campeã da Série A, recebendo nota máxima de todos os julgadores.
- 2022: "Meninos Eu Vivi... Onde Canta o Sabiá, Onde Cantam Dalva e Lamartine"

Leandro Vieira decidiu não renovar com a Imperatriz, em prol de sua permanência na Mangueira. A escola também perdeu os coreógrafos Hélio e Beth Bejani, que optaram por ficar na Grande Rio. A Imperatriz acertou o retorno da carnavalesca Rosa Magalhães, onze anos após sua saída da agremiação. Além de Rosa, foram contratados o coreógrafo Renato Vieira, o diretor de carnaval Júnior Schall e o intérprete Bruno Ribas. No dia 1 de julho de 2020, a escola perdeu seu presidente, Luiz Pacheco Drummond, morto aos 80 anos, vítima de um Acidente Vascular Cerebral. No final de julho, o filho de Luizinho, Marcos Drumond, assumiu a presidência da escola, cargo que também ocupou entre 1993 e 1994. Em novembro ele renunciou ao mandato alegando motivos pessoais. Em dezembro, Cátia Drumond, também filha de Luizinho, foi empossada como presidente da Imperatriz, sendo reeleita em agosto de 2021. Para o carnaval de 2021 foi escolhido um enredo em homenagem ao carnavalesco Arlindo Rodrigues, morto em 1987. Arlindo foi carnavalesco da escola em 1980 e 1981, quando a Imperatriz conquistou seus dois primeiros títulos de campeã do carnaval. O enredo foi pedido por Luizinho antes de morrer. Com o retorno de Eduardo Paes à Prefeitura do Rio de Janeiro, a subvenção voltou a ser paga às agremiações. Por causa do avanço da Pandemia de COVID-19 em todo o mundo, o desfile das escolas de samba de 2021 foi cancelado, sendo a primeira vez, desde a criação do concurso, em 1932, que o evento não foi realizado. Com o agravamento da pandemia, as escolas paralisaram as atividades presenciais nas quadras e barracões, mas seguiram se programando para o desfile futuro. No final do ano, com a campanha de vacinação contra a COVID e a diminuição de mortes pela doença, as escolas retomaram os ensaios para o carnaval de 2022. O coreógrafo Renato Vieira deixou a escola devido a conflitos de agenda, sendo substituído pelo bailarino Thiago Soares, que faria sua estreia como coreógrafo de comissão de frente no carnaval. A Imperatriz também anunciou a saída do intérprete Preto Jóia, numa decisão em comum acordo entre as partes, permanecendo com Arthur Franco e Bruno Ribas no microfone principal. Com o aumento dos casos de COVID no país devido ao avanço da variante Ómicron, o desfile das escolas de samba que ocorreriam no carnaval de 2022 foram adiados para abril do mesmo ano, durante o feriado de Tiradentes. A Imperatriz foi a primeira escola a desfilar na carnaval de 2022, se classificando em décimo lugar, conseguindo a permanência no Grupo Especial. Pela oitava vez em sua história, a ala das baianas da escola foi premiada com o Estandarte de Ouro.
- 2023: "O Aperreio do Cabra que o Excomungado Tratou com Má-querença e o Santíssimo não Deu Guarida"

Após os desfiles, a escola anunciou a saída da carnavalesca Rosa Magalhães e o retorno de Leandro Vieira. A escola também contratou o intérprete Pitty de Menezes para substituir Bruno Ribas e Arthur Franco, além do coreógrafo Marcelo Misailidis e do mestre-sala Phelipe Lemos, que retornou à escola após oito anos. Para o carnaval de 2023, Leandro desenvolveu um enredo inspirado em cordéis de autores nordestinos que narram histórias fantásticas sobre a chegada do cangaceiro Lampião ao céu e ao inferno, mesclando fatos históricos e uma pesquisa iconográfica baseada na estética regional com o conteúdo delirante dos libretos populares. Segundo a história fictícia contada pelo enredo, após morrer, Lampião tentou entrar no inferno, sendo expulso pelo Diabo. O cangaceiro também pediu abrigo no céu, mas não foi aceito pelos santos que lá habitam. Impedido de entrar no céu e no inferno, Virgulino encontrou seu lugar definitivo no imaginário popular do universo das coisas ligadas ao Nordeste do Brasil, inspirando a arte de Luiz Gonzaga, Mestre Vitalino e outros poetas nordestinos. O enredo foi baseado nos cordéis "A Chegada de Lampião no Inferno" e "O Grande Debate que Teve Lampião com São Pedro" do cordelista pernambucano José Pachêco; "A Chegada de Lampião no Céu" do poeta piauiense Guaipuan Vieira; "A Chegada de Lampião no Céu" do cordelista baiano Rodolfo Coelho Cavalcante; e "Lampião e Padre Cícero num Debate Inteligente" do cordelista cearense Moreira de Acopiara. A Imperatriz foi a quarta escola a se apresentar na segunda noite do Grupo Especial. O desfile foi amplamente elogiado pela crítica especializada, recebendo adjetivos como "impecável", "exuberante" e "primoroso". Apontada como uma das favoritas, a escola foi campeã, conquistando seu nono título no carnaval carioca, rompendo o jejum de conquistas que durava desde 2001. A Imperatriz recebeu oito notas abaixo da máxima, sendo que seis delas foram descartadas seguindo o regulamento do concurso. Com isso, a agremiação perdeu apenas dois décimos na avaliação oficial (um no quesito Comissão de Frente e outro em Evolução). A escola somou 269,8 pontos ao final da apuração, superando a vice-campeã Viradouro por apenas um décimo. A Imperatriz recebeu diversas premiações, com destaque para o enredo e a bateria, vencedores de diversos prêmios. A escola também foi eleita a melhor do ano pelo S@mba-Net, Troféu Gato de Prata e pela Super Rádio Tupi.
- 2024: "Com a Sorte Virada pra Lua Segundo o Testamento da Cigana Esmeralda"

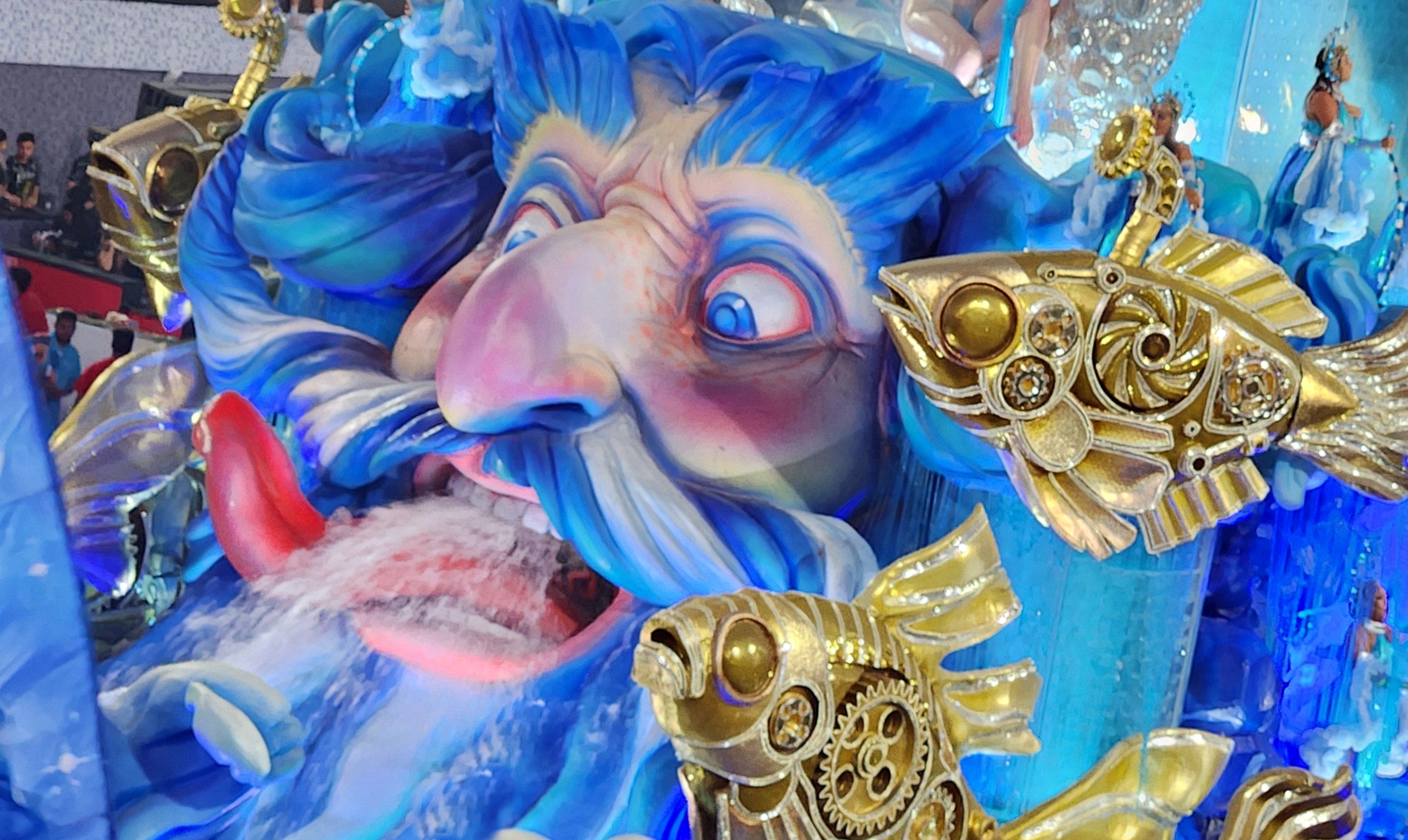
Alegoria da Imperatriz no desfile de 2024.

Para o carnaval de 2024, a escola renovou com toda a sua equipe. Ana Botafogo foi contratada como diretora artística do primeiro casal de mestre-sala e porta-bandeira, Phelipe e Rafaela. O enredo escolhido para 2024 foi baseado num folheto de ficção do escritor paraibano Leandro Gomes de Barros sobre um testamento deixado por uma cigana que instrui sobre a interpretação de sonhos, a leitura das mãos e outros apontamentos místicos. Pela primeira vez em sua história, a escola realizou a junção de dois sambas concorrentes para fazer o samba-enredo do seu desfile. A faixa da escola no álbum Sambas de Enredo Rio Carnaval 2024 chegou ao topo da playlist Viral Rio de Janeiro, do Spotify, que seleciona os lançamentos mais populares entre os ouvintes da cidade do Rio. A Imperatriz foi a sexta e última escola a se apresentar na primeira noite do Grupo Especial. Especialistas elogiaram o desfile, destacando o samba-enredo e sua comunicação com o público. A Imperatriz recebeu diversas premiações, com destaque para o samba-enredo (o mais premiado do ano), Pitty de Menezes (intérprete mais premiado do ano), o casal Phelipe e Rafaela (que recebeu seu primeiro Estandarte de Ouro) e a bateria de Mestre Lolo. Com pontos perdidos em alegorias, enredo e comissão de frente, a Imperatriz obteve o vice-campeonato, ficando sete décimos atrás da campeã, Viradouro, invertendo o resultado do ano anterior. Assim como aconteceu com a faixa de estúdio, a versão ao vivo do samba da escola, lançado no álbum Ao Vivo Sapucaí 2024, atingiu o topo da playlist Viral Rio de Janeiro, do Spotify.
- 2025: "Ómi Tútú ao Olúfon - Água Fresca para o Senhor de Ifón"

Após o carnaval de 2024, o coreógrafo Marcelo Misailidis e o diretor Mauro Amorim deixaram a Imperatriz, se transferindo para a Mocidade. Para substituir Misailidis, a escola contratou Patrick Carvalho, que estava no Salgueiro. Os demais segmentos foram renovados. Sem concorrentes, Cátia Drumond foi aclamada presidente da escola para mais um mandato, tendo seu irmão, Vinicius Drumond, como vice-presidente. Em fevereiro de 2025 Vinicius renunciou ao cargo e João Felipe Drumond foi aclamado vice-presidente da agremiação em assembleia extraordinária. Filho da presidente Cátia Drumond, João ocupava a direção executiva da escola. O barracão da Imperatriz na Cidade do Samba recebeu o nome de Rosa Magalhães em homenagem a carnavalesca morta em 25 de julho de 2024. Para o carnaval de 2025, Leandro Vieira desenvolveu um enredo baseado num itã (relato da mitologia iorubá) que narra a ida de Oxalá ao reino de Oyó com a intenção de visitar Xangô. A partir desse ano, o desfile do Grupo Especial passou a ser dividido em três noites, com quatro escolas se apresentando em cada noite. A Imperatriz foi a segunda escola a se apresentar na primeira noite (domingo). O desfile foi amplamente elogiado pela crítica especializada, que apontou a escola entre as favoritas ao título de campeã. A Imperatriz recebeu três prêmios do Estandarte de Ouro: de melhor escola, melhor enredo e, pela primeira vez em sua história, de melhor bateria. A bateria de Mestre Lolo foi a mais premiada do ano. Destaque também para Pitty de Menezes e o casal Phelipe e Rafaela, que também receberam diversas premiações. Com o desfile, a Imperatriz conquistou o terceiro lugar do carnaval. Dos 36 julgadores, apenas quatro não deram nota máxima à escola, sendo que duas notas foram descartadas, seguindo o regulamento do concurso. Com isso, a Imperatriz perdeu apenas dois décimos, sendo um em Fantasias e outro em Samba-enredo.
- 2026: "Camaleônico"

Maria Mariá deixou o posto de Rainha de Bateria, sendo substituída pela cantora Iza, que retornou à escola após três anos. Em 4 de maio de 2025, durante uma reportagem no programa Fantástico, da TV Globo, foi anunciado que o cantor Ney Matogrosso será o enredo da escola para 2026, intitulado "Camaleônico".

## Carnavais
| Ano  | Colocação                                       | Divisão                                         | Enredo | Carnavalescos                                                               | Ref.                    |
| ---- | ----------------------------------------------- | ----------------------------------------------- | --- | --------------------------------------------------------------------------- | ----------------------- |
| 1960 | 6.º Lugar                                       | Grupo 3                                         | "Homenagem à Academia Brasileira de Letras" (Samba-enredo composto por Raymundo dos Santos Martins) | Amaury Jório, Leonam Martins e Oswaldo Pereira                              | [ 327 ] [ 328 ]         |
| 1961 | Campeã (Promovida)                              | Grupo 3                                         | "Riquezas e maravilhas do Brasil" (Samba-enredo composto por Raymundo dos Santos Martins) | Amaury Jório                                                                | [ 329 ] [ 330 ]         |
| 1962 | 5.º Lugar                                       | Grupo 2                                         | "Rio no século XVIII, Apoteose a Carlos Gomes de Andrade, o Conde de Bobadela" (Samba-enredo composto por Raymundo dos Santos Martins) | Amaury Jório                                                                | [ 331 ] [ 332 ]         |
| 1963 | 3.º Lugar                                       | Grupo 2                                         | "As Três Capitais" (Samba-enredo composto por Maurílio da Penha Aparecida e Silva "Bidi") | Amaury Jório e Maurílio Aparecida e Silva "Bidi"                            | [ 333 ] [ 334 ]         |
| 1964 | Vice-campeã (Promovida)                         | Grupo 2                                         | "A favorita do Imperador, Marquesa de Santos" (Samba-enredo composto por Maurílio da Penha Aparecida e Silva "Bidi") | Armando Iglesias, Antônio Carbonelli e Paulo Freitas                        | [ 335 ] [ 336 ]         |
| 1965 | 10.º Lugar (Rebaixada)                          | Grupo 1                                         | "Homenagem ao Brasil no IV Centenário do Rio de Janeiro" (Samba-enredo composto por Mathias de Freitas) | Armando Iglesias, Antônio Carbonelli e Paulo Freitas                        | [ 337 ] [ 338 ]         |
| 1966 | Vice-campeã (Promovida)                         | Grupo 2                                         | "Monarquia e Esplendor da História" (Samba-enredo composto por Mathias de Freitas) | Armando Iglesias, Antônio Carbonelli, Paulo Freitas e Walter Pinto da Silva | [ 339 ] [ 340 ]         |
| 1967 | 9.º Lugar (Rebaixada)                           | Grupo 1                                         | "A vida poética de Olavo Bilac" (Samba-enredo composto por Maurílio da Penha Aparecida e Silva "Bidi") | Ary Reis e Júlio Matos                                                      | [ 341 ] [ 342 ]         |
| 1968 | Vice-campeã (Promovida)                         | Grupo 2                                         | "Bahia em Festa" (Samba-enredo composto por Maurílio da Penha Aparecida e Silva "Bidi") | Departamento Cultural e de Carnaval                                         | [ 343 ] [ 344 ]         |
| 1969 | 8.º Lugar                                       | Grupo 1                                         | "Brasil, Flor Amorosa de Três Raças" (Samba-enredo composto por Carlinhos Sideral e Mathias de Freitas) | Departamento Cultural e de Carnaval                                         | [ 345 ] [ 346 ]         |
| 1970 | 6.º Lugar                                       | Grupo 1                                         | "Oropa, França e Bahia" (Samba-enredo composto por Carlinhos Sideral e Mathias de Freitas) | Departamento Cultural e de Carnaval                                         | [ 347 ] [ 348 ]         |
| 1971 | 7.º Lugar                                       | Grupo 1                                         | "Barra de Ouro, Barra de Rio, Barra de Saia" (Samba-enredo composto por Niltinho Tristeza e Zé Katimba) | Departamento Cultural e de Carnaval                                         | [ 349 ] [ 350 ]         |
| 1972 | 4.º Lugar                                       | Grupo 1                                         | "Martim Cererê" (Samba-enredo composto por Gibi e Zé Katimba) | Departamento Cultural e de Carnaval                                         | [ 351 ] [ 352 ]         |
| 1973 | 5.º Lugar                                       | Grupo 1                                         | "ABC do Carnaval à Maneira da Literatura de Cordel" (Samba-enredo composto por Gilson Russo da Silva "Caxambú" e Nelson Lima) | Departamento Cultural e de Carnaval                                         | [ 353 ] [ 354 ]         |
| 1974 | 6.º Lugar                                       | Grupo 1                                         | "Réquiem por Um Sambista, Silas de Oliveira" (Samba-enredo composto por Cosme, Damião e Guga) | Departamento Cultural e de Carnaval                                         | [ 355 ] [ 356 ]         |
| 1975 | 8.º Lugar                                       | Grupo 1                                         | "A Morte da Porta-estandarte" (Samba-enredo composto por Denir Lobo, Gilson Russo da Silva "Caxambú", Nelson Lima e Walter da Imperatriz) | Departamento Cultural e de Carnaval e Fernando Leão                         | [ 357 ] [ 358 ]         |
| 1976 | 8.º Lugar                                       | Grupo 1                                         | "Por Mares Nunca Dantes Navegados" (Samba-enredo composto por Gigi, Guga e Sereno) | Edson Machado                                                               | [ 359 ] [ 360 ]         |
| 1977 | 9.º Lugar (Rebaixada)                           | Grupo 1                                         | "Viagens Fantásticas às Terras de Ibirapiranga" (Samba-enredo composto por Carlinhos Madrugada, Nelson Lima e Walter da Imperatriz) | Max Lopes                                                                   | [ 361 ] [ 362 ]         |
| 1978 | Vice-campeã (Promovida)                         | Grupo 2                                         | "Vamos Brincar de Ser Criança" (Samba-enredo composto por Aranha, Guga, Tuninho Professor, Sereno e Zé Katimba) | Max Lopes                                                                   | [ 363 ] [ 364 ] [ 365 ] |
| 1979 | 7.º Lugar                                       | Grupo 1A                                        | "Oxumarê, a Lenda do Arco-íris" (Samba-enredo composto por Darcy do Nascimento, Dominguinhos do Estácio e Gibi) | Caetano Costa e Mário Barcellos                                             | [ 366 ] [ 367 ]         |
| 1980 | Campeã                                          | Grupo 1A                                        | "O Quê que a Bahia Tem?" (Samba-enredo composto por Darcy do Nascimento e Dominguinhos do Estácio) | Arlindo Rodrigues                                                           | [ 368 ] [ 369 ]         |
| 1981 | Campeã                                          | Grupo 1A                                        | "O Teu Cabelo não Nega" (Samba-enredo composto por Gibi, Serjão e Zé Katimba) | Arlindo Rodrigues                                                           | [ 370 ] [ 371 ]         |
| 1982 | 3.º Lugar                                       | Grupo 1A                                        | "Onde Canta o Sabiá" (Samba-enredo composto por Darcy do Nascimento, Dominguinhos do Estácio e Tuninho Professor) | Arlindo Rodrigues                                                           | [ 372 ] [ 373 ]         |
| 1983 | 4.º Lugar                                       | Grupo 1A                                        | "O Rei da Costa do Marfim visita Xica da Silva em Diamantina" (Samba-enredo composto por Carlinhos Boemia, Mathias de Freitas e Nelson Lima) | Arlindo Rodrigues                                                           | [ 374 ] [ 375 ] [ 376 ] |
| 1984 | 4.º Lugar                                       | Grupo 1A (Segunda-feira)                        | "Alô Mamãe" (Samba-enredo composto por Alvinho, Guga, Tuninho Professor e Velha) | Lícia Lacerda e Rosa Magalhães                                              | [ 377 ] [ 378 ]         |
| 1985 | 8.º Lugar                                       | Grupo 1A                                        | "Adolã, a Cidade Mistério" (Samba-enredo composto por Amaurizão, Carlinhos Sideral, Doutor e Guga) | João Felício, José Félix e Arlindo Rodrigues                                | [ 379 ] [ 380 ]         |
| 1986 | 8.º Lugar                                       | Grupo 1A                                        | "Um Jeito para Ninguém Botar Defeito" (Samba-enredo composto por Guga, Jurandir, Niltinho Tristeza e Tuninho Professor) | Fernando Alvarez                                                            | [ 381 ] [ 382 ]         |
| 1987 | 6.º Lugar                                       | Grupo 1                                         | "Estrela Dalva" (Samba-enredo composto por Bil Amizade, Guga, Niltinho Tristeza e Zé Katimba) | Arlindo Rodrigues                                                           | [ 383 ] [ 384 ]         |
| 1988 | 14.º Lugar                                      | Grupo 1                                         | "Conta Outra que Essa Foi Boa" (Samba-enredo composto por David Corrêa, Gabi, Guga e Zé Katimba) | Luiz Fernando Reis                                                          | [ 385 ] [ 386 ]         |
| 1989 | Campeã                                          | Grupo 1                                         | "Liberdade, Liberdade, Abra as Asas Sobre Nós!" (Samba-enredo composto por Jurandir, Niltinho Tristeza, Preto Jóia, Vicentinho) | Max Lopes                                                                   | [ 387 ] [ 388 ]         |
| 1990 | 4.º Lugar                                       | Especial                                        | "Terra Brasilis, o que se Plantou Deu" (Samba-enredo composto por Baianinho, Jorginho da Barreira, Preto Jóia, Tuninho Petróleo, e Zé Katimba) | Max Lopes                                                                   | [ 389 ] [ 390 ]         |
| 1991 | 3.º Lugar                                       | Especial                                        | "O Que é que a Banana Tem?" (Samba-enredo composto por Flavinho, Guará da Empresa, Guga, Niltinho Tristeza, Preto Jóia, Tuninho Professor) | Viriato Ferreira                                                            | [ 391 ] [ 392 ]         |
| 1992 | 3.º Lugar                                       | Especial                                        | "Não Existe Pecado do Lado de Baixo do Equador" (Samba-enredo composto por Edinho, Jurandir, Nilson Melodia e Tuninho Professor) | Rosa Magalhães                                                              | [ 393 ] [ 394 ]         |
| 1993 | Vice-campeã                                     | Especial                                        | "Marquês que É Marquês do Sassarico É Freguês" (Samba-enredo composto por Alexandre D'Mendes, Alvinho, Aranha e Márcio André) | Rosa Magalhães                                                              | [ 395 ] [ 396 ]         |
| 1994 | Campeã                                          | Especial                                        | "Catarina de Médicis na Corte dos Tupinambôs e Tabajeres" (Samba-enredo composto por Alexandre D'Mendes, Alvinho, Aranha e Márcio André) | Rosa Magalhães                                                              | [ 397 ] [ 398 ]         |
| 1995 | Campeã                                          | Especial                                        | "Mais Vale Um Jegue que Me Carregue, que Um Camelo que Me Derrube… Lá no Ceará!" (Samba-enredo composto por César Som Livre, Eduardo Medrado, João Estevam e Waltinho Honorato) | Rosa Magalhães                                                              | [ 399 ] [ 400 ]         |
| 1996 | Vice-campeã                                     | Especial                                        | "Imperatriz Leopoldinense Honrosamente Apresenta: Leopoldina, a Imperatriz do Brasil" (Samba-enredo composto por Carlinhos China, Demarco, Dominguinhos do Estácio e Jurandir) | Rosa Magalhães                                                              | [ 401 ] [ 402 ]         |
| 1997 | 6.º Lugar                                       | Especial                                        | "Eu Sou da Lira, não Posso Negar" (Samba-enredo composto por Amaurizão, Chopinho, Tuninho Professor e Zé Katimba) | Rosa Magalhães                                                              | [ 403 ] [ 404 ]         |
| 1998 | 3.º Lugar                                       | Especial                                        | "Quase no Ano 2000…" (Samba-enredo composto por Darcy do Nascimento, Flavinho, Guga e Preto Jóia) | Rosa Magalhães                                                              | [ 405 ] [ 406 ]         |
| 1999 | Campeã                                          | Especial                                        | "Brasil, Mostra a Sua Cara em… Theatrum Rerum Naturalium Brasiliae" (Samba-enredo composto por Cesar Som Livre, Eduardo Medrado, João Estevam e Waltinho Honorato) | Rosa Magalhães                                                              | [ 407 ] [ 408 ]         |
| 2000 | Campeã                                          | Especial                                        | "Quem Descobriu o Brasil Foi Seu Cabral, no Dia 22 de abril, Dois Meses Depois do Carnaval" (Samba-enredo composto por Amaurizão, Chopinho, Guga, Marquinhos Lessa, e Tuninho Professor) | Rosa Magalhães                                                              | [ 409 ] [ 410 ]         |
| 2001 | Campeã                                          | Especial                                        | "Cana-caiana, cana roxa, cana fita, cana preta, amarela, Pernambuco… Quero vê descê o suco na pancada do ganzá" (Samba-enredo composto por Guga, Marquinhos Lessa e Tuninho Professor) | Rosa Magalhães                                                              | [ 411 ] [ 412 ]         |
| 2002 | 3.º Lugar                                       | Especial                                        | "Goitacazes... Tupi or not Tupi in a South American Way" (Samba-enredo composto por Guga, Marquinhos Lessa e Tuninho Professor) | Rosa Magalhães                                                              | [ 413 ] [ 414 ]         |
| 2003 | 4.º Lugar                                       | Especial                                        | "Nem todo pirata tem a perna de pau, o olho de vidro e a cara de mau" (Samba-enredo composto por Brandãozinho, Darcy do Nascimento, Jorge Rita e Rubens Napoleão) | Rosa Magalhães                                                              | [ 415 ] [ 416 ]         |
| 2004 | 5.º Lugar                                       | Especial                                        | "Breazail" (Samba-enredo composto por Carlos de Olaria, Guga, Jeferson, Me Leva e Veneza) | Rosa Magalhães                                                              | [ 417 ] [ 418 ]         |
| 2005 | 4.º Lugar                                       | Especial                                        | "Uma Delirante Confusão Fabulística" (Samba-enredo composto por Evaldo Ruy, Jorge Artur, Jorginho, Josimar e PC) | Rosa Magalhães                                                              | [ 419 ] [ 420 ]         |
| 2006 | 9.º Lugar                                       | Especial                                        | "Um por Todos e Todos por Um" (Samba-enredo composto por Amaurizão, Maninho do Ponto, Niltinho Tristeza e Tuninho Professor) | Rosa Magalhães                                                              | [ 421 ] [ 422 ]         |
| 2007 | 9.º Lugar                                       | Especial                                        | "Teresinhaaa, uhuhuuu!!! Vocês Querem Bacalhau?" (Samba-enredo composto por Aliomar, Merrenga, Bill Amizade, Lula Inspiração, Sobrinho e Xande) | Rosa Magalhães                                                              | [ 423 ] [ 424 ]         |
| 2008 | 6.º Lugar                                       | Especial                                        | "João e Marias" (Samba-enredo composto por Carlos Kind, Di Andrade, Jorge Arthur, Josimar e Valtenci) | Rosa Magalhães                                                              | [ 425 ] [ 426 ]         |
| 2009 | 7.º Lugar                                       | Especial                                        | "Imperatriz… Só quer Mostrar que Faz Samba Também!" (Samba-enredo composto por Carlos Kind, Di Andrade, Jorge Arthur, Josimar e Valtenci) | Rosa Magalhães                                                              | [ 427 ] [ 428 ]         |
| 2010 | 8.º Lugar                                       | Especial                                        | "Brasil de Todos os Deuses" (Samba-enredo composto por Flavinho, Gil Branco, Guga, Jeferson Lima e Me Leva) | Max Lopes                                                                   | [ 429 ] [ 430 ]         |
| 2011 | 6.º Lugar                                       | Especial                                        | "Imperatriz Adverte: Sambar Faz Bem à Saúde!" (Samba-enredo composto por Drummond, Flavinho, Gil Branco, Me leva e Tião Pinheiro) | Max Lopes                                                                   | [ 431 ] [ 432 ]         |
| 2012 | 10.º Lugar                                      | Especial                                        | "Jorge, Amado Jorge" (Samba-enredo composto por Alexandre D’Mendes, Cristovão Luiz, Jeferson Lima, Ribamar e Tuninho Professor) | Max Lopes                                                                   | [ 433 ] [ 434 ]         |
| 2013 | 4.º Lugar                                       | Especial                                        | "Pará - O Muiraquitã do Brasil - Sob a Nudez Forte da Verdade, o Manto Diáfano da Fantasia" (Samba-enredo composto por Drummond, Gil Branco, Maninho do Ponto, Me Leva e Tião Pinheiro) | Cahê Rodrigues, Mário Monteiro e Kaká Monteiro                              | [ 435 ] [ 436 ]         |
| 2014 | 5.º Lugar                                       | Especial                                        | "Arthur X – O Reino do Galinho de Ouro na Corte da Imperatriz" (Samba-enredo composto por Elymar Santos, Gil Branco, Guga, Me Leva e Tião Pinheiro) | Cahê Rodrigues                                                              | [ 437 ] [ 438 ]         |
| 2015 | 6.º Lugar                                       | Especial                                        | "Axé-Nkenda - Um Ritual de Liberdade - E que a Voz da Liberdade Seja Sempre a Nossa Voz" (Samba-enredo composto por Adriano Ganso, Aldir Senna, Jorge do Finge, Marquinho Lessa e Zé Katimba)                                                                                                  | Cahê Rodrigues                                                              | [ 439 ] [ 440 ]         |
| 2016 | 6.º Lugar                                       | Especial                                        | "É o Amor... que Mexe com a Minha Cabeça e Me Deixa Assim... – Do Sonho de Um Caipira Nascem os Filhos do Brasil" (Samba-enredo composto por Adriano Ganso, Aldir Senna, Jorge do Finge, Moisés Santiago e Zé Katimba)                                                                         | Cahê Rodrigues                                                              | [ 441 ] [ 442 ]         |
| 2017 | 7.º Lugar                                       | Especial                                        | "Xingu - O Clamor que Vem da Floresta" (Samba-enredo composto por Moisés Santiago, Adriano Ganso, Jorge do Finge e Aldir Senna) | Cahê Rodrigues                                                              | [ 443 ]                 |
| 2018 | 8.º Lugar                                       | Especial                                        | "Uma Noite Real no Museu Nacional" (Samba-enredo composto por Jorge Arthur, Maninho do Ponto, Julinho Maestro, Marcio Pessi e Piu das Casinhas) | Cahê Rodrigues                                                              | [ 444 ]                 |
| 2019 | 13.° Lugar (Rebaixada)                          | Especial                                        | "Me Dá um Dinheiro aí" (Samba-enredo composto por Elymar Santos, Maninho do Ponto, Julinho Maestro, Dudu Miler, Márcio Perci e Jorge Arthur) | Mário Monteiro e Kaká Monteiro                                              | [ 445 ] [ 446 ]         |
| 2020 | Campeã (Promovida)                              | Série A                                         | "Só Dá Lalá" (Reedição do enredo de 1981) (Samba-enredo composto por Gibi, Serjão e Zé Katimba) | Leandro Vieira                                                              | [ 447 ]                 |
| 2021 | Não houve desfile devido a pandemia de Covid-19 | Não houve desfile devido a pandemia de Covid-19 | Não houve desfile devido a pandemia de Covid-19 | Não houve desfile devido a pandemia de Covid-19                             | [ 448 ]                 |
| 2022 | 10.º Lugar                                      | Especial                                        | "Meninos Eu Vivi... Onde Canta o Sabiá, Onde Cantam Dalva e Lamartine" (Samba-enredo composto por Gabriel Melo) | Rosa Magalhães                                                              | [ 449 ]                 |
| 2023 | Campeã                                          | Especial                                        | "O Aperreio do Cabra que o Excomungado Tratou com Má-querença e o Santíssimo não Deu Guarida" (Samba-enredo composto por Me Leva, Gabriel Coelho, Miguel da Imperatriz, Luiz Brinquinho, Antonio Crescente e Renne Barbosa)                                                                    | Leandro Vieira                                                              | [ 450 ]                 |
| 2024 | Vice-campeã                                     | Especial                                        | "Com a Sorte Virada pra Lua Segundo o Testamento da Cigana Esmeralda" (Samba-enredo composto por Me leva, Gabriel Coelho, Luiz Brinquinho, Miguel da Imperatriz, Antônio Crescente, Renne Barbosa, Jeferson Lima, Rômulo Meirelles, Jorge Goulart, Sílvio Mesquita, Carlinhos Niterói e Bello) | Leandro Vieira                                                              | [ 299 ]                 |
| 2025 | 3.º Lugar                                       | Especial                                        | "Ómi Tútú ao Olúfon - Água Fresca para o Senhor de Ifón" (Samba-enredo composto por Me Leva, Thiago Meiners, Miguel da Imperatriz, Jorge Arthur, Daniel Paixão e Wilson Mineiro) | Leandro Vieira                                                              | [ 451 ]                 |
| 2026 |                                                 | Especial                                        | "Camaleônico" | Leandro Vieira                                                              | [ 452 ] [ 325 ]         |

## Títulos
| Títulos da Imperatriz | Títulos da Imperatriz | Títulos da Imperatriz                                 |
| Divisão               | Títulos               | Carnavais                                             |
| --------------------- | --------------------- | ----------------------------------------------------- |
| Primeira divisão      | 9                     | 1980, 1981, 1989, 1994, 1995, 1999, 2000, 2001 e 2023 |
| Segunda divisão       | 1                     | 2020                                                  |
| Terceira divisão      | 1                     | 1961                                                  |

## Premiações
A Imperatriz é uma das maiores vencedoras do prêmio Estandarte de Ouro, considerado o "óscar do carnaval carioca". Também conquistou diversas outras premiações como Tamborim de Ouro, S@mba-Net, Estrela do Carnaval, Prêmio SRzd, entre outros. Em 2023, a Imperatriz foi declarada como patrimônio cultural de natureza imaterial do Estado do Rio de Janeiro.

## Segmentos

### Presidentes

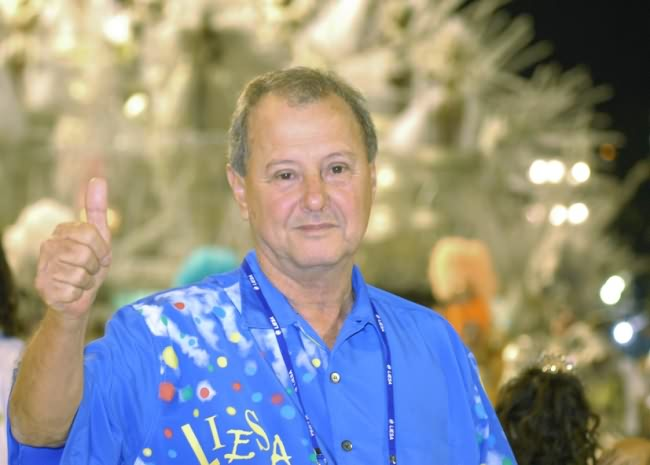
Luizinho Drummond (1940-2020) foi presidente e patrono da Imperatriz Leopoldinense.

| Presidentes                  | Mandato       | Ref.                            |
| ---------------------------- | ------------- | ------------------------------- |
| Oswaldo Pereira Gomes        | 1960          | [ 453 ]                         |
| Amaury Jório                 | 1961-1965     | [ 453 ]                         |
| Antonio Carbonelli           | 1966          | [ 453 ]                         |
| Claudionor Belisário         | 1967          | [ 453 ]                         |
| Oswaldo S. Macedo            | 1968-1972     | [ 453 ]                         |
| Sylzed José Santana Filho    | 1973          | [ 453 ]                         |
| Cláudio José Pereira Pinto   | 1974          | [ 453 ]                         |
| Aloysio Soares Braga (Índio) | 1975          | [ 453 ]                         |
| Luiz Pacheco Drumond         | 1976-1983     | [ 453 ]                         |
| Rubens Gonçalves             | 1984-1985     | [ 453 ]                         |
| Luiz Pacheco Drumond         | 1986-1992     | [ 453 ]                         |
| Marcos José Lourenço Drumond | 1993-1994     | [ 453 ]                         |
| Wagner Tavares Araújo        | 1995-2006     | [ 453 ]                         |
| Luiz Pacheco Drumond         | 2007-2020     | [ 270 ] [ 271 ] [ 454 ] [ 453 ] |
| Marcos José Lourenço Drumond | 2020          | [ 455 ] [ 456 ] [ 457 ]         |
| Cátia Regina Drumond Freitas | 2020-presente | [ 457 ] [ 314 ]                 |

### Intérpretes

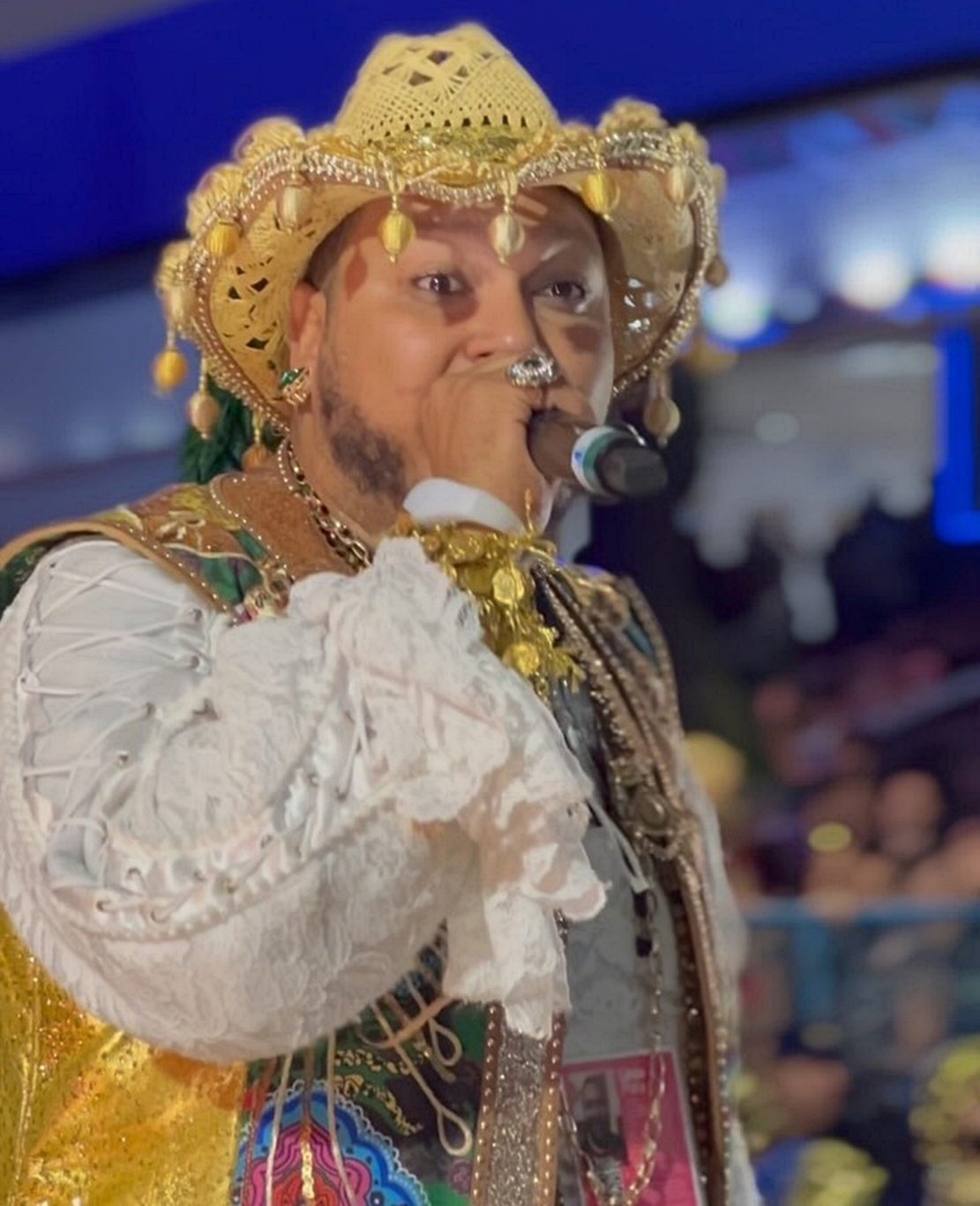
Pitty de Menezes é o atual intérprete da escola.

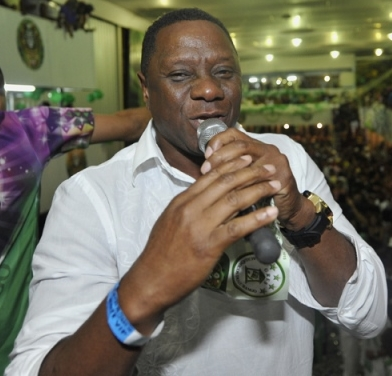
Preto Jóia foi o interprete oficial da escola nos títulos de 1994, 1995, 1999 e 2020.

| Intérpretes                            | Carnavais     | Ref.            |
| -------------------------------------- | ------------- | --------------- |
| Dom Barbosa                            | 1967          | [ 458 ]         |
| Mathias de Freitas                     | 1970-1971     | [ 216 ] [ 459 ] |
| Zé Katimba                             | 1972          | [ 460 ]         |
| Dom Barbosa                            | 1973          | [ 461 ]         |
| Jorge Goulart                          | 1974-1975     | [ 462 ] [ 463 ] |
| Jeremias Ferraz                        | 1976          | [ 464 ]         |
| Sônia Lemos e Juninho                  | 1977          | [ 465 ]         |
| Tuninho Professor                      | 1978          | [ 466 ]         |
| Dominguinhos do Estácio                | 1979-1982     | [ 467 ]         |
| Gera e David Corrêa                    | 1983          | [ 468 ] [ 469 ] |
| Tuninho Professor                      | 1984          | [ 466 ]         |
| Preto Jóia                             | 1985          | [ 470 ]         |
| Tuninho Professor                      | 1986          | [ 466 ]         |
| Alexandre D'Mendes                     | 1986-1988     | [ 471 ]         |
| Dominguinhos do Estácio                | 1989-1990     | [ 467 ]         |
| Preto Jóia                             | 1991-1999     | [ 470 ]         |
| Paulinho Mocidade                      | 2000-2002     | [ 472 ]         |
| David do Pandeiro                      | 2003          | [ 473 ]         |
| Ronaldo Yllê                           | 2004-2006     | [ 474 ]         |
| Preto Jóia                             | 2007-2008     | [ 470 ]         |
| Paulinho Mocidade                      | 2009          | [ 472 ]         |
| Dominguinhos do Estácio                | 2010-2012     | [ 467 ]         |
| Dominguinhos do Estácio e Wander Pires | 2013          | [ 467 ] [ 475 ] |
| Wander Pires                           | 2014          | [ 475 ]         |
| Nêgo                                   | 2015          | [ 476 ]         |
| Marquinho Art'Samba                    | 2016          | [ 477 ]         |
| Arthur Franco                          | 2017-2019     | [ 229 ] [ 230 ] |
| Arthur Franco e Preto Jóia             | 2020          | [ 470 ] [ 478 ] |
| Arthur Franco e Bruno Ribas            | 2022          | [ 286 ]         |
| Pitty de Menezes                       | 2023-presente | [ 290 ]         |

### Comissão de Frente

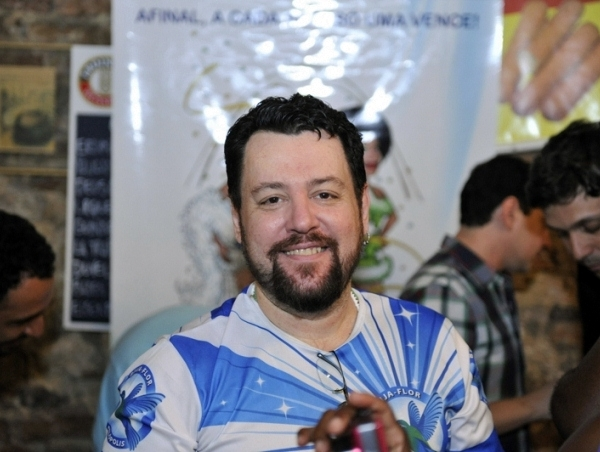
O multipremiado coreógrafo Fábio de Mello fez história com suas comissões de frente na Imperatriz.

| Coreógrafos(as)            | Carnavais | Ref.            |
| -------------------------- | --------- | --------------- |
| Braz                       | 1990-1991 | [ 479 ]         |
| Fábio de Mello             | 1992-2007 | [ 480 ] [ 481 ] |
| Alice Arja                 | 2008      | [ 482 ]         |
| Alex Neoral                | 2009      | [ 483 ]         |
| Regina Sauer               | 2010      | [ 484 ]         |
| Alex Neoral                | 2011-2013 | [ 485 ] [ 486 ] |
| Deborah Colker             | 2014      | [ 487 ]         |
| Fábio de Mello             | 2015      | [ 488 ] [ 489 ] |
| Deborah Colker             | 2016      | [ 490 ]         |
| Claudia Mota               | 2017-2018 | [ 232 ]         |
| Fábio Batista              | 2019      | [ 491 ]         |
| Hélio Bejani e Beth Bejani | 2020      | [ 492 ]         |
| Thiago Soares              | 2022      | [ 493 ]         |
| Marcelo Misailidis         | 2023-2024 | [ 494 ]         |
| Patrick Carvalho           | 2025-     | [ 495 ]         |

### Mestre-sala e Porta-bandeira

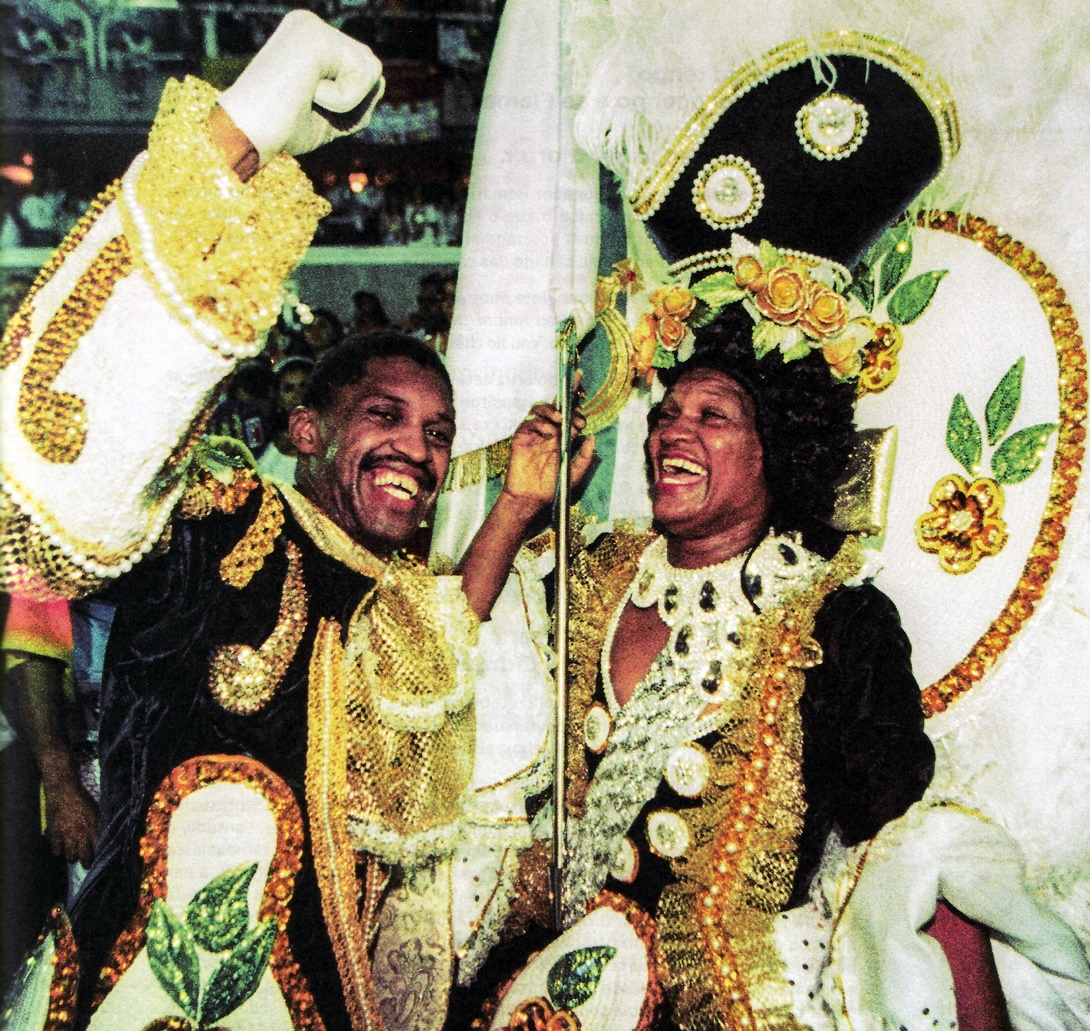
O histórico casal de mestre-sala e porta-bandeira Chiquinho e Maria Helena no desfile de 1995. Mãe e filho são ídolos da Imperatriz Leopoldinense.

#### Primeiro casal
| Primeiro casal                         | Carnavais     | Ref.            |
| -------------------------------------- | ------------- | --------------- |
| Tiãozinho e Valdicéia                  | 1967          | [ 496 ]         |
| Agostinho e Valdicéia                  | 1969-1972     | [ 460 ] [ 497 ] |
| Tiãozinho e Valdicéia                  | 1973          | [ 461 ]         |
| Tiãozinho e Mocinha da Imperatriz      | 1974-1975     | [ 498 ] [ 499 ] |
| Bagdá e Irene                          | 1977-1978     | [ 465 ] [ 500 ] |
| Bagdá e Maria Helena                   | 1983          | [ 501 ]         |
| Chiquinho e Maria Helena               | 1984-2005     | [ 502 ] [ 503 ] |
| Marcílio Diamante e Verônica Lima      | 2006-2008     | [ 482 ] [ 504 ] |
| Bira e Verônica Lima                   | 2009-2010     | [ 483 ] [ 484 ] |
| Phelipe Lemos e Rafaela Theodoro       | 2011-2015     | [ 485 ] [ 505 ] |
| Rogerinho Dornelles e Rafaela Theodoro | 2016          | [ 231 ] [ 506 ] |
| Thiaguinho Mendonça e Rafaela Theodoro | 2017-2022     | [ 231 ]         |
| Phelipe Lemos e Rafaela Theodoro       | 2023-presente | [ 290 ]         |

#### Segundo casal

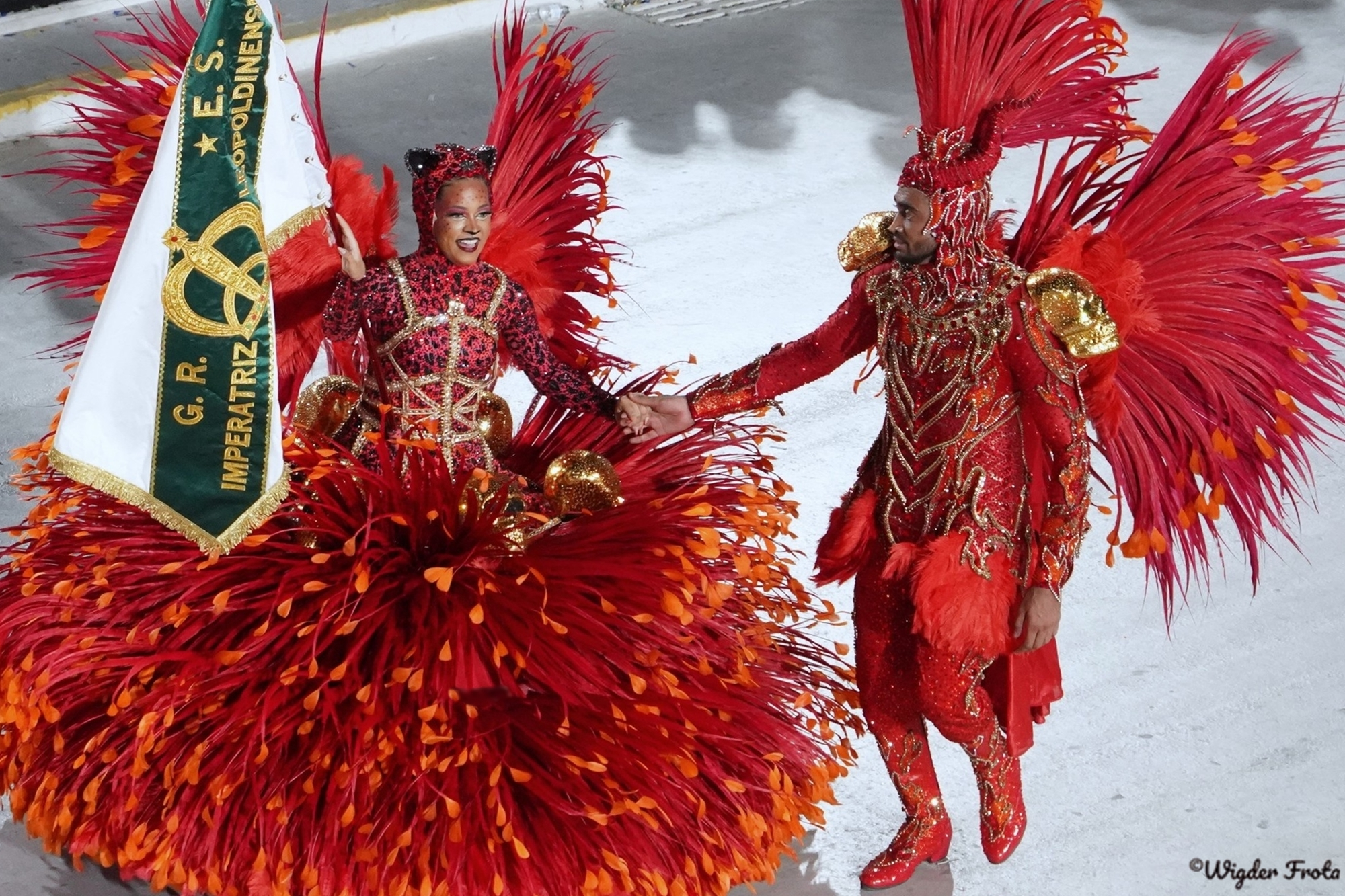
O atual segundo casal da escola, Laryssa Victória e Marcos Ferreira, no desfile de 2023.

| Segundo casal                       | Carnavais | Ref.            |
| ----------------------------------- | --------- | --------------- |
| Fabrício Pires e Priscila           | 1993      | [ 507 ]         |
| Fabrício Pires e Crislane Lima      | 1995-1997 | [ 508 ] [ 509 ] |
| Fabrício Pires e Letícia Caetano    | 1998-2001 | [ 510 ] [ 511 ] |
| Marcilio Diamante e Letícia         | 2002      | [ 512 ]         |
| Marcilio Diamante e Elizângela      | 2003-2005 | [ 513 ] [ 514 ] |
| Marcilio Diamante e Elaine Fernanda | 2014-2018 | [ 515 ]         |
| Marcilio Diamante e Beatriz Paula   | 2019      | [ 515 ]         |
| Marcilio Diamante e Elaine Fernanda | 2020      | [ 516 ]         |
| Marcos Ferreira e Laryssa Victória  | 2022-2023 | [ 517 ]         |
| Marcos Ferreira e Alcione Carvalho  | 2024      | [ 518 ]         |
| Marcos Ferreira e Laryssa Victória  | 2025-     | [ 519 ]         |

### Bateria
A bateria da Imperatriz Leopoldinense é denominada "Swing da Leopoldina".

#### Mestres

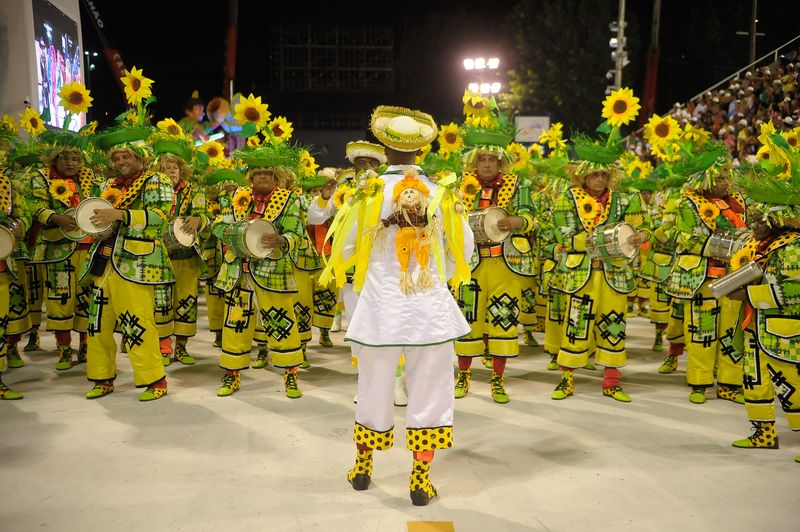
Mestre Lolo (de costas) comandando os ritmistas da Swing da Leopoldina no desfile de 2016.

| Diretores de bateria                                 | Carnavais     | Ref.            |
| ---------------------------------------------------- | ------------- | --------------- |
| Mestres Ney, Gaspar e Ismael                         | 1973-1975     | [ 461 ] [ 499 ] |
| Mestres Ney, Gaspar, Ismael e Zezinho                | 1977          | [ 465 ]         |
| Mestres Ney e Zezinho                                | 1978-1979     | [ 500 ] [ 522 ] |
| Mestre Beto                                          | 1980-1982     | [ 523 ] [ 524 ] |
| Mestres Paulinho, Beto, Gargalhada, Nei e Carbonelli | 1983          | [ 501 ]         |
| Mestre Beto                                          | 1984          | [ 525 ]         |
| Mestres Ney, Amauri e Beto                           | 1985          | [ 502 ]         |
| Mestres Ney, Paulinho e Beto                         | 1986          | [ 526 ]         |
| Mestres Ney, Beto e Arizão                           | 1987          | [ 527 ]         |
| Mestres Ney, Amauri e Beto                           | 1988          | [ 528 ]         |
| Mestre Beto                                          | 1989          | [ 529 ]         |
| Mestres Bira, Beto e Milton Manhães                  | 1990          | [ 479 ]         |
| Mestre Beto                                          | 1991-2005     | [ 503 ]         |
| Mestre Jorjão                                        | 2006-2007     | [ 481 ] [ 504 ] |
| Mestre Marcone                                       | 2008-2011     | [ 482 ] [ 485 ] |
| Mestre Noca                                          | 2012-2015     | [ 505 ] [ 530 ] |
| Mestre Lolo                                          | 2016-presente | [ 531 ]         |

#### Rainhas

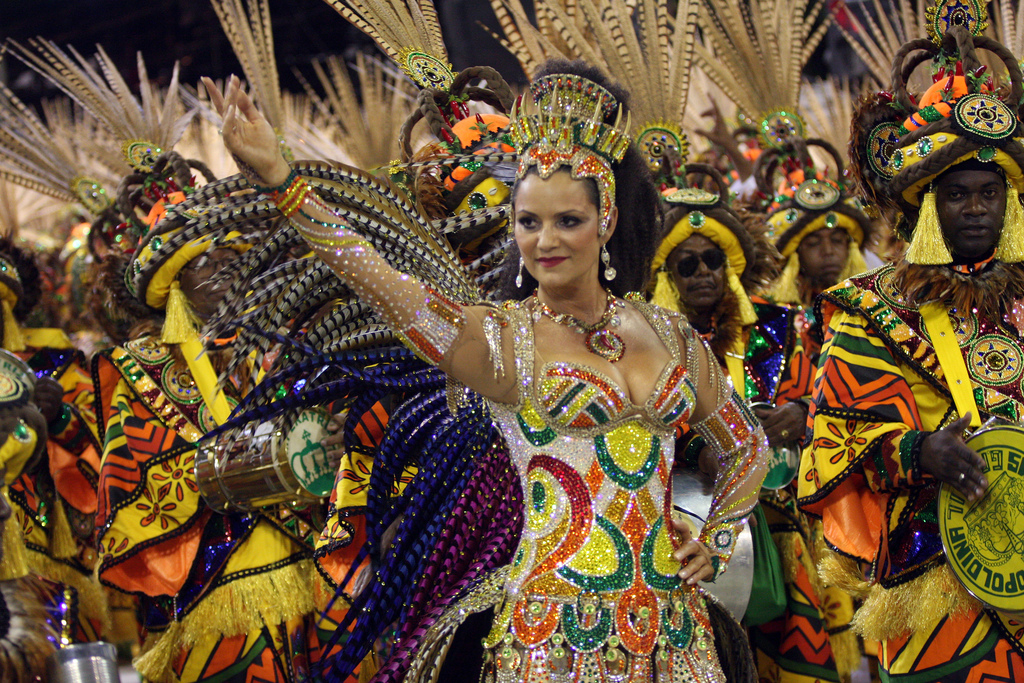
Luíza Brunet em seu último desfile pela escola, no carnaval de 2012. A modelo foi rainha de bateria da Imperatriz durante 16 anos.

| Rainhas de bateria | Carnavais | Ref.            |
| ------------------ | --------- | --------------- |
| Khristel Byancco   | 1988-1994 | [ 534 ]         |
| Luíza Brunet       | 1995-2005 | [ 535 ] [ 536 ] |
| Luciana Gimenez    | 2006-2007 | [ 537 ]         |
| Luiza Brunet       | 2008-2012 | [ 538 ] [ 539 ] |
| Cris Vianna        | 2013-2017 | [ 540 ] [ 541 ] |
| Flávia Lyra        | 2018-2019 | [ 244 ]         |
| Iza                | 2020-2022 | [ 272 ]         |
| Maria Mariá        | 2023-2025 | [ 542 ]         |
| Iza                | 2026-     | [ 324 ]         |

### Direção de Carnaval
| Diretores de carnaval                                         | Carnavais     | Ref.            |
| ------------------------------------------------------------- | ------------- | --------------- |
| Armando Iglesias                                              | 1965          | [ 543 ]         |
| Departamento de Carnaval                                      | 1968-1973     | [ 461 ] [ 544 ] |
| Antonio Carbonelli                                            | 1974          | [ 498 ]         |
| Augusto Valente                                               | 1977          | [ 465 ]         |
| Antonio Carbonelli                                            | 1978          | [ 500 ]         |
| Helmo Afonso Marcellos                                        | 1987-1988     | [ 527 ]         |
| Wagner Araújo                                                 | 1989-2019     | [ 545 ]         |
| Marcos Aurélio Fernandes                                      | 2020-2021     |                 |
| André Bonatte, Robson Lourenço, Pedro Leite e Julinho Fonseca | 2022          |                 |
| André Bonatte e Mauro Amorim                                  | 2023-2024     |                 |
| André Bonatte e Pedro Henrique Leite                          | 2025-presente | [ 546 ]         |

### Direção de Harmonia

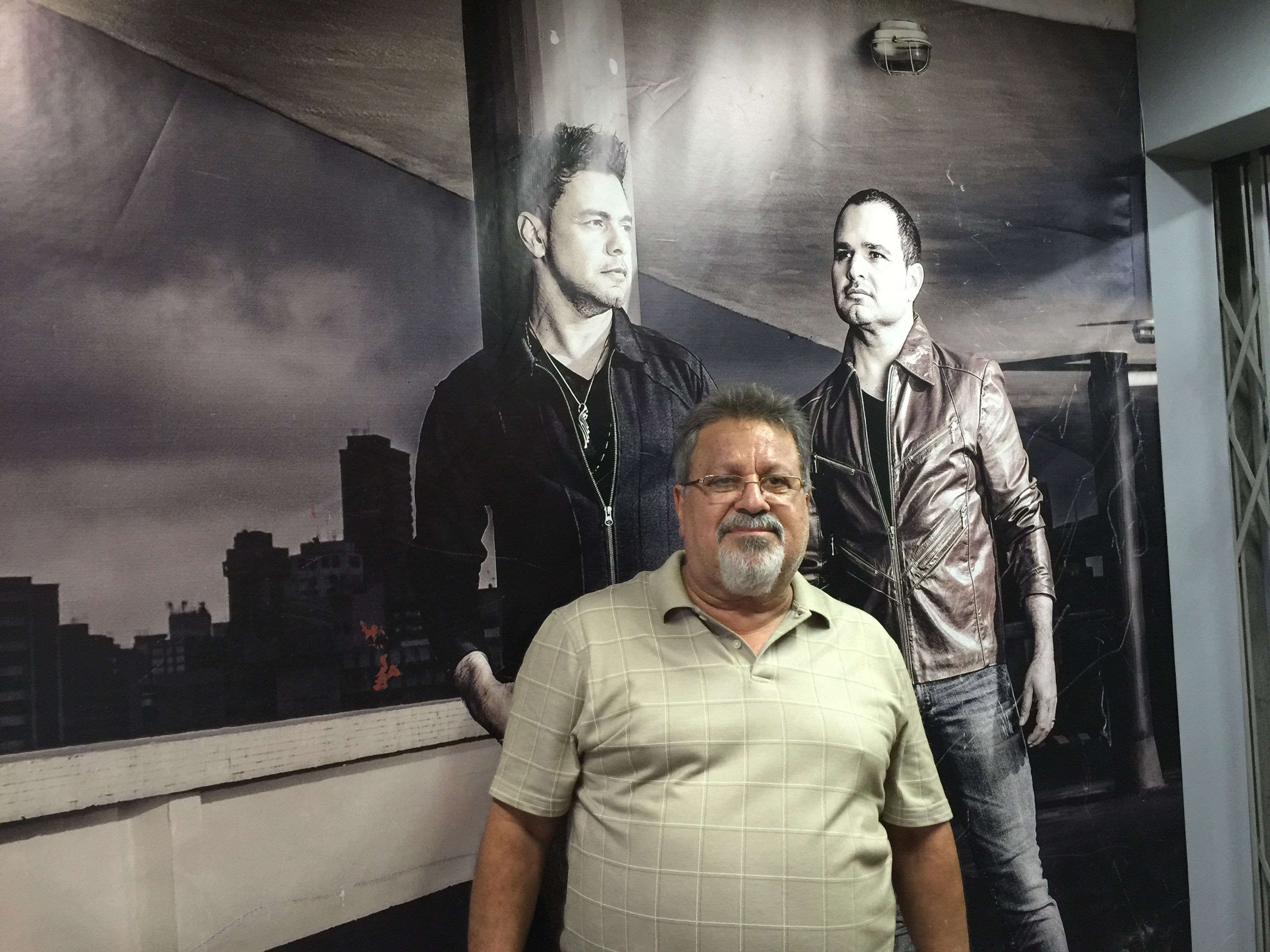
Wagner Tavares Araújo foi presidente e diretor de carnaval da Imperatriz Leopoldinense.

| Diretores de harmonia                                 | Carnavais     | Ref.            |
| ----------------------------------------------------- | ------------- | --------------- |
| Oscar, Aylton, Nelson, Alberti, Chinelo e Pastelzinho | 1975          | [ 499 ]         |
| Lottar                                                | 1983          | [ 501 ]         |
| Sidney Machado (Chope)                                | 1984-1985     | [ 502 ] [ 525 ] |
| Lottar                                                | 1986          | [ 526 ]         |
| Sidney Machado (Chope)                                | 1987-1996     | [ 527 ] [ 529 ] |
| Hailton Jorge Gama                                    | 1997-1998     | [ 547 ] [ 548 ] |
| Ricardo Fernandes                                     | 1999-2002     | [ 549 ] [ 550 ] |
| José Francisco Souto                                  | 2003          | [ 551 ]         |
| Chico Branco                                          | 2004-2010     | [ 484 ] [ 552 ] |
| Guilherme Nóbrega                                     | 2011-2014     | [ 485 ] [ 487 ] |
| Júnior Escafura                                       | 2015-2019     | [ 553 ]         |
| Jorge Arthur e André Bonatte                          | 2020-2021     |                 |
| Carlos Jorge e Anderson Paiva                         | 2022-2024     |                 |
| Thiago Santos                                         | 2025-presente | [ 554 ]         |

## Quadra
Inicialmente, seus ensaios eram realizados na Rua Paranhos, n.º 227, na casa de Pedro Alcântara Diniz. Depois passou para o n.º 315, onde funcionava o Clube Paranhos. Foi o presidente Antonio Carbonelli que retirou a Imperatriz do seu local de ensaio no Clube Paranhos e trouxe para rua Professor Lacé, n.º 235, próximo a estação de Ramos - onde se encontra até hoje. Ao chegar à Imperatriz, Luiz Pacheco Drummond comprou a quadra, lavrando a escritura definitiva em nome da Escola.[carece de fontes?] No ano de 2010, a quadra foi reformada em parceria com a Prefeitura do Rio. As reformas incluíram a construção de dois palcos (um principal e outro para a bateria), construção de camarotes, construção de rampas de acesso, substituição da antiga cobertura da quadra por uma estrutura metálica e a construção de uma quadra poliesportiva. A quadra foi reaberta no domingo, dia 19 de dezembro de 2010, numa festa com a presença de integrantes de outras agremiações.
Centro de Cultura
Em julho de 2014, foi inaugurado, na quadra da escola, o Centro de Cultura Dr. Oswaldo Macedo. O nome é em homenagem a um dos primeiros presidentes da Imperatriz, que implantou o Departamento Cultural e de Carnaval na Escola. O lugar abriga exposições e projetos audiovisuais sobre os carnavais da Imperatriz Leopoldinense. A visitação é aberta ao público, nos dias em que a quadra estiver operante.

## Torcida
Fundada em 26 de março de 2022, a Guerreiros da Leopoldina é a torcida organizada oficial da Imperatriz Leopoldinense, criada para apoiar e fortalecer a presença da escola em todos os eventos e momentos marcantes.
A fundação da torcida ocorreu no ano em que a Imperatriz Leopoldinense comemorava seus 63 anos de história. A ideia da criação surgiu na casa de Kaio César Guimarães, idealizador e fundador, que contou com o apoio de seus conselheiros João Victor Cunha, Ana Lúcia e Vivian Monteiro para concretizar o projeto.
O nome “Guerreiros da Leopoldina” foi escolhido por Pedro Henrique Leite, atual diretor de Carnaval da escola, enquanto o símbolo da torcida foi criado pelo próprio fundador, Kaio Guimarães. Atualmente, a torcida é presidida por Kaio Guimarães, tendo Priscila Almeida e Vivian Monteiro como vice-presidentes.
Desde sua fundação, a Guerreiros da Leopoldina acompanha a Imperatriz Leopoldinense em todos os momentos importantes, como eventos oficiais, ensaios técnicos, desfiles oficiais, ensaios de rua e apresentações na quadra, mantendo viva a paixão pela escola e demonstrando total apoio à sua comunidade e tradição.